# Toronto
Toronto (englische Aussprache [təˈɹɒn(t)oʊ̯]; regional auch [təˈɹɒnə] ⓘ oder [ˈtɹɒnoʊ̯]) ist mit 2,96 Millionen Einwohnern die größte Stadt Kanadas und die Hauptstadt der Provinz Ontario. Sie liegt im Golden Horseshoe (Goldenes Hufeisen), einer Region mit über 8,1 Millionen Einwohnern, die sich halbkreisförmig um das westliche Ende des Ontariosees bis zu den Niagarafällen erstreckt. Rund ein Drittel der Bevölkerungszunahme des ganzen Landes lebte in den letzten Jahren in diesem Großraum. Die Einwohnerzahl der Metropolregion (Census Metropolitan Area) stieg von 4,1 Millionen im Jahr 1992 auf 5,6 Millionen im Jahr 2011. Die Greater Toronto Area hatte 2010 über 6,2 Millionen Einwohner.
Die Stadt liegt am nordwestlichen Ufer des Ontariosees, dem mit 18.960 km² Fläche kleinsten der fünf Großen Seen. Durch die Eingemeindung einer Reihe von Vorstädten, die bereits mit Toronto verschmolzen waren (Etobicoke, Scarborough, York, East York und North York), wurde Toronto Ende der 1990er Jahre mehrfach vergrößert. Das Zentrum mit dem Einkaufs- und Bankendistrikt befindet sich in der Nähe des Sees. Die Haupteinkaufsstraße ist die Yonge Street. Toronto ist seit ungefähr den 1970er Jahren, nachdem Montreal über Jahrzehnte hinweg diese Rolle zugefallen war, Kanadas Wirtschaftszentrum und weltweit einer der führenden Finanzplätze.

## Geographie

### Lage

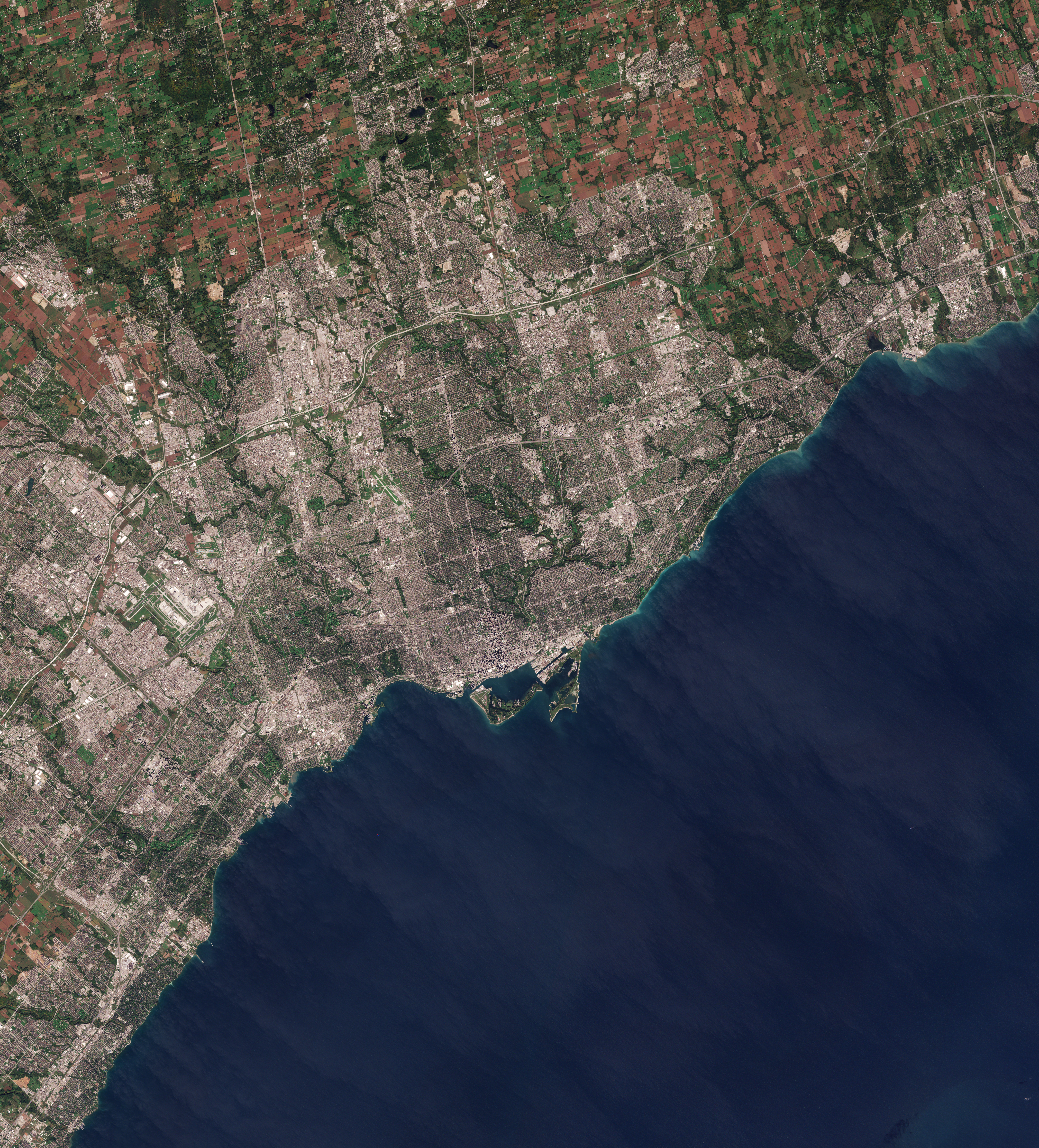
Satellitenbild Torontos

Toronto liegt am Nordwestufer des Ontariosees und ist Teil des Québec-Windsor-Korridors, des am dichtesten besiedelten Gebiets Kanadas. In seiner unmittelbaren Nachbarschaft liegen westlich die Orte Mississauga und Brampton, die zur Regional Municipality of Peel gezählt werden. Etwas weiter im Osten befindet sich die Regional Municipality of Halton mit ihrem Hauptsitz in Milton. Im Norden liegen Vaughan und Markham (Regional Municipality of York). Im Osten liegt die Stadt Pickering, die zur Regional Municipality of Durham gehört. Zur Metropolregion Greater Toronto Area (GTA) gehören außer dem Stadtgebiet diese vier Regionalverwaltungen (Regional Municipality).
Das Stadtgebiet umfasst eine Fläche von 630,18 km² und erstreckt sich in Nord-Süd-Richtung auf 21 und in Ost-West-Richtung auf 43 Kilometern. Die Fläche ist etwas kleiner als die von Hamburg (755 km²). Die Stadtgrenze bildet im Süden der Ontariosee, im Westen der Etobicoke Creek und der Highway 427, im Norden die Steeles Avenue und im Osten der Rouge River. Das Hafengebiet am Ufer des Sees bildet eine Küstenlinie von insgesamt 46 Kilometern Länge.
Nördlich des Stadtgebiets erstreckt sich von der Niagara-Schichtstufe bis etwa nach Peterborough das rund 1900 km² umfassende Gebiet der Oak Ridges-Moräne, ein ökologisch bedeutsamer Grünzug.

### Topographie

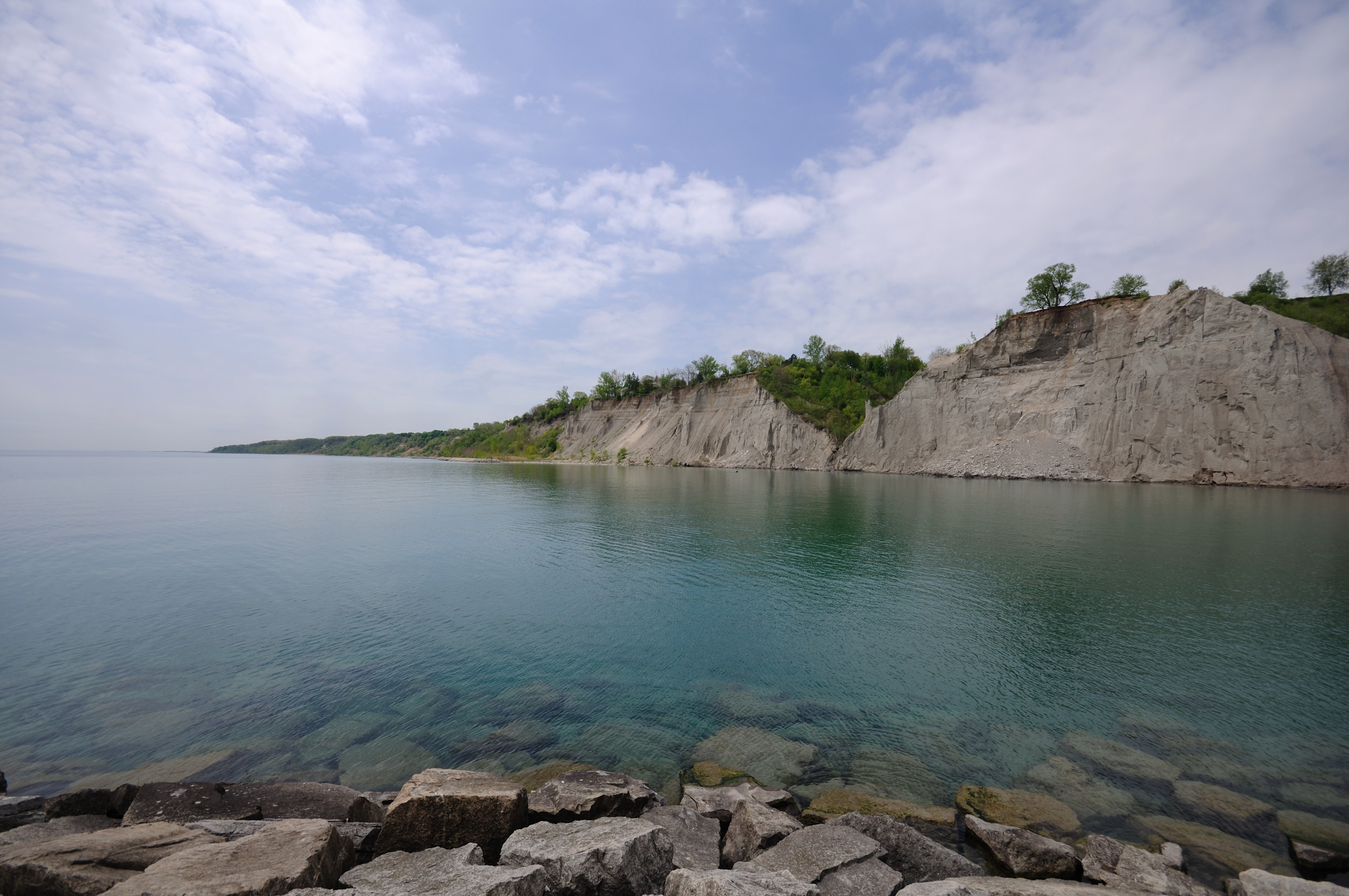
Die Felsklippen von Scarborough: Scarborough Bluffs

Toronto wird vom Humber River am westlichen Rand, vom Don River östlich der Downtown auf der gegenüberliegenden Seite des Hafens und von zahlreichen Nebenflüssen durchflossen. Der Naturhafen hat sich durch Sedimentation herausgebildet, die auch die Toronto Islands entstehen ließ. Die Vielzahl von Bächen und Flüssen, die von Norden her durch das Gebiet fließen und in den Ontariosee münden, haben zahlreiche bewaldete Schluchten geschaffen. Diese Schluchten beeinflussen die Stadtplanung derart, dass manche Verkehrsstraßen wie die Finch Avenue, die Leslie Street, die Lawrence Avenue und die St. Clair Avenue auf der einen Seite der Schlucht enden und sich auf der anderen fortsetzen. Der fast 500 Meter lange Prince Edward Viaduct überspannt die vom Don River gebildete 40 Meter tiefe Schlucht.
Das Seegebiet vor dem Humber Bay Park und dem Mimico Creek trägt die historische Bezeichnung Grand Harbour.
Während der letzten Eiszeit lag der niedrigere Teil des Stadtgebietes unter dem Glacial Lake Iroquois, einem Eisstausee. Geländeabbrüche, die auf diese Zeit zurückgehen, sind von der östlich der Stadtmitte verlaufenden Victoria Park Avenue an der Mündung des Highland Creek zu erkennen. Die Scarborough Bluffs sind schroffe Felsklippen bis zu einer Höhe von 65 Metern auf einer Länge von 14 Kilometern entlang der Uferlinie des Ontariosees. Toronto hat keine nennenswerten Erhebungen. Der niedrigste Punkt liegt am Ufer des Ontariosees auf 75 Metern über dem Meeresspiegel, der höchste auf 270 Metern nahe der York University im Norden der Stadt.

### Wasserversorgung

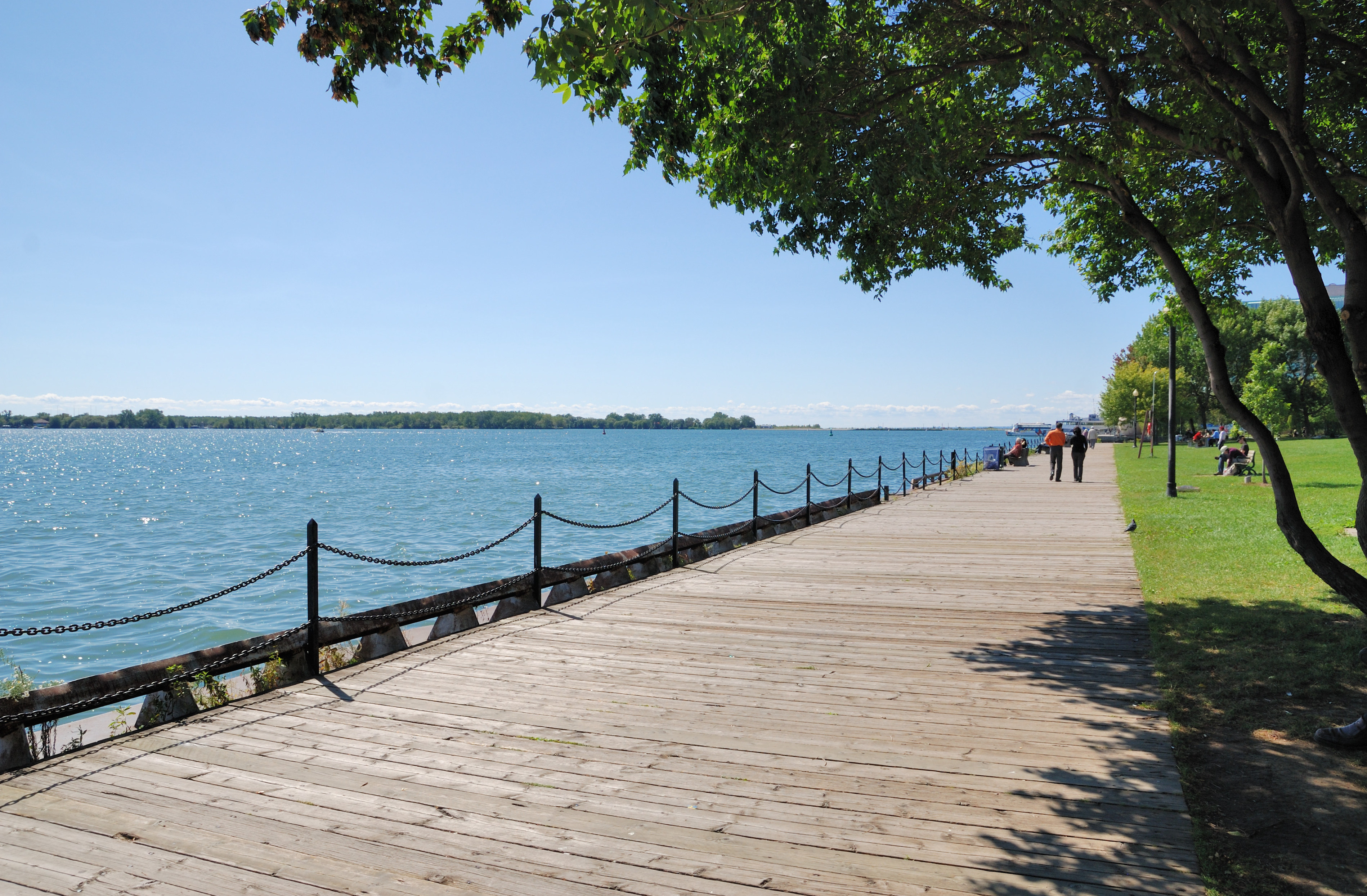
Uferpromenade am Ontariosee: der See versorgt Toronto mit Wasser

Die Wasserwirtschaft Torontos basiert, ebenso wie die der Region York, auf dem Ontariosee. Von 1843 bis 1873 stellte ein privates Unternehmen die Wasserversorgung sicher, seit 1873 übernimmt die städtische Verwaltung diese Aufgabe. Sie lässt heute durchschnittlich 2,9 Millionen Kubikmeter Wasser pro Tag durch das Versorgungsnetz pumpen. Seit 1949 haben die Stahlrohre mindestens einen Durchmesser von 750 mm und sind mit Zement und Beton eingeschlossen. Da der See genügend Wasser führt, kommt Toronto mit wenigen Reservoiren aus. Der Großteil des Wassers wird im Leitungssystem selbst gelagert.
Toronto hat mit dem DLWC-Projekt ein neues Verfahren für die Klimatisierung von Bürogebäuden entwickelt. Da die Wassertemperatur am Grund des sehr tiefen Ontariosees das ganze Jahr über konstant bei vier Grad Celsius liegt, lässt es sich zur Kühlung der Innenstadt verwenden.

### Klima
Aufgrund seiner Lage im äußersten Süden Kanadas herrscht in Toronto ein für das Land sehr moderates Klima (effektive Klimaklassifikation: Dfa). Die vier Jahreszeiten sind sehr ausgeprägt mit beträchtlichen Temperaturunterschieden, besonders in den kalten Monaten. Aufgrund der Nähe zum Wasser schwanken die Temperaturen besonders in dicht bebauten und ufernahen Gebieten tagsüber wenig. In bestimmten Zeiten des Jahres kann das mäßigende Klima des Sees in extreme lokale und regionale Wettersituationen umschwenken, wie beispielsweise den sogenannten Lake effect snow, der den Frühlingsbeginn hinauszögert und für herbstliche Bedingungen sorgt.
Die Winter in Toronto sind kalt, mit kurzen Phasen, die extreme Temperaturen von unter −10 °C mit sich bringen, die durch den Wind als noch kälter empfunden werden. Die tiefste Temperatur wurde am 10. Januar 1859 mit −32,8 °C gemessen. Mit Schnee muss in Toronto von November bis Mitte April gerechnet werden. Neben Schneestürmen und Eisregen sind milde Abschnitte mit Temperaturen zwischen 5 und 14 °C möglich.
Die Sommer sind durch lange Phasen feuchten Klimas charakterisiert. Die durchschnittliche Tagestemperatur variiert zwischen 20 und 29 °C. Sie kann jedoch auch bis 35 °C ansteigen. Die höchste gemessene Temperatur betrug am 8. Juli 1936 40,6 °C. Herbst und Frühling überbrücken die Hauptjahreszeiten mit milden bzw. kühlen Temperaturen und wechselnden Trocken- und Feuchtperioden.
Die Niederschläge verteilen sich auf das ganze Jahr. Der Schwerpunkt liegt für gewöhnlich im Sommer, der feuchtesten Jahreszeit; der Großteil des Niederschlags fällt in Gewittern. Durchschnittlich beträgt die jährliche Gesamt-Schneehöhe 133 Zentimeter. Die größte Schneemenge wurde am 11. Dezember 1944 mit 48,3 Zentimeter Höhe gemessen. Die jährliche Sonnenscheindauer beträgt im Durchschnitt 2038 Stunden.
Die Bürgermeisterin von Toronto forderte im Juli 2024, sich ernsthaft mit der globalen Erwärmung auseinanderzusetzen. Starkregenereignisse würden stark zunehmen; die Stadt werde die Präventivmaßnahmen gegen Überschwemmungen überprüfen.
|                       | Jan  | Feb  | Mär  | Apr  | Mai  | Jun  | Jul  | Aug  | Sep  | Okt  | Nov | Dez  |   |     |
| Mittl. Tagesmax. (°C) | −1,1 | −0,3 | 4,2  | 11,9 | 17,9 | 24,2 | 26,8 | 25,9 | 21,6 | 15,3 | 7,8 | 1,2  | ⌀ | 13  |
| Mittl. Tagesmin. (°C) | −7,7 | −7,3 | −2,9 | 3,2  | 8,4  | 14,1 | 16,8 | 16,2 | 12,3 | 7,1  | 1,8 | −4,8 | ⌀ | 4,8 |
|                       |      |      |      |      |      |      |      |      |      |      |     |      |   |     |
| Niederschlag (mm)     | 46   | 46   | 57   | 64   | 66   | 69   | 77   | 84   | 74   | 63   | 70  | 66   | Σ | 782 |
|                       |      |      |      |      |      |      |      |      |      |      |     |      |   |     |
| Sonnenstunden (h/d)   | 2,8  | 3,9  | 4,7  | 6,0  | 7,2  | 8,5  | 9,1  | 8,3  | 6,6  | 4,9  | 2,7 | 2,5  | ⌀ | 5,6 |
|                       |      |      |      |      |      |      |      |      |      |      |     |      |   |     |
| Regentage (d)         | 15   | 12   | 12   | 12   | 12   | 9    | 9    | 9    | 9    | 9    | 13  | 13   | Σ | 134 |
|                       |      |      |      |      |      |      |      |      |      |      |     |      |   |     |
| Wassertemperatur (°C) | 3    | 2    | 2    | 3    | 6    | 12   | 19   | 21   | 18   | 13   | 9   | 6    | ⌀ | 9,5 |

| −7,7 |

| −7,3 |

| −2,9 |

| 3,2 |

| 8,4 |

| 14,1 |

| 16,8 |

| 16,2 |

| 12,3 |

| 7,1 |

| 1,8 |

| −4,8 |

| −7,7 |

| −7,3 |

| −2,9 |

| 3,2 |

| 8,4 |

| 14,1 |

| 16,8 |

| 16,2 |

| 12,3 |

| 7,1 |

| 1,8 |

| −4,8 |

### Stadtgliederung
Siehe auch: Liste der Ortsteile von Toronto

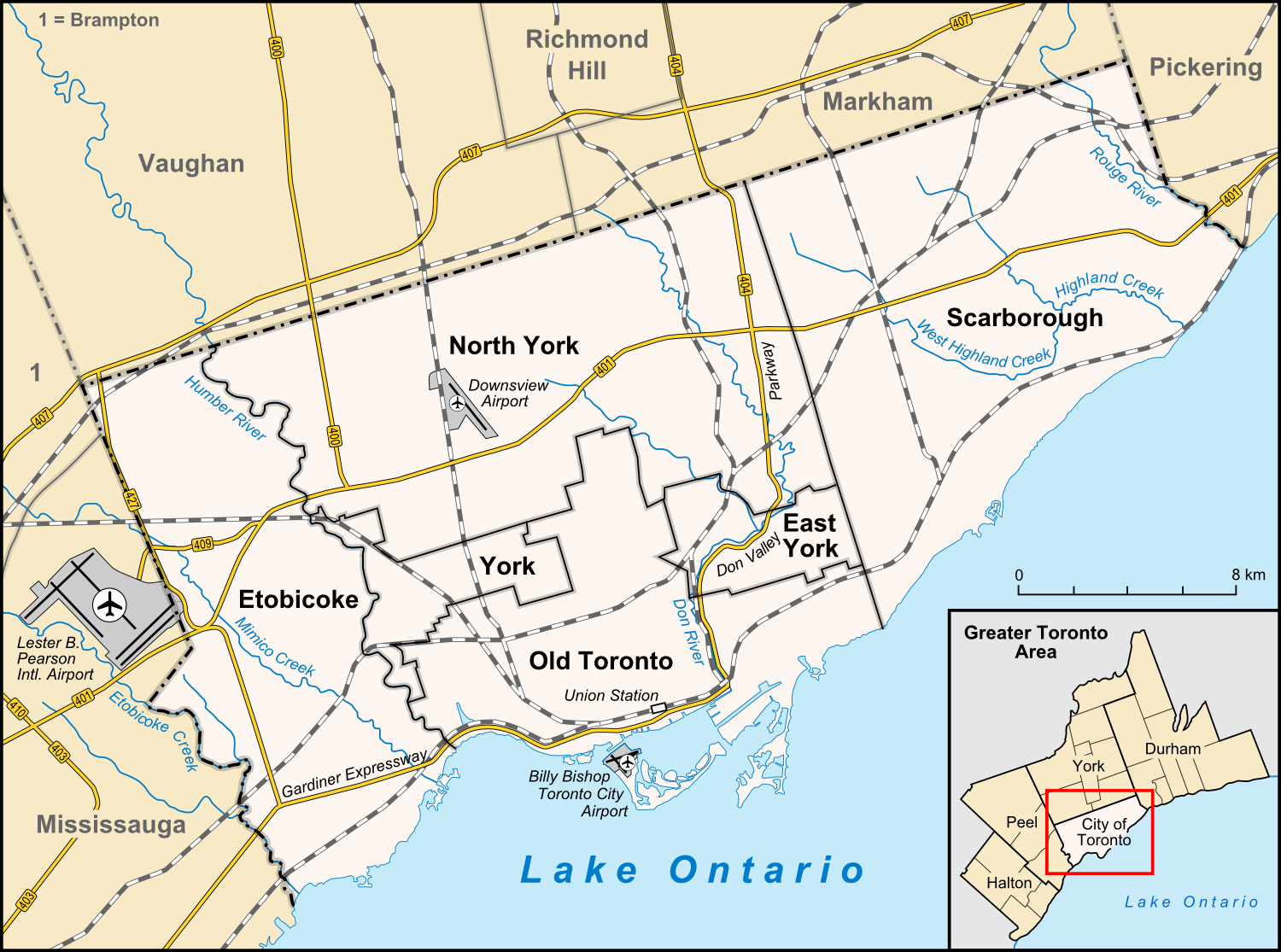
Karte von Toronto mit den wichtigsten Verkehrswegen

Aufgrund der Diversität und in vielen Fällen auch recht ausgeprägten Identität von Torontos zahlreichen Stadtteilen wird die Stadt mitunter als City of Neighbourhoods („Stadt der Stadtteile“) bezeichnet. Bis zu 240 Teile hatte das Alte Toronto (englisch: Old City of Toronto) oder Downtown bis 1997, als es in Metropolitan Toronto eingegliedert wurde. Die Old City ist der am dichtesten besiedelte davon; in ihr befindet sich auch das Geschäfts- und Verwaltungszentrum.
Seit dem 1. Januar 1998 besteht die Metropole aus den sechs Stadtbezirken (Gemeinden) Old Toronto (untergliedert in Downtown Core (Central), North End, East End, West End), North York, Scarborough, Etobicoke, York und East York, die wiederum in insgesamt 140 Stadtteile (englisch: neighbourhoods, hier: „Viertel“ oder „Wohngegenden“) untergliedert sind. Die 140 Stadtteile werden in insgesamt 44 Verwaltungsbezirke (englisch ward) zusammengefasst, denen ein Ratsherr (englisch councillor) vorsteht. Für Sitzungen werden die 44 Wards in die vier Gemeinderäte Etobicoke York Council, North York Community Council, Toronto and East York Community Council und Scarborough Community Council gegliedert. Die Community Councils wurden 1997 im Rahmen der Neugliederung geschaffen und bilden ein Gremium des City Council. Die Aufgabe der Gemeinderäte besteht darin, dem Stadtrat Vorschläge zu unterbreiten, sofern diese ihre Stadtteile betreffen.
| Stadtbezirk | Einwohner | Fläche    |
| ----------- | --------- | --------- |
| East York   | 115.185   | 21,3 km²  |
| Etobicoke   | 345.000   | 123,9 km² |
| North York  | 608.288   | 176,9 km² |
| Old Toronto | 676.352   | 97,2 km²  |
| Scarborough | 593.297   | 187,7 km² |
| York        | 143.255   | 23,2 km²  |
| Toronto     | 2.481.677 | 630,2 km² |

## Geschichte

### Voreuropäische Besiedlung

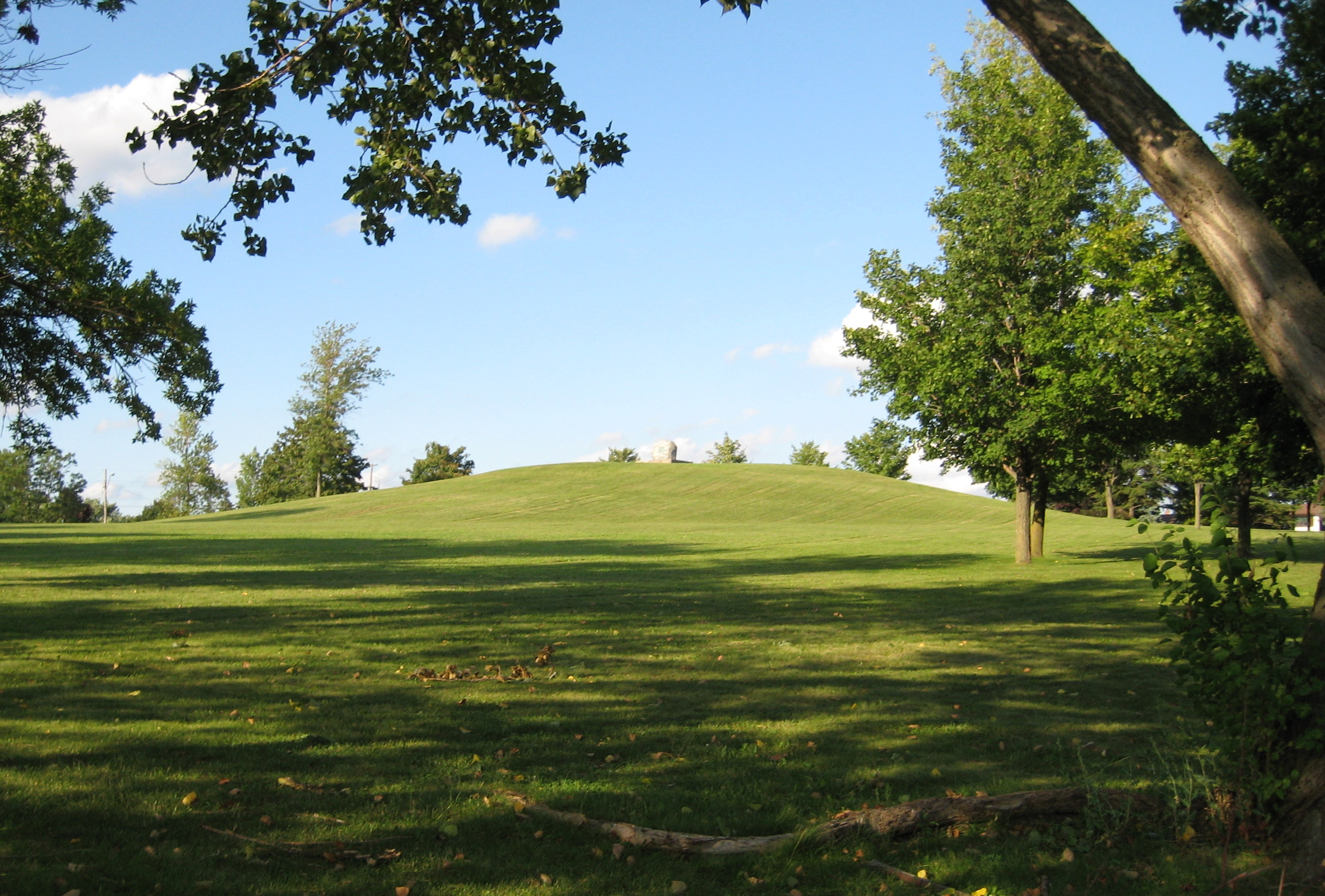
Der 20 m hohe Taber Hill in Scarborough, ein irokesischer Mound. Dort fanden sich Überreste von etwa 472 Menschen aus der Zeit um 1250.

Die ältesten Spuren menschlicher Besiedlung im Raum der heutigen Stadt Toronto sind 11.000 Jahre alt. Prä-indianische Völker zogen nach der letzten Eiszeit von Süden an das Nordufer des Ontariosees. Die Wyandot nannten den Ort Tarantua, abgeleitet von tkaronto aus der Sprache der Mohawk, die zu den Irokesen gehören. Es bedeutet Ort, an dem Bäume am Wasser stehen und später Ort der Zusammenkünfte oder Treffpunkt. Die Bezeichnung geht auf den Lake Simcoe, an dem die Wyandot Bäume pflanzten und fischten und auf eine viel genutzte Portageroute vom Lake Simcoe zum Lake Huron (Toronto Carrying-Place Trail) zurück.
Das heutige Stadtgebiet war die Heimat einer Reihe von First Nations, die am Ufer des Ontariosees lebten. Zu Beginn der europäischen Besiedlung lebten in der Nähe von Toronto die Neutralen, die die Franzosen so nannten, weil sie sich zu dieser Zeit aus den Kriegen heraushielten. Sie wurden Mitte des 17. Jahrhunderts von den Irokesen vernichtet. Daher lebten im Großraum Toronto Seneca, Mohawk, Oneida und Cayuga, die zu den Irokesen zählten. Unmittelbare Nachbarn waren die Senecadörfer Teiaiagon und Ganatsekwyagon.

### Europäische Entdeckung und Besiedlung

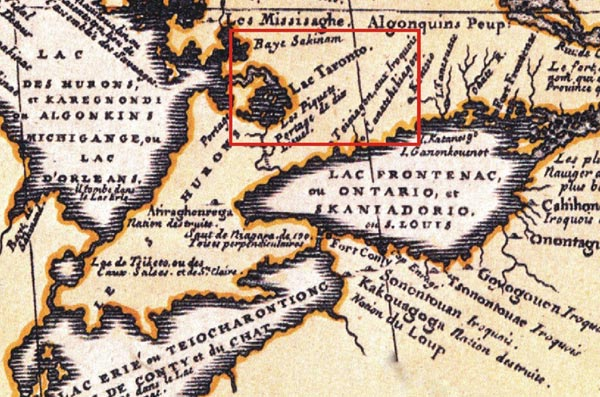
Karte des Gebietes um den Ontariosee, Vincenzo Maria Coronelli 1688

Französische Handelskaufleute gründeten an der Stelle des heutigen Exhibition Place 1750 Fort Rouillé, das bereits 1759 wieder abgerissen wurde. Während des Amerikanischen Unabhängigkeitskrieges strömten britische Siedler in die Region. 1787 kam der sogenannte Toronto Purchase zu Stande, eine Vereinbarung zwischen der britischen Monarchie und der Mississaugas of the New Credit First Nation. Dabei tauschte die Mississaugas of New Credit 101.528 Hektar Land im Gebiet des heutigen Toronto gegen 140 Barrel an Gütern und 1700 britische Pfund. Dieser Handel wurde jedoch 1805 wieder rückgängig gemacht.
Im 18. Jahrhundert nutzten die Pelzjäger den Treffpunkt recht erfolgreich für ihre Geschäfte, bis der britische Gouverneur Simcoe den wirtschaftlichen Umschlagplatz in ein Fort umbauen ließ und damit 1793 York gründete. Die Siedlung entwickelte sich nur langsam; der damalige Regierungssitz von Oberkanada war noch in Niagara-on-the-Lake. (→ Geschichte Ontarios) Erst 1797 wurde York Hauptstadt Oberkanadas. Während des Britisch-Amerikanischen Krieges kam es am 27. April 1813 zur Schlacht von York zwischen dem Vereinigten Königreich und den Vereinigten Staaten. Rund 1700 Amerikaner fielen in York ein. Der sechsstündige Kampf endete, nachdem die britische Seite ihr Munitionslager in die Luft gesprengt und sich nach Kingston zurückgezogen hatte. Nach der für beide Seiten verlustreichen Schlacht besetzten die Amerikaner sechs Tage lang York. Dass sie sich nicht dauerhaft behaupten konnten, wird als ein Grund dafür gesehen, dass sich die Briten in Kanada halten konnten. In der Folge kam es zu weiteren kriegerischen Auseinandersetzungen, die erst 1815 endeten. (→ Krieg und Einfluss mit den USA)

### Nach der Umbenennung von York in Toronto

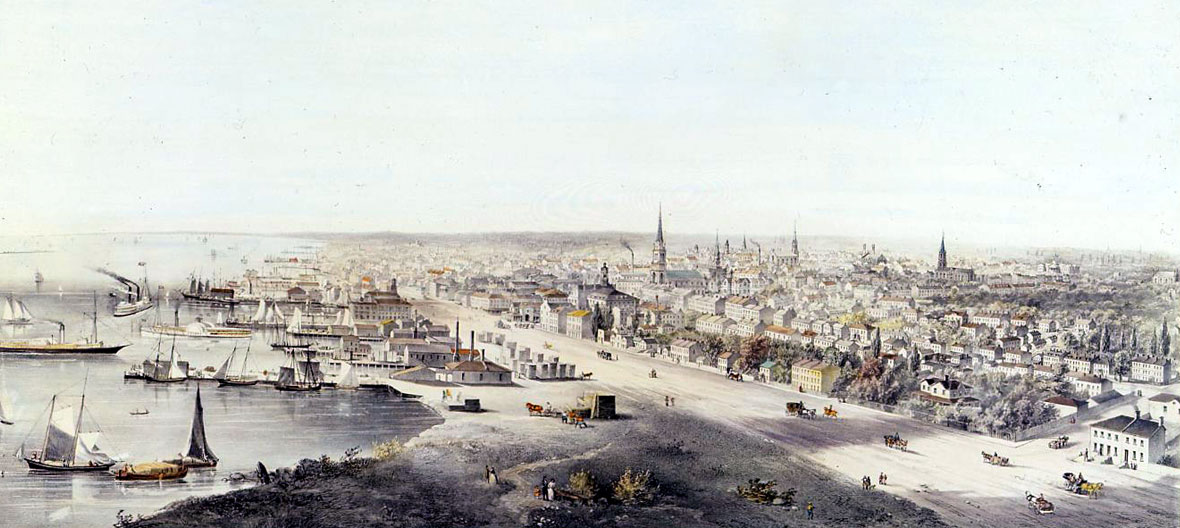
Toronto im Jahr 1854: Blick auf die Front Street

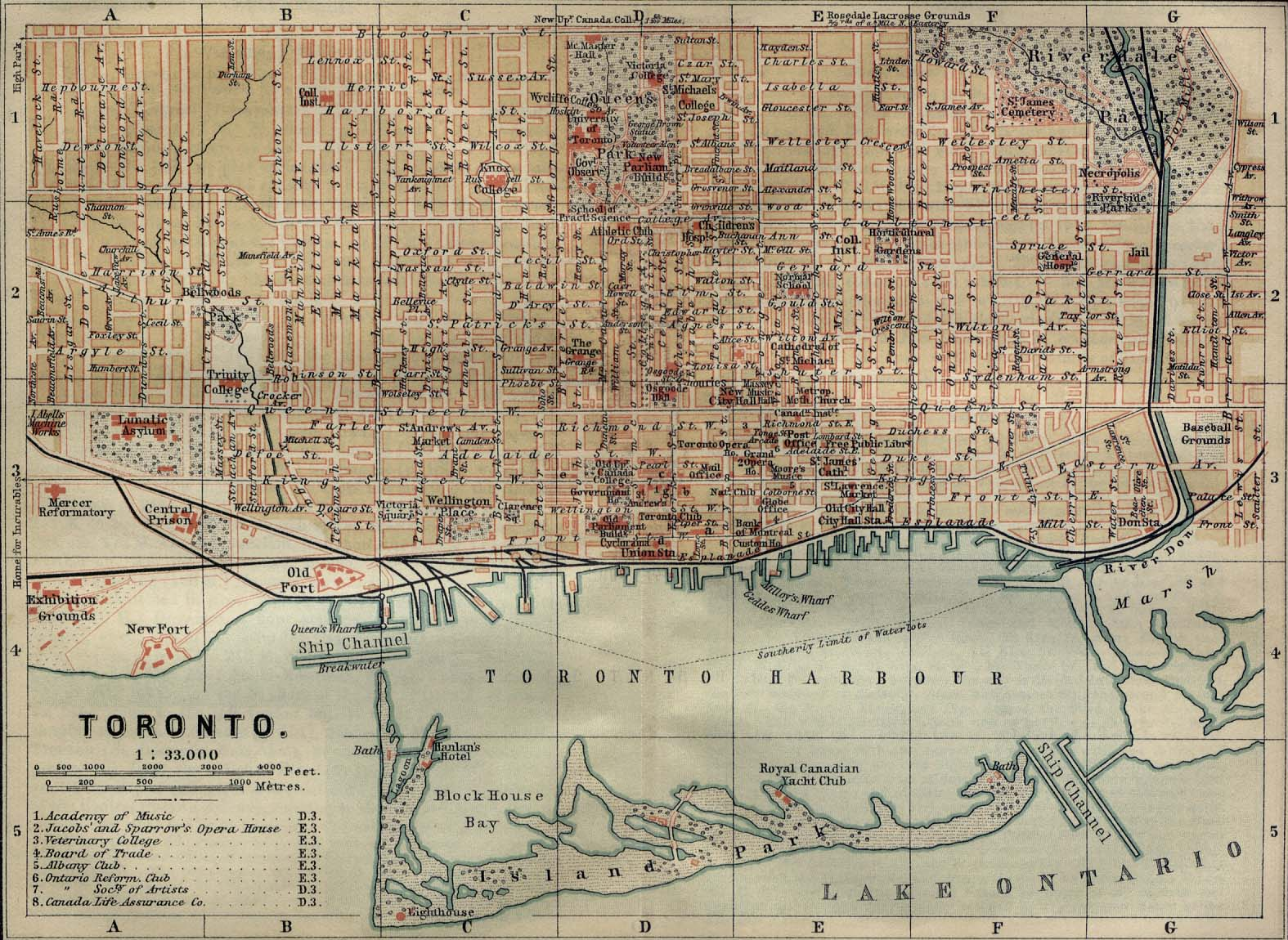
Karte Torontos 1894

König Georg IV. gründete am 15. März 1827 das heute als University of Toronto bekannte King’s College, mit dem die Stadt weiter an Bedeutung gewann, nachdem bereits 1819 eine Bank geöffnet hatte, die Bank of Upper Canada, die bis 1866 bestand. Im Jahr 1832 wechselte der Regierungssitz Oberkanadas von Kingston nach York. Am 6. März 1834 wurde York zur besseren Unterscheidung von New York in Toronto umbenannt. Erster Bürgermeister wurde im selben Jahr William Lyon Mackenzie. Er war ein radikaler Reformer in Oberkanada. Dies gipfelte am 5. Dezember 1837 darin, dass er Rebellen gegen die Provinzregierung führte. Doch zwei Tage später musste er sich mit seinen Gefolgsleuten ergeben.
Am 10. Februar 1841 entstand aus den britischen Kolonien Niederkanada und Oberkanada die Provinz Kanada, deren Hauptstadt 1849 bis 1852 und 1856 bis 1858 Toronto war. Mit der Gründung der kanadischen Konföderation am 1. Juli 1867 bildete sich die Provinz Ontario, deren Hauptstadt von Beginn an Toronto war.
In der zweiten Hälfte des 19. Jahrhunderts entwickelte sich in der Stadt die Industrialisierung. So wurde am 19. Dezember 1846 von Toronto aus auch Kanadas erste telegrafische Nachricht verschickt, Ziel war das rund 60 Kilometer entfernte Hamilton. Am 27. Oktober 1856 wurde die Bahnstrecke zwischen Toronto und Montreal eröffnet. 1861 verkehrten die ersten Straßenbahnen entlang der Yonge Street, der King Street und der Queen Street. Um den wachsenden Bedarf zu decken, verkehrten vor der Elektrifizierung der öffentlichen Nahverkehrsmittel über 200 Straßenbahnwagen, die von rund 1000 Pferden gezogen wurden. Wegen der guten Verkehrsanbindung wurde die überregionale Landwirtschaftsmesse Canadian National Exhibition seit 1879 jährlich in Toronto abgehalten.
In den 1850er Jahren stammten die Einwohner dieser britischen Kolonie überwiegend aus dem Vereinigten Königreich und mit rund 73 % waren die Einwohner damals mehrheitlich protestantisch. Die britische Dominanz hielt noch etwa ein weiteres halbes Jahrhundert an. Der Protestantismus war keine homogene Glaubensgemeinschaft, sondern teilte sich unter anderem in Anhänger der evangelischen Baptisten und der anglikanischen Gemeinschaft auf. Die religiösen Unterschiede führten zu teils heftigen Spannungen, die sich in den Jahren von 1867 bis 1892 in mehreren Unruhen entluden. An den Auseinandersetzungen waren vor allem die Katholiken und die aus Irland stammenden Protestanten beteiligt.

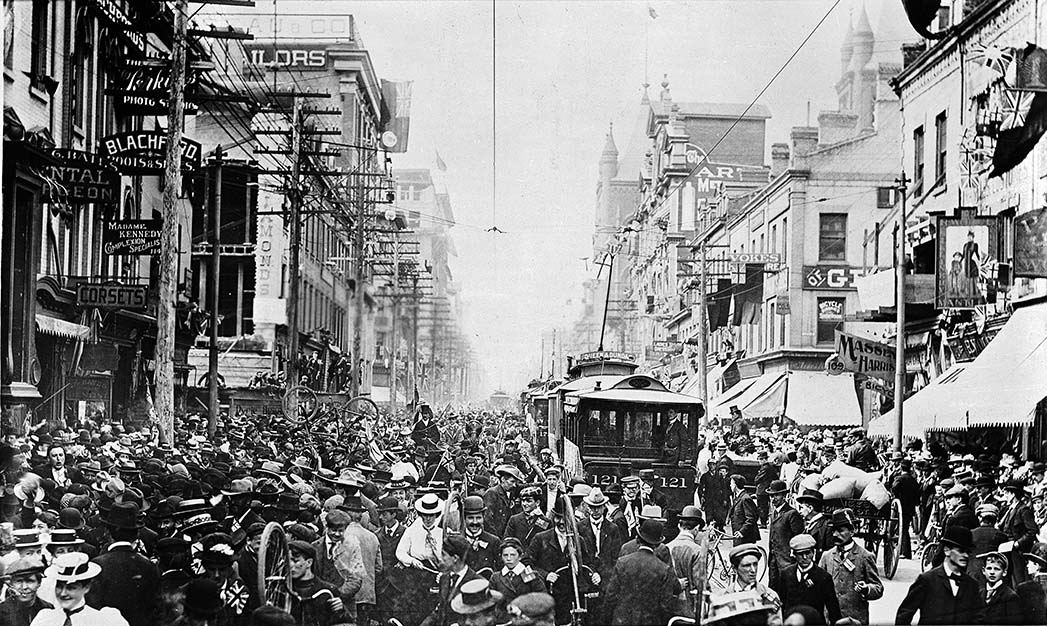
Toronto im Jahr 1901

Aus der Volkszählung 1901 ging hervor, dass acht Prozent der Bevölkerung Torontos nicht aus dem Vereinigten Königreich stammten. Die größte Gruppe davon kam mit 6866 Einwanderern aus Deutschland, gefolgt von 3015 aus Frankreich; 3090 Personen hatten jüdische Vorfahren, 1054 kamen aus Italien, 737 aus den Niederlanden, 253 aus Skandinavien, 219 aus Asien und 142 aus Russland. Die Stadt hatte inzwischen gut 208.000 Einwohner. Die multikulturelle Gesellschaft Torontos war zur Wende ins 20. Jahrhundert bereits im Ansatz vorhanden. Wirtschaftlich hatte Toronto Quebec bereits in den 1870er Jahren überholt und war nach Montreal die zweitgrößte Kraft im Dominion Kanada. Am 19. April 1904 zerstörte der Großbrand von Toronto über 100 Gebäude in der Innenstadt. 1906 begann mit der Stromerzeugung an den Niagarafällen die Elektrifizierung der Stadt.

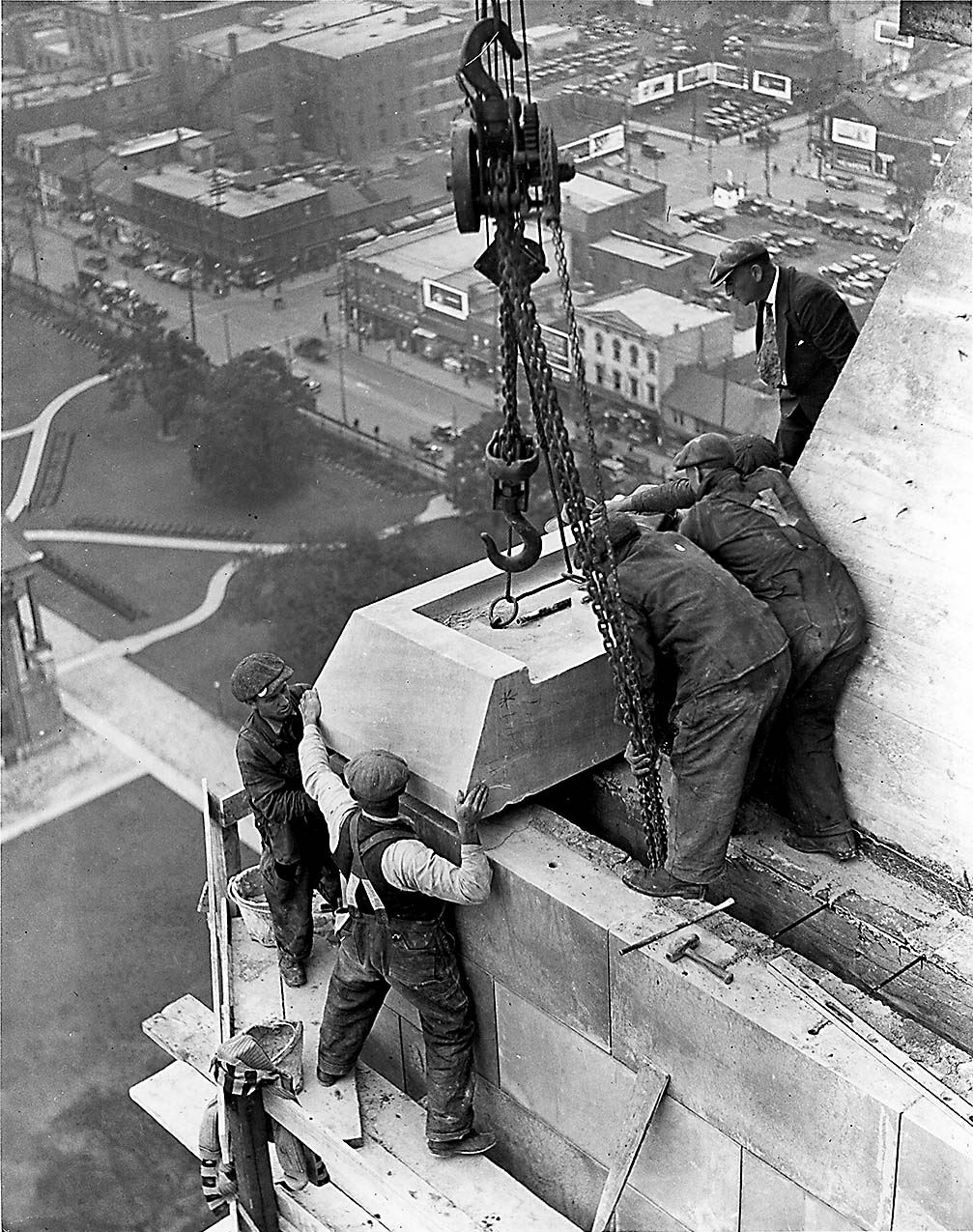
Fertigstellung des Canada Life Building (etwa 1930)

Innerhalb von 20 Jahren stieg die Bevölkerung auf mehr als das Doppelte an und erreichte 1921 über 522.000 Einwohner. Danach schwächte sich die Wachstumsrate etwas ab. In der ersten Hälfte des 20. Jahrhunderts entstand eine Reihe wichtiger Bauwerke und Einrichtungen. So wurde im Juni 1913 das Toronto General Hospital an der College Street eröffnet und am 19. März 1914 das 1912 gegründete Royal Ontario Museum.
Allerdings bereitete die Integration der Rückkehrer vom europäischen Kriegsschauplatz ab 1918 enorme Probleme; allein etwa 100.000 von ihnen stammten aus dem Großraum Toronto. Mit dem Vorwand des späten Kriegseintritts Griechenlands entlud sich die Wut auf die Griechen. Diese waren mit 3000 Menschen eine kleine Gruppe, waren jedoch im Stadtbild mit Betrieben und Restaurants sehr präsent. Am 2. August kam es zu den Griechenfeindlichen Ausschreitungen in Toronto 1918. Mehrere 10.000 Torontoer stürmten das griechische Viertel in der Yonge Street und zerstörten allein 20 Restaurants. Etwa 50.000 Menschen waren an den Straßenkämpfen beteiligt, die erst nach drei Tagen endeten.

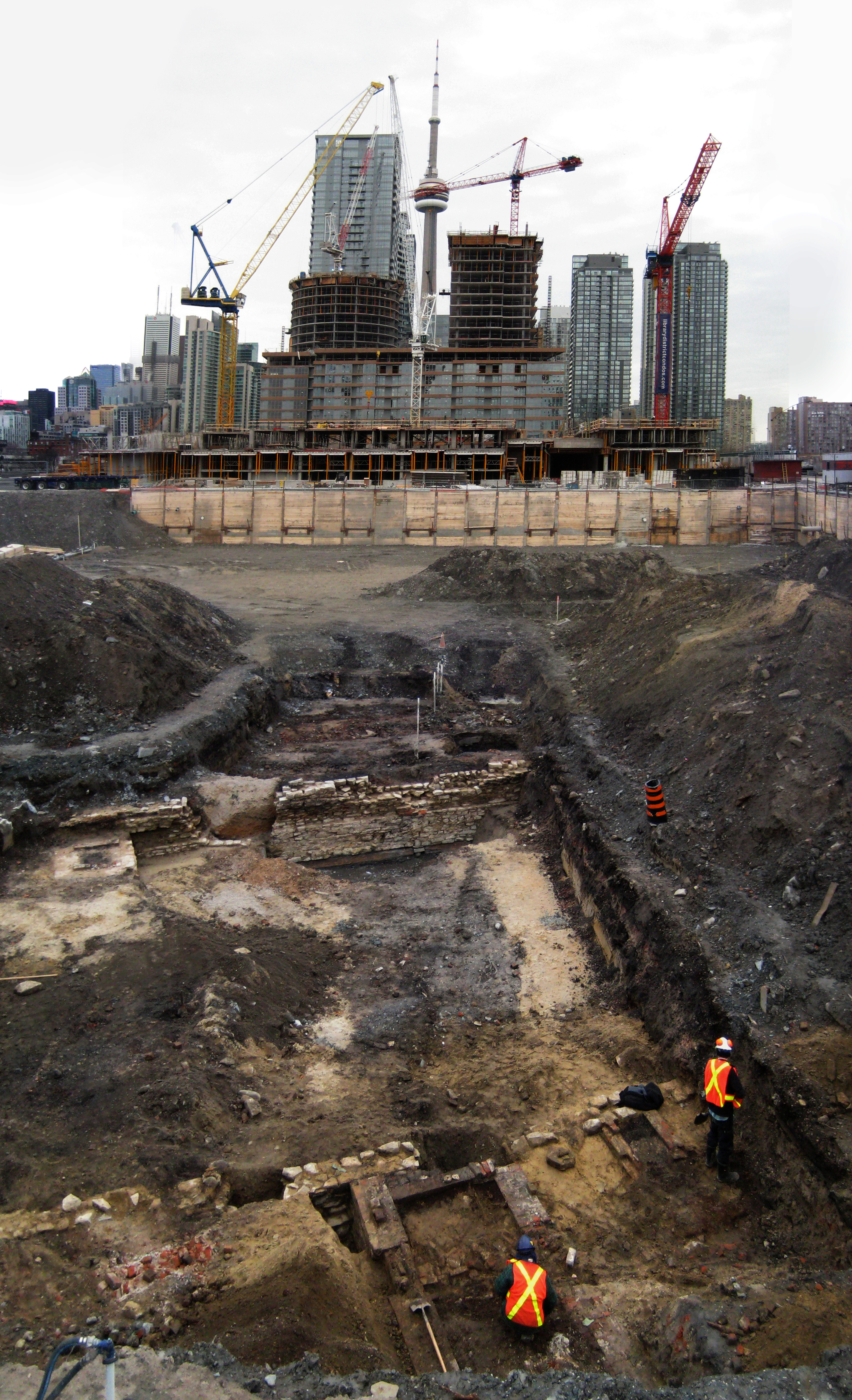
Ausgrabung an der Stelle des ehemaligen Bahnhofs der Grand Trunk Railway

Bis in die 1920er Jahre gab es zum Teil konkurrierende Gesellschaften für die öffentlichen Nahverkehrssysteme. Diese wurden 1921 von der Stadt unter der Toronto Transportation Commission zusammengefasst, der späteren Toronto Transit Commission. Gleichzeitig stieg auch der Individualverkehr stark an. 1910 gab es rund 10.000 Automobile – diese Zahl erhöhte sich bis 1928 auf das Achtfache. Im Juni 1929 wurde das Royal York Hotel eröffnet, dessen Gebäude mit 28 Stockwerken und 124 Metern damals das höchste Bauwerk der Stadt war. Von den 1930er Jahren an veränderte sich die Skyline durch eine Vielzahl von Hochhäusern erheblich.
Während der Weltwirtschaftskrise stieg die Arbeitslosenquote bis 1933 auf bis zu 30 % an; Kapital und persönliche Vermögen wurden vernichtet. Gleichzeitig sanken die durchschnittlichen Monatslöhne um über 40 %. Die Zahl der Eheschließungen und die Geburtenrate sank ebenfalls um 40 %. Selbst 1939 erreichte das Bruttoinlandsprodukt noch nicht wieder den Stand von vor 1929 (Great Depression). 1934 feierte die Stadt, die damals 629.285 Einwohner zählte, dennoch ihren 100. Geburtstag.
Ähnlich wie im Ersten Weltkrieg war Kanada auch im Zweiten Weltkrieg Gegner des Deutschen Reiches, vor allem als Lieferant von Kriegsmaterial. Entbehrungen in Form von Lebensmittelrationierungen und Sperrzeiten für Strom und Wasser kennzeichneten die Kriegswirtschaft, durch die zahlreiche Arbeitsplätze in der Produktion von Kriegsmaterialien entstanden. Nach 1945 musste die Wirtschaft wieder auf zivile Produkte umgestellt werden.
Am 17. September 1949 kam es im Hafen von Toronto zu einer Katastrophe: der Passagierdampfer Noronic, der während einer Große-Seen-Kreuzfahrt über Nacht an Pier 9 ankerte, ging in Flammen auf und brannte aus. 122 Menschen auf dem Schiff starben und über 200 wurden verletzt.

### Entwicklung zur Millionenstadt

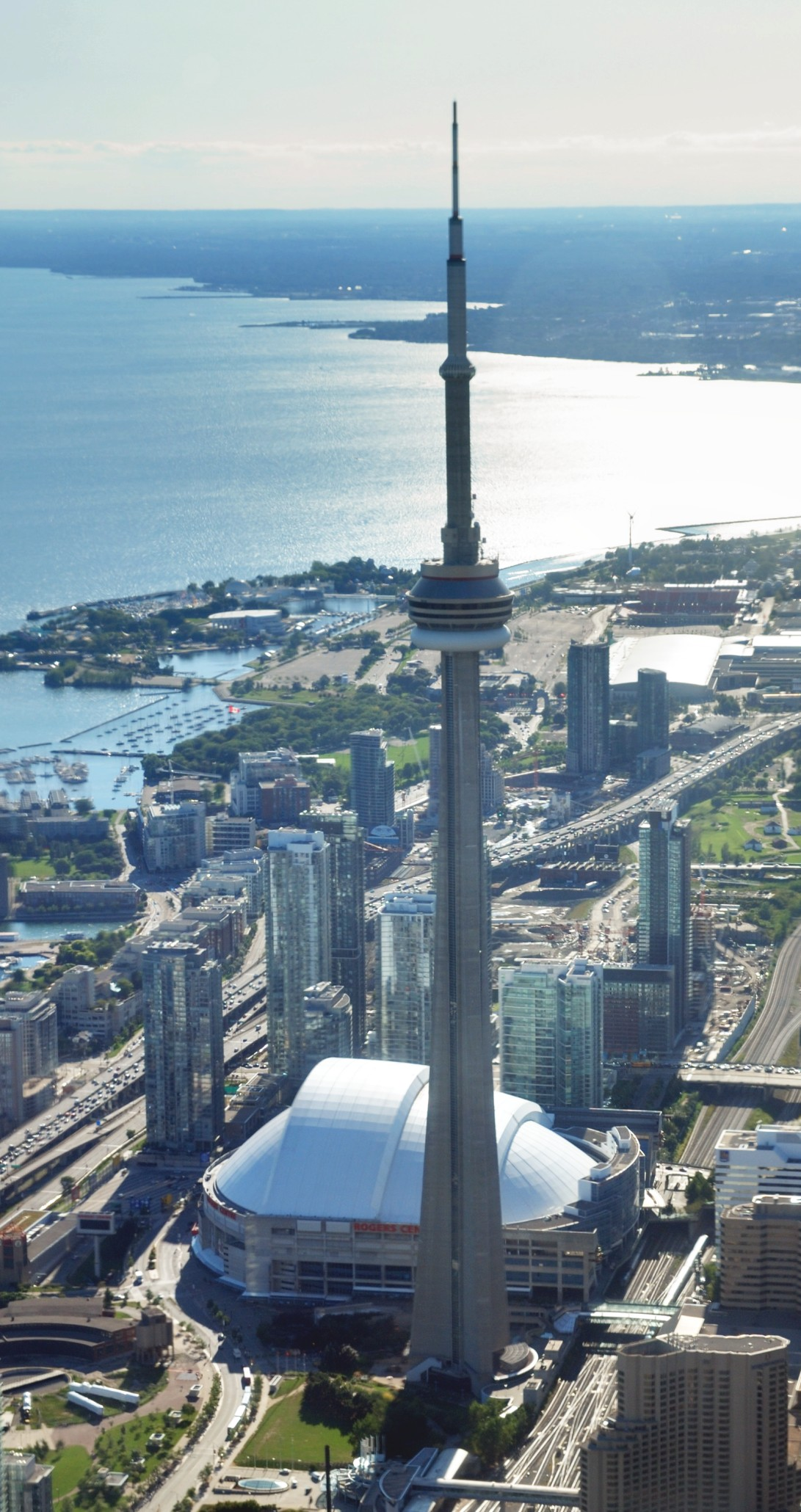
CN Tower, Rogers Centre und der Gardiner Expressway mit Blickrichtung nach Westen

Bereits in den 1950er Jahren erreichte Torontos Bevölkerung die Millionengrenze. Viele Menschen aus dem europäischen und asiatischen Raum migrierten nach Kanada, um Armut und Hunger in ihrer kriegszerstörten Heimat zu entkommen. Mit dieser Entwicklung verlagerten sich Wohn- und Arbeitsräume deutlich außerhalb der Stadtgrenzen: Bis 1946 befanden sich 90 % der Industriebetriebe von York County in der Stadt; 1954 waren es noch 77 %. Diesem Trend folgten die immer besser werdenden Verkehrs- und Transportwege und verstärkten ihn noch. Allerdings stand Toronto sowohl hinsichtlich der Bevölkerungszahl als auch der Wirtschaftskraft nach wie vor an zweiter Stelle hinter Montreal.
Am 1. Januar 1954 wurde die Metropolregion Municipality of Metropolitan Toronto geschaffen. Diese Region bestand aus der Innenstadt, den Bezirken New Toronto, Mimico, Weston, Leaside, Long Branch, Swansea und Forest Hill sowie den Stadtgemeinden Etobicoke, York, North York, East York und Scarborough. Die neu gegründeten Verkehrsbetriebe Toronto Transportation Commission trieben den Ausbau des Torontoer U-Bahn-Netzes voran und eröffneten einige neue Buslinien. Meilensteine in der Stadtentwicklung waren die Fertigstellung des letzten Abschnittes des Highway 401 und die Eröffnung des Gardiner Expressway.
Bereits 1965 hatten in Toronto mehr nationale Behörden ihren Hauptsitz als in Montreal. Zudem förderte der Separatismus in Québec die Abwanderung von Wirtschaftsunternehmen nach Toronto. Die Einwohnerzahl der Metropolregion Toronto überflügelte 1976 nach den Ergebnissen der Volkszählung erstmals die von Montreal. Durch die Aufnahme Kanadas in die G7 im Jahre 1976 wurde auch Torontos weltweites Ansehen gestärkt, das 1988 sogar den 14. G7-Gipfel ausrichtete.
Am 1. Januar 1998 wurden die Stadtbezirke reformiert, wobei autonome Stadtgemeinden mit der Stadt Toronto verschmolzen wurden. Seitdem ist Toronto Kanadas bevölkerungsreichste und wirtschaftlich stärkste Stadt. Peter Ustinov bemerkte einmal, Toronto sei sauber und sicher wie ein von Schweizern geführtes New York. Toronto gilt als die sicherste Stadt Kanadas. (→ Kriminalität)
Am 10. August 2008 ereignete sich im Stadtbezirk North York auf dem Gelände der Propangasanlage von Sunrise Propane Industrial Gases eine schwere Explosion. Rund 100 Häuser wurden unbewohnbar. (siehe Explosion von Toronto 2008) Vom 26. bis zum 27. Juni 2010 fand der vierte G20-Gipfel in Toronto statt. Einen Tag zuvor wurde der 36. G8-Gipfel in Huntsville abgehalten, der ursprünglich auch das G20-Treffen hätte beherbergen sollen.

## Politik

### Politische Strukturen

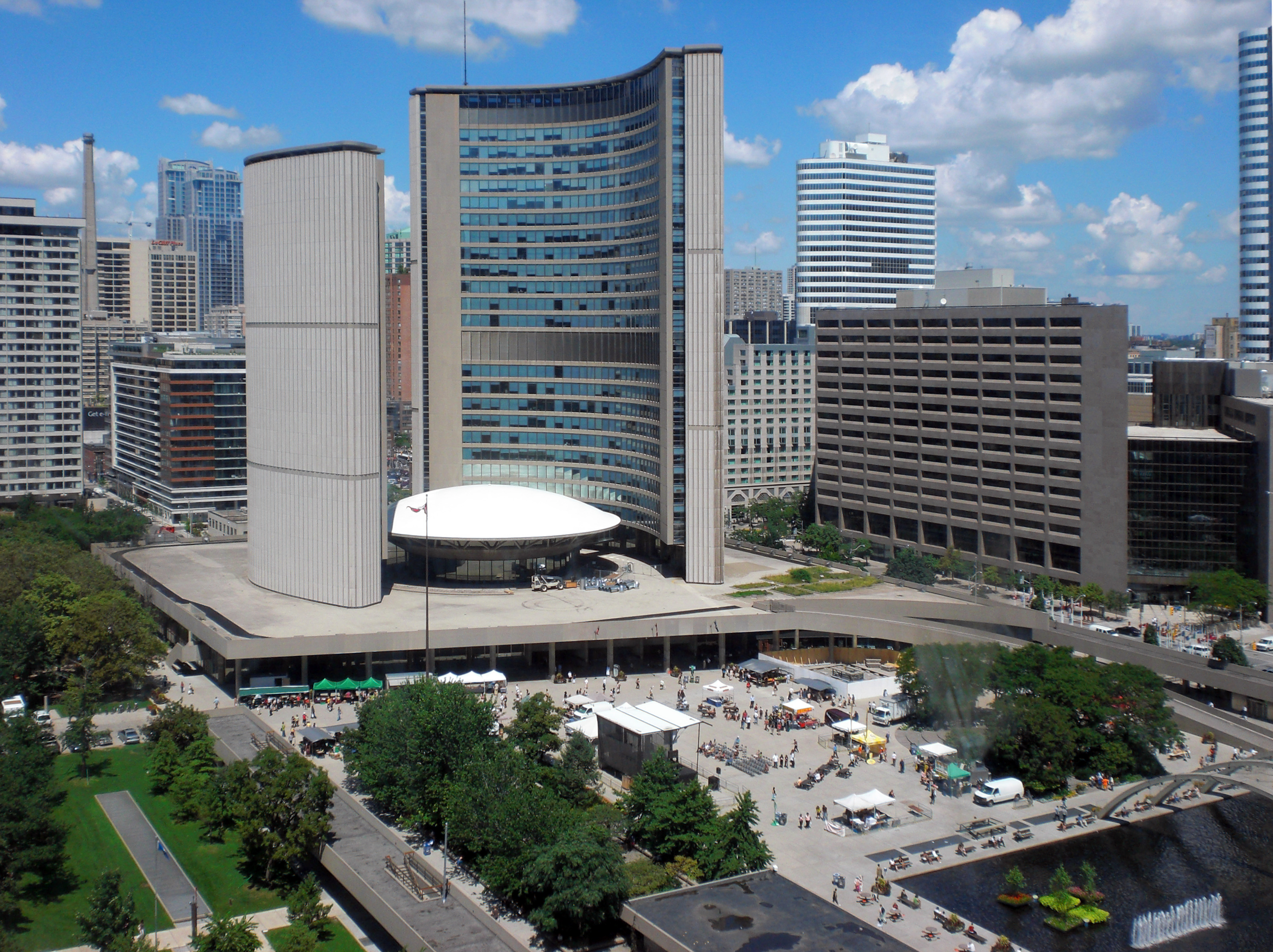
Sitz der Stadtregierung: City Hall am Nathan Phillips Square

Torontos Stadtverwaltung ist einstufig, das Regierungssystem besteht aus Bürgermeister und Stadtverordneten. Diese Verwaltungsstruktur ist im City of Toronto Act festgeschrieben. Erst seit der Umbenennung von York in Toronto hat die Stadt offiziell einen Bürgermeister. Davor stand der Chairman of the General Quarter Session of Peace dem Ort vor. Der Bürgermeister wird durch die Stadtbevölkerung direkt gewählt und ist Vorsitzender der Stadtregierung. Der Toronto City Council ist eine aus einer Kammer bestehende Legislative mit 44 Stadträten, welche die Stadtbezirke repräsentieren. Der Bürgermeister und die Stadträte werden seit der Wahl im Jahr 2006 für eine vierjährige Legislaturperiode gewählt, vorher war sie dreijährig.
Rob Ford war von 2010 bis 2014 der 64. Bürgermeister. Im November 2013 wurde Ford durch die Stadtverordneten der meisten seiner Amtsbefugnisse enthoben. Vorher waren seit Jahren Vorwürfe von Vetternwirtschaft erhoben worden, im Jahr 2013 wurde zudem bekannt, dass er Crack-Kokain konsumierte und im Kontakt zu bekannten Kriminellen stand. Ford blieb formal im Amt und konnte repräsentativen Aufgaben nachgehen, hat aber keine politischen Funktionen mehr. Von 2014 bis zum 17. Februar 2023 war John Tory der 65. Bürgermeister. Er wurde mit 40,27 % der Stimmen als Nachfolger von Rob Ford gewählt. Infolge einer außerehelichen Affäre trat er vorzeitig zurück. Am 26. Juni 2023 finden in Toronto Nachwahlen zum Stadtoberhaupt statt. Die Amtsgeschäfte bis zur Neuwahl führt einstweilen, allerdings mit eingeschränkten Befugnissen, die stellvertretende Bürgermeisterin Jennifer McKelvie. Olivia Chow gewann die Nachwahl, und am 12. Juli 2023 trat sie das Amt als Bürgermeisterin an.

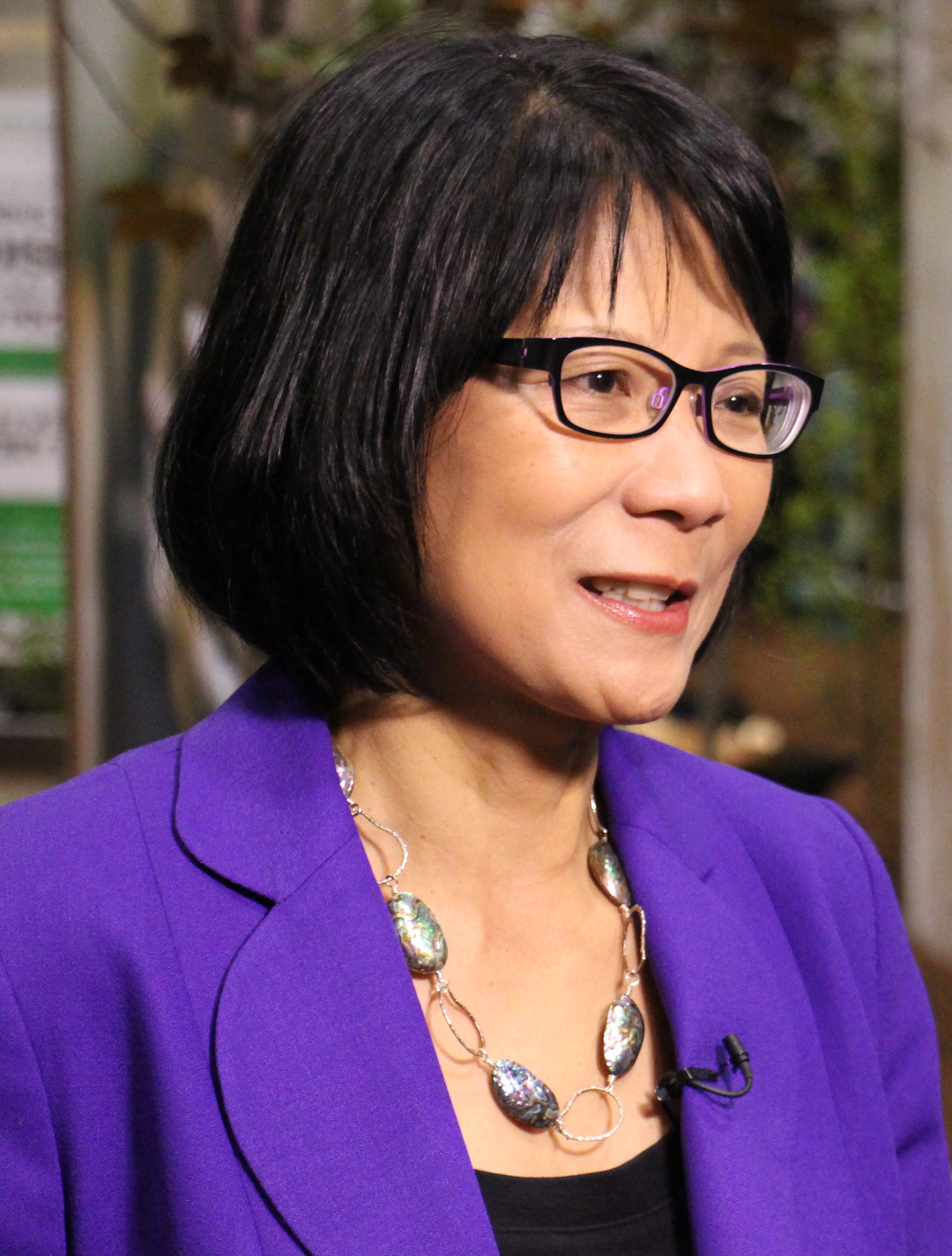
Die 66. Bürgermeisterin Torontos: Olivia Chow

Seit Beginn der Legislaturperiode im Jahr 2007 besteht die Stadtregierung aus sieben Kommissionen mit je einem Vorsitzenden, einem Stellvertreter und vier Stadträten, die alle vom Bürgermeister benannt werden. Ein Exekutivkomitee besteht aus den Kommissionsvorsitzenden, dem Bürgermeister, seinem Stellvertreter und vier anderen Stadträten. Die Räte überwachen auch die Verkehrsbetriebe der Stadt Toronto (Toronto Transit Commission) und den Polizeidienst der Stadt (Toronto Police Services Board). Die Stadtregierung hat ihren Sitz im Neuen Rathaus am Nathan Phillips Square.
Es gibt rund 40 Unterkommissionen, Beratungsstäbe und Runde Tische, die ebenfalls der Stadtregierung angehören. Diese Institutionen werden von Stadträten und von freiwilligen Bürgern gebildet. Dazu kommen vier weitere Gemeinderäte, die den Stadträten Empfehlungen geben, allerdings keine eigenständigen Entscheidungsvollmachten haben. Jedem Stadtrat ist ein Mitglied aus dem Gemeinderat unterstellt. Toronto verfügte 2006 über einen Haushalt in Höhe von 7,6 Milliarden Dollar. Die Stadt wird von der Provinzregierung Ontario durch Steuern und Abgaben finanziert. Die Ausgaben der Stadt verteilen sich wie folgt: 36 % fließen in Programme der Provinz, 53 % dienen städtischen Aufgaben wie beispielsweise der öffentlichen Bücherei (Toronto Public Library) und dem Zoo von Toronto, elf Prozent werden für Fremdfinanzierungen und nicht zweckgebundene Aufwendungen verwendet.

### Wappen und Flagge

Der Wappenschild repräsentiert die beiden Türme des Rathauses und den blauen Himmel in Form eines T für Toronto

Stadtsignet mit der Silhouette des Rathauses

Die Flagge der Stadt Toronto wurde vom damals 21-jährigen Studenten Rene De Santis entworfen. Dieser Entwurf gewann einen Designwettbewerb im Jahr 1974. Die Flagge zeigt stilisiert die beiden Türme der City Hall auf blauem Grund mit dem kanadischen Nationalsymbol, dem roten Ahornblatt, an seiner Basis. Nach der Gebietsreform 1997 hielt die Stadtregierung vergeblich nach einem neuen Design Ausschau. Daraufhin wurde der Vorschlag umgesetzt, kleinere Veränderungen an dem Entwurf von 1974 vorzunehmen, die im Oktober 1999 zur nun gültigen Flagge führten. Der Freiraum oberhalb und zwischen den Türmen stellt den Buchstaben „T“ dar, die Initiale der Stadt Toronto.
Das Wappen der Stadt Toronto wurde von Robert Watt geschaffen und im Zuge der Gebietsreform 1998 eingeführt. Es zeigt auf der linken Seite einen Biber und auf der rechten einen Bären, die sich gegenüberstehen und den Stadtschild halten. Beide Tiere stehen auf einem begrünten Hügel mit einem blauen T für Toronto auf goldenem Grund. Auf dem Wappen befinden sich außerdem eine Krone und ein Adler. Unterhalb des Wappens symbolisieren drei blaue senkrechte Wellenlinien die Flüsse Humber, Don und Rouge. Darunter ist eine waagerechte Wellenlinie für den Ontariosee dargestellt, in den die drei Flüsse münden. Unter dem Stadtwappen befindet sich ein Band mit dem Motto „Diversity Our Strength“ (deutsch: „Vielfalt ist unsere Stärke“), von zwei kanadischen, roten Ahornblättern umrahmt. Das Motto wurde anlässlich der Gebietsreform 1998 eingeführt.
Neben dem Wappen und der Flagge wird die Silhouette des Rathauses auch für das Stadtsignet verwendet.

### Partnerstädte
Städtepartnerschaften bestehen mit:
 Chongqing, Volksrepublik China. Chongqing und Toronto haben im Mai 2006 drei Handelsverträge im Wert von 50 Millionen US-Dollar geschlossen. Die Partnerschaft besteht seit dem 27. März 1986.
 Chicago, Illinois, Vereinigte Staaten. Der frühere Bürgermeister Art Eggleton und der Chicagoer Bürgermeister Richard M. Daley unterzeichneten in der Börse von Chicago 1991 den Partnerschaftsvertrag.
 Frankfurt am Main, Deutschland. Mit Frankfurt am Main werden seit Anbeginn der Partnerschaft regelmäßige Austauschprogramme betrieben, für die der Vertrag am 26. September 1989 vom damaligen Frankfurter Oberbürgermeister Volker Hauff und dem Torontoer Bürgermeister Art Eggleton im Frankfurter Rathaus Römer unterschrieben wurde. Im Mai 1991 spielte beispielsweise das Toronto Symphony Orchestra in der Jahrhunderthalle. Neben dem kulturellen Austausch gibt es auch auf wissenschaftlicher Ebene Kooperationen durch Studienaufenthalte von Professoren und Studenten und gemeinsame Seminare. Die Universität von Toronto und die Goethe-Universität in Frankfurt am Main haben 2012 einen formalen Kooperationsvertrag abgeschlossen, um ihre Zusammenarbeit in Forschung, Lehre und Verwaltung zu intensivieren.
 Mailand, Italien, seit dem 30. Juni 2003
Nicht mehr bestehende Städtepartnerschaften hatte Toronto mit den Städten Amsterdam, Wuxi und Indianapolis. Freundschaftlich verbunden ist Toronto mit Ho-Chi-Minh-Stadt (Vietnam), Kiew (Ukraine), Rostow am Don (Russland), Quito (Ecuador), Sagamihara (Japan) und Warschau (Polen).

## Bevölkerung

### Bevölkerungsentwicklung

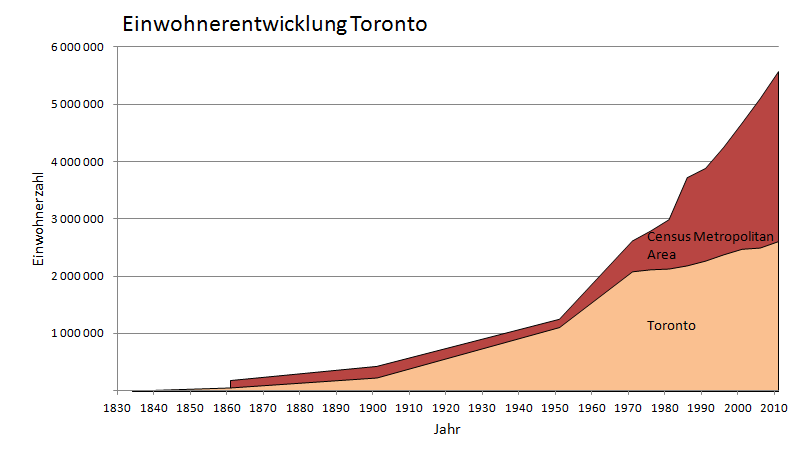
Einwohnerentwicklung Torontos

1820 hatte Toronto 1.250 Einwohner, viele Indianerdörfer waren erheblich größer. Doch gelang es Toronto zum einen, die starke Stellung Montreals im Bankenwesen zu brechen, zum anderen förderte die Stadt früh die Industrialisierung. 1833 wurden in Toronto mit 80 Beschäftigten erstmals Dampfmaschinen hergestellt, ab 1857 wurden Lokomotiven produziert und ein breites Spektrum an zuliefernden Betrieben entstand.
Zugleich förderte die Regierung die Einwanderung, sodass die Bevölkerungszahl steil anstieg. Größter Gewinner war dabei Toronto, das um 1850 mit 31.000 Einwohnern bereits die größte Stadt im Westen war und in den folgenden zehn Jahren seine Einwohnerzahl mehr als verdoppelte. Es konnte seine Waren unter Umgehung Kingstons nach Montreal bringen, und dabei den Weg über den Ontariosee nutzen. Gleichzeitig war es mit New York verbunden, wohin bereits 1847 eine Telegrafenverbindung bestand. Das Kapital zum Bau der Eisenbahnen, die Kanadas Metropolen zwischen Halifax und Vancouver verbanden, stammte überwiegend aus Großbritannien, woher auch die meisten Einwanderer stammten. Damit stemmten sich London und später Ottawa erfolgreich gegen den politischen Anschluss Kanadas an die USA. Toronto profitierte dennoch von den dortigen Absatzmöglichkeiten. Zugleich veranlasste der zunehmende Separatismus der frankophonen Kanadier viele Unternehmen, nach Toronto zu gehen.
Als Montreal Zentrum der Eisenbahnindustrie wurde, begann die Hauptstadt Ontarios in den Jahrzehnten um die Jahrhundertwende auf Elektroindustrie und Autobau, später Flugzeugbau zu setzen. Damit war Toronto einer der Nutznießer der Kriegswirtschaft im Zweiten Weltkrieg. Versandhäuser wie Eaton’s versorgten einen wachsenden, bald auch internationalen Markt, der Ausbau der Infrastruktur erforderte neue Arbeitskräfte. Nach dem Krieg sprengte die Zuwanderung die Stadtgrenzen und größere organisatorische Einheiten, wie die Metropolregion, entstanden. Die Kernstadt hatte von 1901 bis 1951 ihre Einwohnerzahl verfünffacht.
Schließlich stieg der Anteil der Beschäftigten in den Dienstleistungsgewerben stark an, die bald zu den mit Abstand größten Arbeitgebern wurden. Da viele dieser Gewerbe ohne ausgebildetes Personal auskamen, zudem ausländisches Kapital in die Stadt floss, kamen zunehmend Einwanderer aus wirtschaftlich aufstrebenden Ländern mit starkem Bevölkerungswachstum. Zwischen 1951 und 2001 vervierfachte sich die Zahl der Bewohner der Metropolregion.
| Jahr | Stadtgebiet | CMA       | GTA       |
| ---- | ----------- | --------- | --------- |
| 1834 | 9.254       | –         | –         |
| 1861 | 65.085      | 193.844   | –         |
| 1901 | 238.080     | 440.000   | –         |
| 1951 | 1.117.470   | 1.262.000 | –         |
| 1971 | 2.089.728   | 2.628.045 | –         |
| 1976 | 2.124.295   | 2.803.101 | –         |
| 1981 | 2.137.380   | 2.998.947 | –         |
| 1986 | 2.192.721   | 3.733.085 | –         |
| 1991 | 2.275.771   | 3.893.933 | 4.235.756 |
| 1996 | 2.385.421   | 4.263.759 | 4.628.883 |
| 2001 | 2.481.494   | 4.682.897 | 5.081.826 |
| 2006 | 2.503.281   | 5.113.149 | 5.555.912 |
| 2011 | 2.615.060   | 5.583.064 | 6.054.191 |
| 2016 | 2.731.571   | 5.928.040 | 6.234.202 |

### Ergebnisse der Volkszählung 2001 und Bevölkerungsentwicklung bis 2006
Bei der Volkszählung aus dem Jahr 2001 wurden 2.481.494 Einwohner ermittelt, 2006 wurde die Einwohnerzahl auf gut 2,6 Millionen geschätzt. Im Großraum Toronto lebten etwa 5,5 Millionen Menschen. Mit 2,5 Millionen lebt knapp die Hälfte in der Kernstadt, der Rest verteilt sich auf 24 Gemeinden mit einer Gesamtfläche von 7.125 Quadratkilometern. In den Jahren 1996 bis 2006 wuchs die Stadt jährlich um 1,8 % und gehört damit zu den am schnellsten wachsenden Ballungsräumen in Kanada. Absolut entspricht dies einem Zuzug von fast 100.000 Bewohnern jährlich. Wegen der hohen Dichte im Stadtkern wachsen vor allem die Gemeinden des Umlands. Brampton, Vaughan, Richmond Hill, Markham, Ajax, Whitby verzeichneten von 2001 bis 2006 insgesamt eine Zunahme von 20 %. Das starke Wachstum beruht vor allem auf der internationalen Zuwanderung. In den Jahren 2001 bis 2006 wanderten 447.900 Menschen aus dem Ausland in die Stadtregion ein. Der Anteil der im Ausland geborenen Einwohner machte 45,7 % bzw. 2,32 Millionen (2006) aus; die Stadt ist damit das bedeutendste kanadische Zuwanderungsziel. Die größten Einwanderungsgruppen stammen aus Indien mit 77.800 und China mit 63.900 Menschen. Die hohe Zuwanderungsrate wirkt sich verteuernd auf den Wohnungsmarkt aus, weshalb Immigranten sich heute verstärkt in den umliegenden Städten niederlassen. Die höchsten Anteile an nicht in Kanada geborenen Bürgern haben die benachbarten Städte Markham mit 56,5 % und Mississauga mit 51,6 %.
Laut einer Erhebung im Jahr 2001 stammen 43,7 % der Stadtbevölkerung nicht aus Kanada; dieser Anteil stieg in den letzten Jahren stetig – 1991 betrug der Anteil noch 38 %. Die Vielzahl der Bevölkerungsgruppen spiegelt sich in den vielen von einer Gruppe geprägten Stadtvierteln wie z. B. Chinatown, Little Italy, Greektown oder Koreatown wider. Dabei bilden die Einwohner, die aus Südasien stammen mit 12,0 % den größten Anteil; gefolgt von Chinesischstämmigen mit 11,4 % und Afroamerikanern mit 8,4 %.

### Volkszählungsergebnis 2011
Beim Zensus 2011 gaben 14,1 % der Stadtbevölkerung an, von englischen Einwanderern abzustammen. 13,2 % gaben als das Herkunftsland ihrer Familie Kanada an. Weitere bedeutende Abstammungsgruppen waren die Chinesisch- (10,8 %), Indisch- (10,3 %), Schottisch- (9,9 %), Irisch- (9,8 %) und Italienischstämmigen (8,6 %) sowie die Deutschstämmigen (4,8 %). Laut Zensus 2011 gehörten 42,9 % der Bevölkerung Torontos „visible minority groups“ (sichtbare Minderheit, d. h. alle Nicht-Weiße mit Ausnahme von First Nations, Inuit und Métis) an: 15,1 % der Gesamtbevölkerung waren südasiatischer Herkunft, 9,6 % chinesischer Herkunft, 7,2 % Schwarze und 4,2 % Filipinos.

### Sprachen
Die vorherrschende Sprache in der Stadt ist Englisch. Kanadas zweite Amtssprache, Französisch, ist hingegen die Muttersprache von nur etwa 1,4 % der Bevölkerung. Weitere Sprachen mit einer bedeutenden Zahl von Sprechern in Toronto sind vor allem Chinesisch, Portugiesisch und Italienisch. Lediglich eine Minderheit von 2,1 % beherrscht die Zweisprachigkeit von Englisch und Französisch.
| Sprache | Englisch  | Italienisch | Chinesisch | Kantonesisch | Panjabi | Tagalog | Portugiesisch | Spanisch | Urdu    | Tamil  | Polnisch | Französisch |
| Anzahl  | 2.849.285 | 194.620     | 175.900    | 170.490      | 137.730 | 113.875 | 113.015       | 112.875  | 105.555 | 98.265 | 81.975   | 72.590      |

### Jüdische Immigranten und Flüchtlinge
Juden lassen sich in Toronto seit den 1830er Jahren nachweisen, in den 1850er Jahren lebten 18 Familien in der Stadt. 1856 entstand die erste Synagoge. Pogrome veranlassten osteuropäische Juden, nach Kanada auszuwandern. Entsprechend den Herkunftsländern entstanden (ausschließlich orthodoxe) Kongregationen, Yiddish Theatres, Nachmittagsschulen und eine Zeitung. Dabei lebten die aus Großbritannien Eingewanderten östlich der Yonge Street, die Osteuropäer im wenig angesehenen Quartier St. John’s Ward. Bis in die 1950er Jahre blieb das Gebiet um Spadina Avenue/Kensington Market das Kerngebiet der zersplitterten jüdischen Gemeinde, viele zogen danach weiter nordwärts. Dennoch bleibt die jüdische Gemeinde in Downtown verankert, wo auch das Miles Nadal Jewish Community Centre entstand. Es besteht zudem ein eigenes Downtown Jewish Community Council.
Mit der Weltwirtschaftskrise schränkte die konservative Regierung unter Richard Bedford Bennett Anfang der 1930er Jahre die Immigration, die vorher gefördert worden war, drastisch ein. Damit ging ein selektives Prinzip einher, nach dem Immigranten aus Nord- und Westeuropa sowie Bürger aus den USA bevorzugt wurden. 1931 waren von den 631.207 Bewohnern 45.305 Juden. Die allgemeine Beschränkung und ein latenter Antisemitismus in Kanada führten dazu, dass zwischen 1930 und 1940 nur rund 12.600 jüdische Immigranten in Kanada aufgenommen wurden; 4000 davon kamen aus Deutschland. In Toronto waren die Juden die größte ethnische Gruppe, die vor allem während der Krisenzeiten als Sündenbock diente. Ihnen wurde teilweise der Zugang zu Restaurants oder Veranstaltungen untersagt, es kam sogar zum Boykott jüdischer Geschäfte. Keine Universität war bereit, ihr Kursangebot auf Internierte auszuweiten, lediglich die Queen’s University in Kingston nahm eine kleine Gruppe auf, die vor allem an Ingenieurkursen interessiert war. Die Ablehnung hielt auch während des Krieges an. Noch im Oktober 1945 war der Status der Flüchtlinge und Internierten nicht abschließend geklärt. Bis zu diesem Zeitpunkt hatte Kanada rund 3500 Flüchtlinge einschließlich 966 Internierter aufgenommen.

### Religion

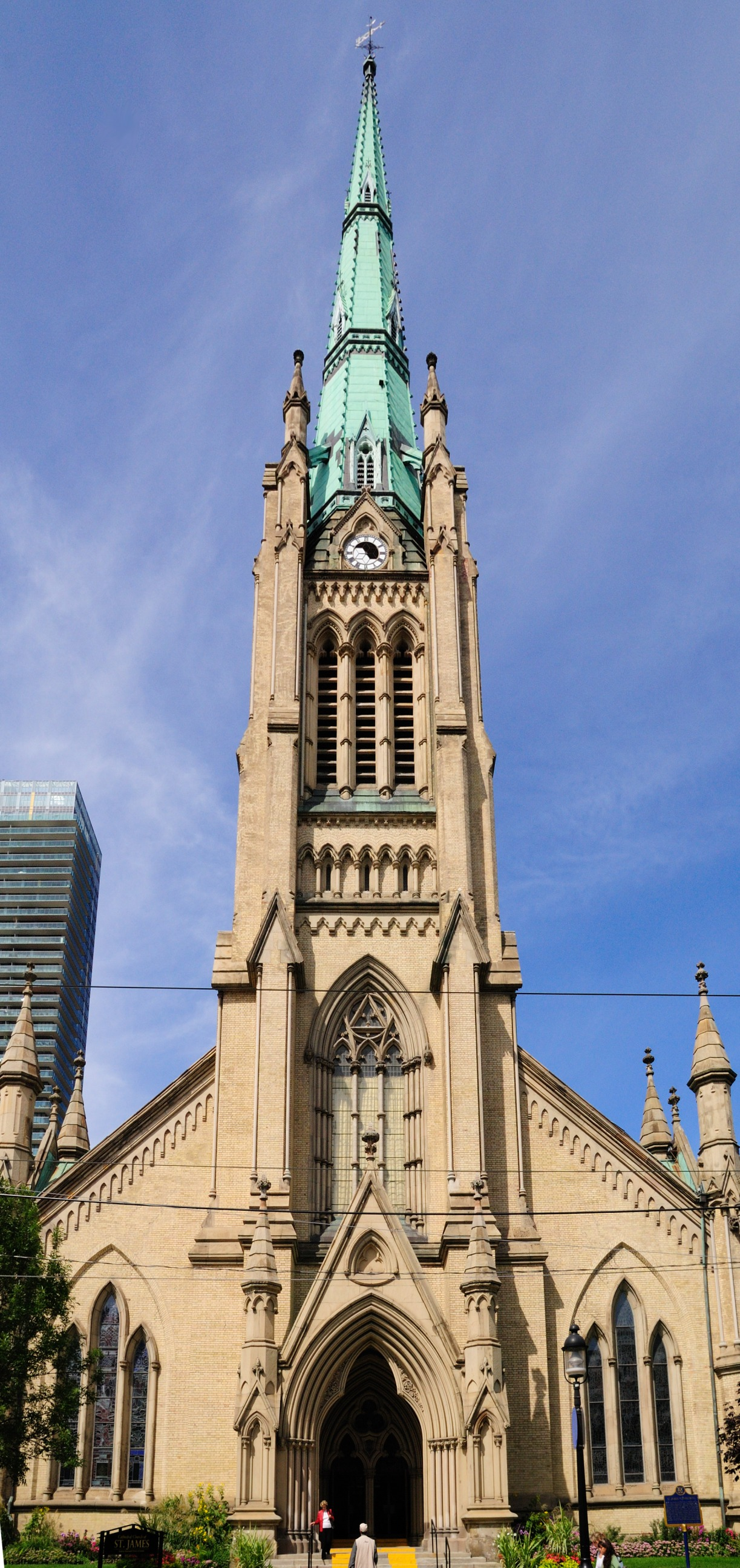
Die neugotische St.-James-Kathedrale wurde 1844 vollendet

Entsprechend der multikulturellen Einwohnerstruktur gibt es in der Stadt eine Vielzahl von unterschiedlichen Religionszugehörigkeiten. Die christlichen Konfessionen bilden dabei die größte Gruppe mit gut 50 %. Die römisch-katholische Kirche gehört zum Erzbistum Toronto. Der Anteil der Konfessionslosen beträgt 18,7 %.
Die Religionszugehörigkeit verteilt sich nach Erhebungen des Jahres 2011 wie folgt:
- Katholische Kirche: 30,4 %
- Alle anderen christlichen Glaubensrichtungen: 9,1 %
- Islam: 7,7 %
- Hinduismus: 5,9 %
- Judentum: 3,0 %
- Buddhismus: 2,2 %
- Sikhismus: 2,9 %
- Keiner Religion angehörig: 21,1 %

Siehe auch: Kirche Hl. Sava (Toronto), serbisch-orthodox

### Soziale Probleme
In Toronto gab es 2003 rund 552.300 Haushalte unterhalb der Armutsgrenze. Mehr als 250.000 Familien mussten über 30 % ihres Einkommens für die Miete ausgeben, 20 % zahlten mehr als 50 % ihres Einkommens. Diese Entwicklung ist auf die stark steigenden Mietpreise zurückzuführen, die sich allein zwischen 1997 und 2001 um 31 % erhöhten. Rund 71.000 Haushalte warteten auf die Errichtung von staatlich geförderten Wohnungen. Im Gegensatz zu den 1980er und frühen 1990er Jahren stagnierte trotz der steigenden Bevölkerung das Angebot an Mietwohnungen.
Allein im Jahr 2002 waren 31.985 Menschen mindestens einmal in einem Obdachlosenasyl gemeldet. Seit den 1990er Jahren hat sich diese Zahl um 21 % erhöht und seit 1988 sogar um 40 %. 1988 waren dabei 91,3 % von ihnen Einzelpersonen, doch sank diese Zahl bis 1999 auf 81,3 %. Gleichzeitig stieg die Zahl der Familien von 1,7 % (1988) auf 9,6 % (1999).
Die Provinzregierung und die Stadt versuchen durch Investitionen in den Wohnungsbau den Problemen entgegenzuwirken. Dazu wurde unter anderem das Wohnungsbauprojekt Let’s Build ins Leben gerufen, in das bis zum Jahr 2001 rund 10,6 Millionen Dollar flossen. Infolgedessen entstanden 384 erschwingliche Wohnungen für rund 660 Mieter mit geringem Einkommen. Nach Beendigung des Projekts setzte die Stadt Let’s Build mit rund 11,8 Millionen Dollar fort. Darüber hinaus gab es weitere Maßnahmen, welche die Bekämpfung von Armut und die flächendeckende medizinische Versorgung von Obdachlosen vorsahen.

### Kriminalität

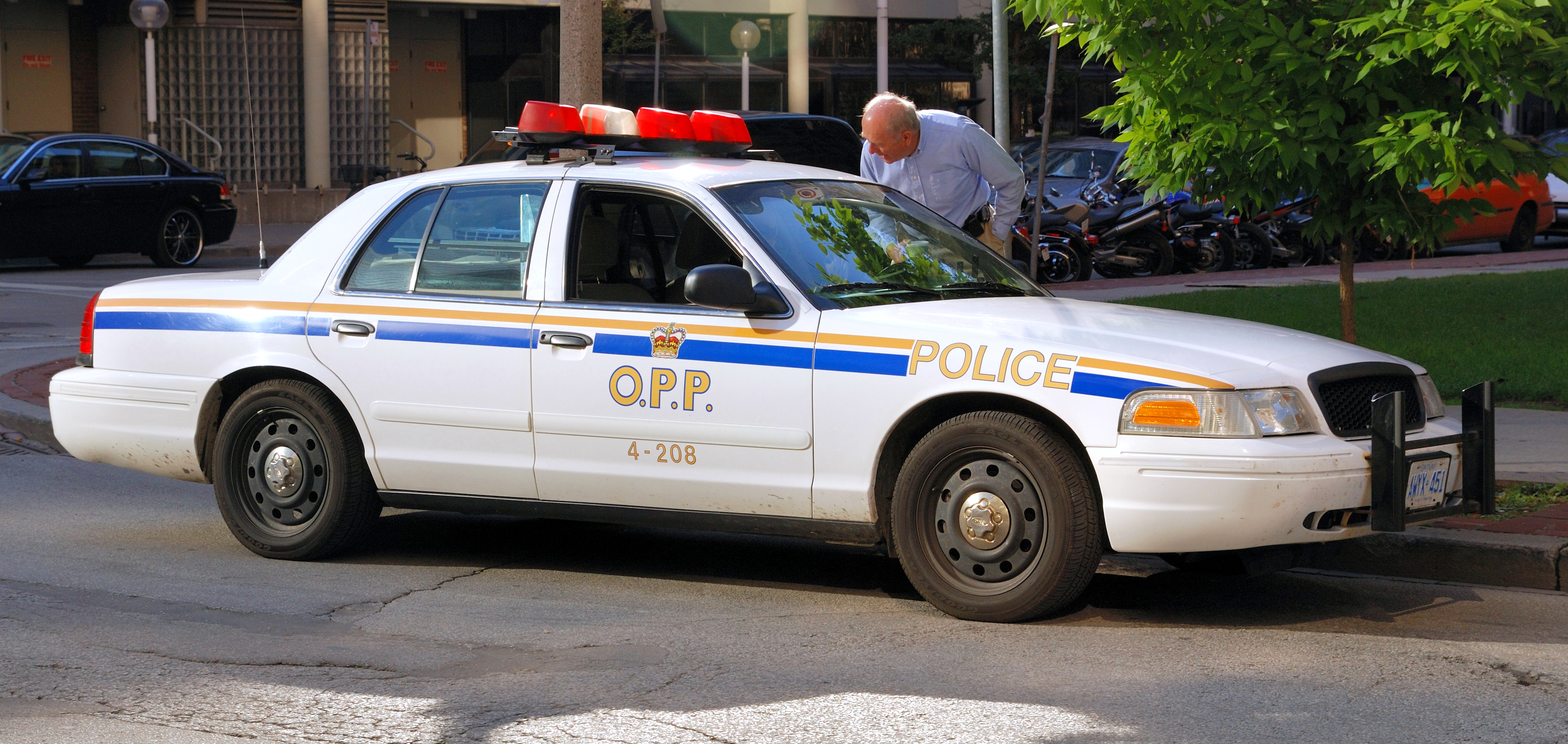
Streifenwagen der Ontario Provincial Police in Toronto

Eine niedrige Kriminalitätsrate hat der Stadt den Ruf als einer der sichersten Großstädte Nordamerikas eingebracht. 1999 lag die Rate der Tötungsdelikte bei 1,9 pro 100.000 Menschen. Zum Vergleich lag diese Rate im selben Jahr bei 34,5 in Atlanta, 5,5 in Boston, 7,3 in New York, 2,8 in Vancouver und 45,5 in Washington D. C. Das bisherige Maximum an Tötungsdelikten verzeichnete Toronto 1991 mit 3,9 pro 100.000 Einwohnern. Auch bei den Raubdelikten liegt die Stadt, verglichen mit anderen nordamerikanischen Großstädten, sehr niedrig mit 115,1 Überfällen pro 100.000 Einwohner. Dallas hatte im Vergleich 583,7 Delikte pro 100.000 Einwohner, 397,9 waren es in Los Angeles, 193,9 in Montreal. Die generelle Kriminalitätsrate lag bei 48 Delikten auf 100.000 Einwohner. Auch diese Vergleichsgröße liegt deutlich niedriger als in anderen Großstädten, wie beispielsweise Cincinnati mit 326, Los Angeles mit 283, New York mit 195 und Vancouver mit 239.

## Wirtschaft und Infrastruktur

### Finanz- und Wirtschaftshauptstadt Kanadas

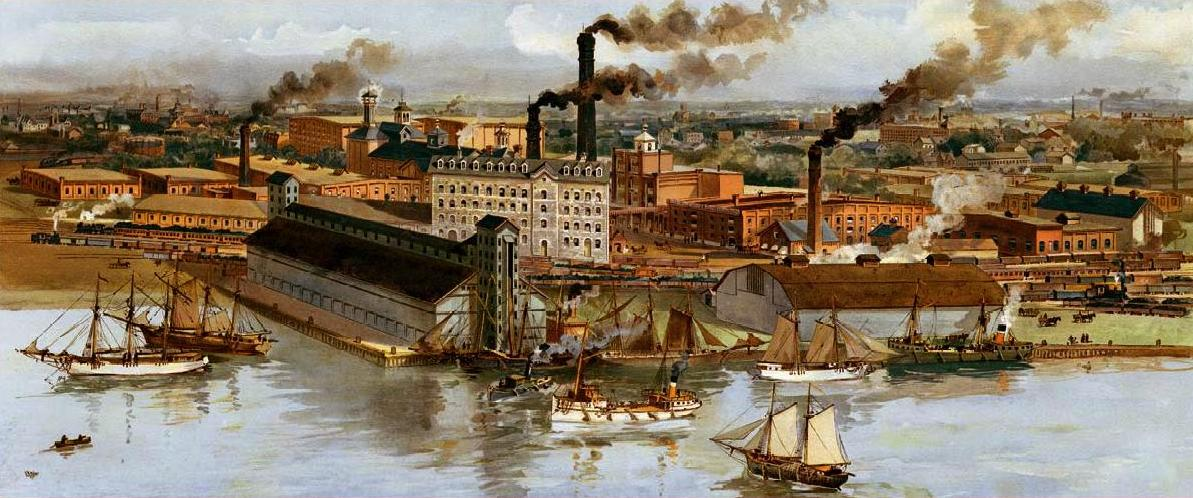
Die Brennerei Gooderham and Worts, etwa um 1860

Bereits im 19. Jahrhundert war Toronto ein wichtiger Wirtschafts- und Handelsplatz. Die Stiefbrüder James Worts und William Gooderham gründeten 1830 am Hafen die Brennerei Gooderham and Worts, die neben Spirituosen auch Frostschutzmittel herstellte. Sie entwickelte sich zur größten Brennerei Kanadas und stieg in den 1860er Jahren zur weltweit größten Whiskeybrennerei auf. 1862 produzierte das Unternehmen zum ersten Mal das ganze Jahr und stellte rund 700.000 Imp.gal. her, was einem Viertel der damaligen Gesamtproduktion an Spirituosen in Kanada entsprach. In den Folgejahren wuchs die Produktion auf zwei Millionen Imp.gal., was das Unternehmen zum bekanntesten des Landes und zum größten im Britischen Empire werden ließ. 1987 wurde die Firma an einen britischen Konzern verkauft, 1990 die Brennerei geschlossen und das 52.000 Quadratmeter große Areal in die Fußgängerzone Distillery District verwandelt. Das historische Industriequartier, bestehend aus über 40 Backsteingebäuden und zehn Straßen, wurde restauriert und dient als Entertainment-Zentrum mit Lokalen, Musikkneipen und Galerien.

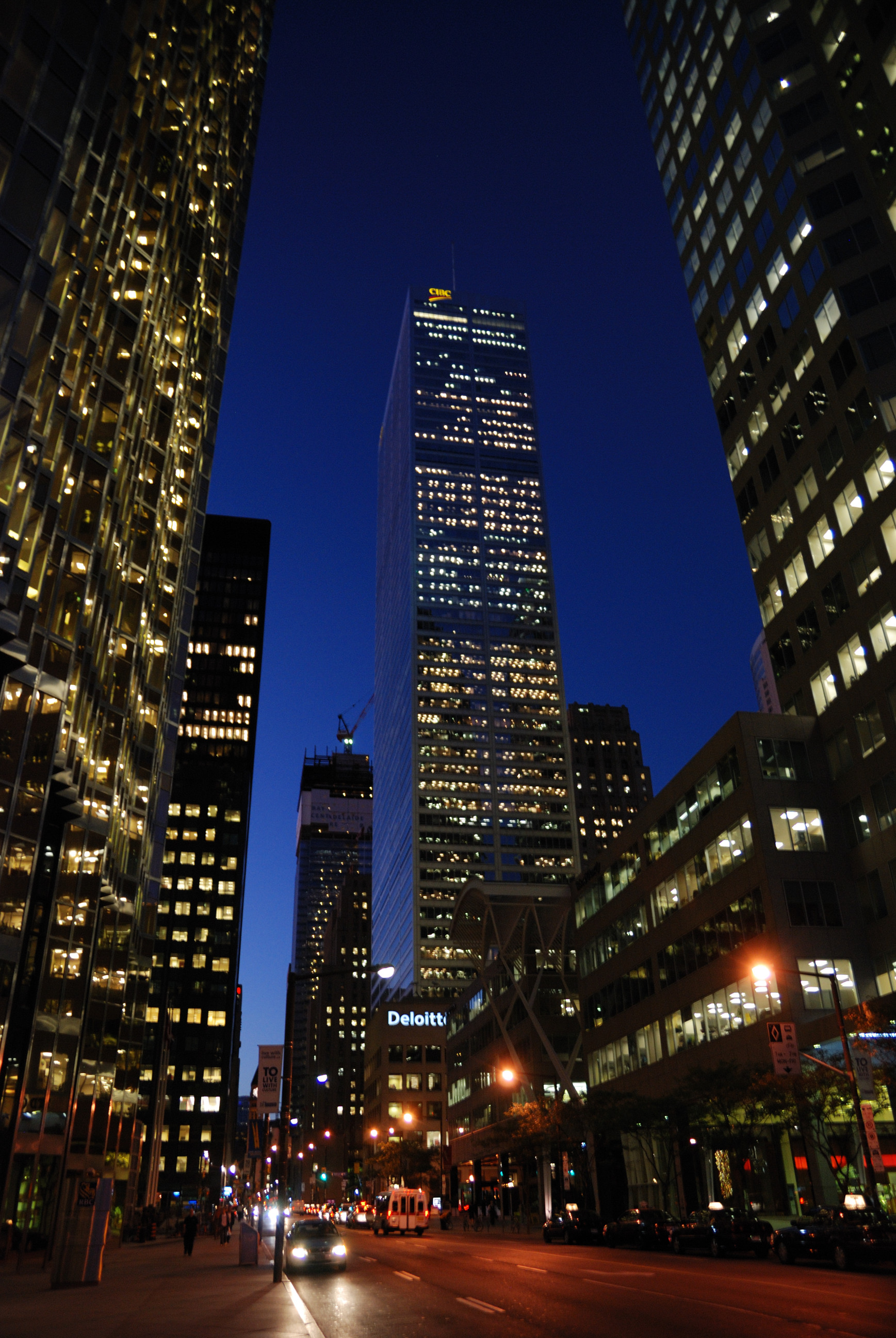
Commerce Court West: der Finanzdistrikt von Toronto

Toronto ist Kanadas wichtigstes Handels- und Finanzzentrum und gehört auch weltweit zu den bedeutendsten. In der Stadt sind viele Banken und Investmentfirmen im Finanzdistrikt an der Bay Street konzentriert. Die Toronto Stock Exchange ist nach ihrer Marktkapitalisierung die achtgrößte Börse der Welt und in Nordamerika auf Platz drei. (→ Geschichte der Börse von Toronto) Die fünf größten Banken des Landes haben hier ihren Hauptsitz. Darüber hinaus betreiben über 40 ausländische Banken Niederlassungen in der Stadt.
Im Bereich Medien, Verlagswesen, Telekommunikation (z. B. Telus Tower), Informationstechnologie und Filmindustrie hat die Stadt ebenfalls eine führende Rolle eingenommen. Eine eigene Behörde (Toronto’s Film and Television Office) hat die Aufgabe, die Film- und Fernsehproduktion zu fördern und zu unterstützen.
Zu den bekanntesten Firmen gehören Thomson Corporation, CTVglobemedia, Rogers Communications, Alliance Films, Celestica sowie die Hotelkette Four Seasons Hotels und Manulife Financial. Insgesamt haben über 80.000 Unternehmen ihren Sitz in der Stadt. Das Handelsunternehmen Hudson’s Bay Company ist das älteste eingetragene Unternehmen in Kanada und zählt auch weltweit zu den ältesten Unternehmen. Es verlegte 1957 seinen Hauptsitz von York Factory nach Toronto.
Unter anderen haben folgende Unternehmen ihren Hauptsitz in Toronto: Hudson’s Bay Company, RioCan Investment Trust, Canadian Imperial Bank of Commerce, Manulife Financial, TD Canada Trust, Royal Bank of Canada, Scotiabank, Bank of Montreal, Celestica, Four Seasons Hotels and Resorts, Nortel, Citibank Canada, Fairmont Hotels and Resorts, Oxford Properties Group und Rogers Communications.
Die meisten Industrien und Fertigungsbetriebe befinden sich zwar außerhalb der Stadtgrenzen, allerdings haben die meisten Großhändler und Distributoren dieser Wirtschaftszweige ihren Sitz in der Stadt. Die strategische Bedeutung der Stadt im Québec-Windsor-Korridor begünstigt die nahegelegenen Produktionsstandorte von Motorfahrzeugen, Eisen, Stahl, Lebensmitteln, Maschinen, Chemie und Papier. In Ergänzung dazu ist Toronto seit 1959 durch den Sankt-Lorenz-Strom vom Atlantischen Ozean aus erreichbar. Mit rund 8000 Fabriken ist die Stadt nicht nur führend im Dienstleistungsbereich, sondern auch im produzierenden Sektor.
Die fünf größten privaten Arbeitgeber sind nach der Anzahl ihrer Beschäftigten (Zahlen aus dem Jahr 2001): Toronto-Dominion Bank (14.000), Canadian Imperial Bank of Commerce (12.000), Rogers Communications (11.600), Royal Bank of Canada (11.000) und Bank of Montreal (8400).
Der veranschlagte Bruttobetriebsaufwand der Stadt belief sich im Jahr 2008 auf 8,17 Milliarden Dollar. Die Haushaltseinnahmen kamen überwiegend aus der Grundsteuer, mit 3,322 Milliarden Dollar. Die Arbeitslosenquote lag 2007 bei 7,87 % und war damit höher als der Durchschnitt in der Provinz Ontario, der bei 6,38 % lag. 2008 ist die Arbeitslosenquote auf 7,52 % leicht gesunken. Ein durchschnittlicher Haushalt hatte ein Jahreseinkommen von 68.120 Dollar.

### Bildungseinrichtungen

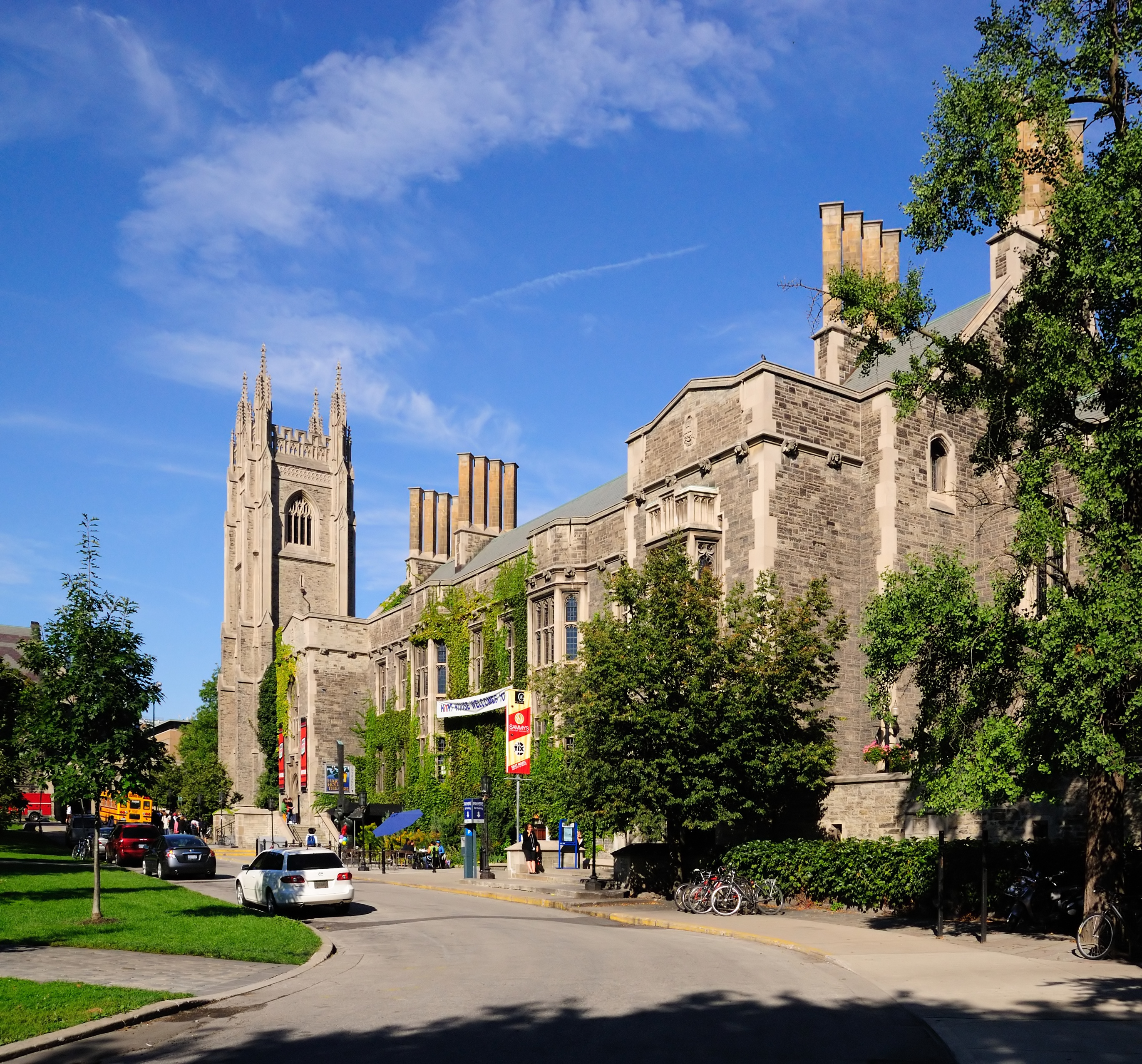
Das Hart House ist das Studentenzentrum der Universität Toronto

In Toronto gibt es eine Reihe von Universitäten: Die auf verschiedene Zweigstellen im Stadtgebiet verteilte University of Toronto, die York University, die Ryerson University, das Ontario College of Art & Design sowie die University of Guelph-Humber. Die 1827 gegründete University of Toronto ist die größte Ontarios und zählt weltweit nach der Harvard University und Yale University zu den renommiertesten auf dem Gebiet der biomedizinischen Forschung. Außerdem beherbergt die Universität das drittgrößte Bibliothekensystem Nordamerikas, zu der auch die Robarts Library gehört. Die York University befindet sich in North York, im Norden Torontos. Sie verfügt über die größte Rechtsbibliothek im Commonwealth.
Daneben hat Toronto eine Reihe weiterer Hochschulen, wie das Seneca College, das Humber College, das Centennial College und das George Brown College. In der Stadt unterhält auch das frankophone Collège Boréal eine Zweigstelle. In der Nähe von Oshawa, das zum Großraum Torontos gehört, ist das Durham College und das University of Ontario Institute of Technology beheimatet.
Die Faculty of Music und das Royal Conservatory in Downtown bieten Konzert- und Opernprogramme an. Der Filmemacher Norman Jewison gründete 1988 das Kanadische Filmzentrum Canadian Film Centre, Kanadas größtes Institut für professionelle Ausbildung im Bereich Film, Fernsehen und Neue Medien. Das Tyndale University College and Seminary ist ein überkonfessionelles Institut und Kanadas größtes Predigerseminar.
Die Schulbehörde Toronto District School Board (TDSB) unterhält insgesamt 558 öffentliche Schulen, davon 451 Grundschulen und 102 Schulen der Sekundarstufe. Damit ist die TDSB die größte Schulbehörde Kanadas. Die Schulbehörde erhielt 2008 für die Bemühungen um die Chancengleichheit und Integration den Carl-Bertelsmann-Preis verliehen. Konfessionell an die katholische Kirche gebundene Schulen werden von einer eigenen Behörde, dem Toronto Catholic District School Board, verwaltet. Darüber hinaus verfügt Toronto über mehrere private Schulen, wie beispielsweise Greenwood College School, Upper Canada College, Crescent School, Toronto French School, University of Toronto Schools, Havergal College, Bishop Strachan School, Branksome Hall oder St. Michael’s College School.
Die Stadtbibliothek von Toronto ist die größte Bücherei im Land mit 99 Zweigstellen und über elf Millionen Medien.

### Tourismus
Der Fremdenverkehr spielt eine wichtige Rolle für die Wirtschaft von Toronto. Mit knapp 4,5 Millionen ausländischen Besuchern stand Toronto 2016 auf Platz 29 der meistbesuchten Städte weltweit. Touristen brachten im selben Jahr Einnahmen von 2,2 Milliarden US-Dollar. Die meisten ausländischen Besucher kamen aus den USA und Asien.

### Medien

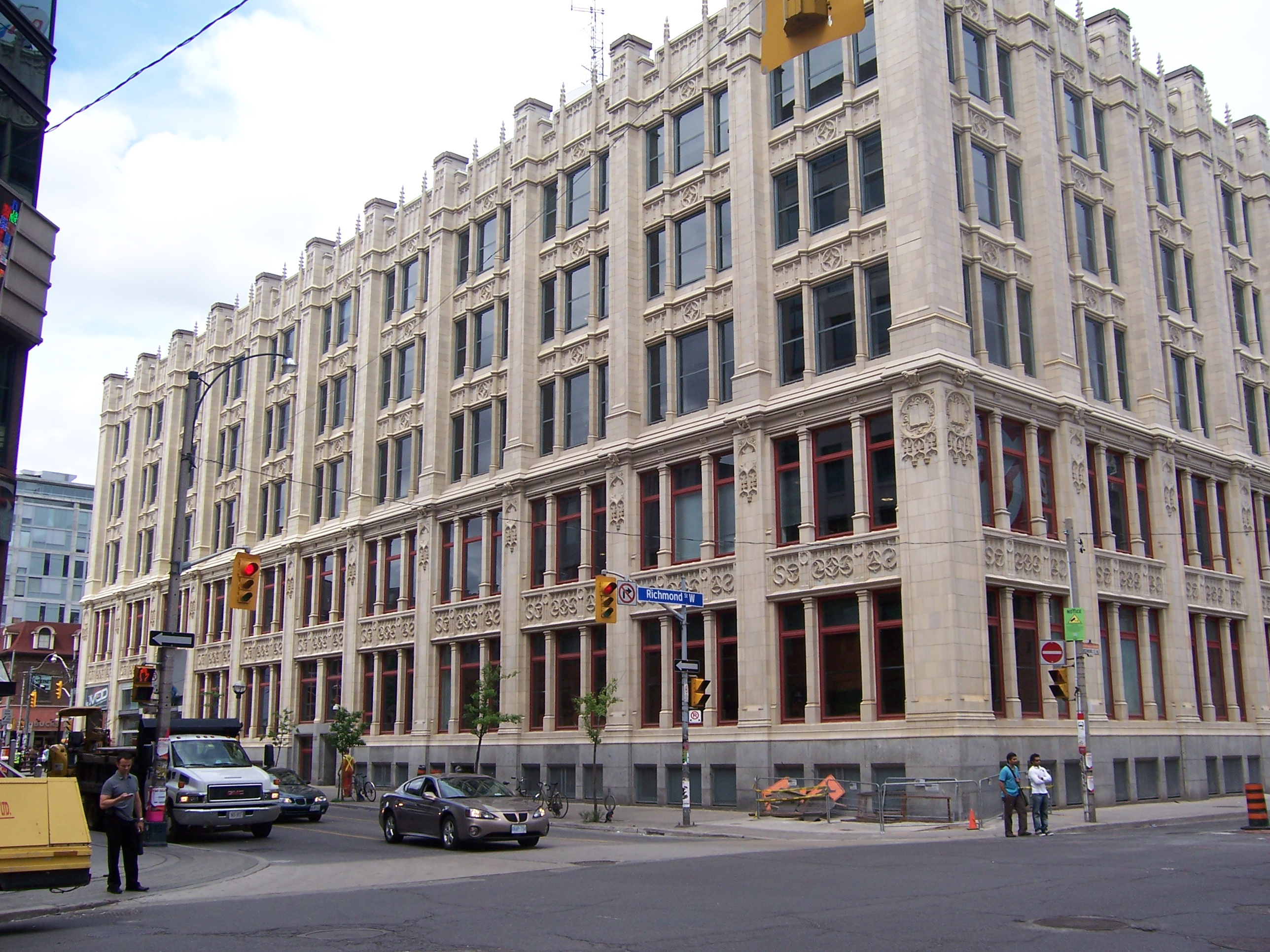
Das historische Sendergebäude von CTV, in dem sich mehrere Studios befinden

Toronto ist Sitz einer Vielzahl von Printmedien. Der Toronto Star hat seinen Sitz in der Yonge Street 1 und ist mit rund 400.000 Exemplaren Kanadas auflagenstärkste Zeitung. Die Druckausgabe wird vornehmlich in Ontario gelesen. Weitere wichtige Zeitungen in Toronto sind die 1844 gegründete Tageszeitung The Globe and Mail, die konservative Zeitung National Post sowie die Toronto Sun. Darüber hinaus gibt es Zeitungen in chinesischer und hebräischer Sprache und eine Vielzahl von Magazinen und Zeitschriften.
Neben dem lokalen Fernsehsender CITY-TV sind auch die landesweit ausstrahlenden Sender wie u. a. CFMT-TV, CFTO-TV, CTV Television Network und CBC Television in der Stadt ansässig. Weitere Fernsehsender sind der Nachrichtensender CP 24 – Toronto’s Breaking News, der Wirtschaftssender Business News Network (BNN) und der Musiksender MuchMusic. Zu den mehr als 30 Radiosendern, wie u. a. CHUM-FM, CKIS-FM gehören auch solche für den chinesischen Bevölkerungsanteil mit einem Programm in kantonesischer Sprache. Der englischsprachige Teil der staatlichen Rundfunkanstalt Canadian Broadcasting Corporation hat seinen Sitz in der Downtown von Toronto. Weitere größere Medienunternehmen sind Entertainment One sowie Rogers Media.

### Verkehr

#### Flugverkehr

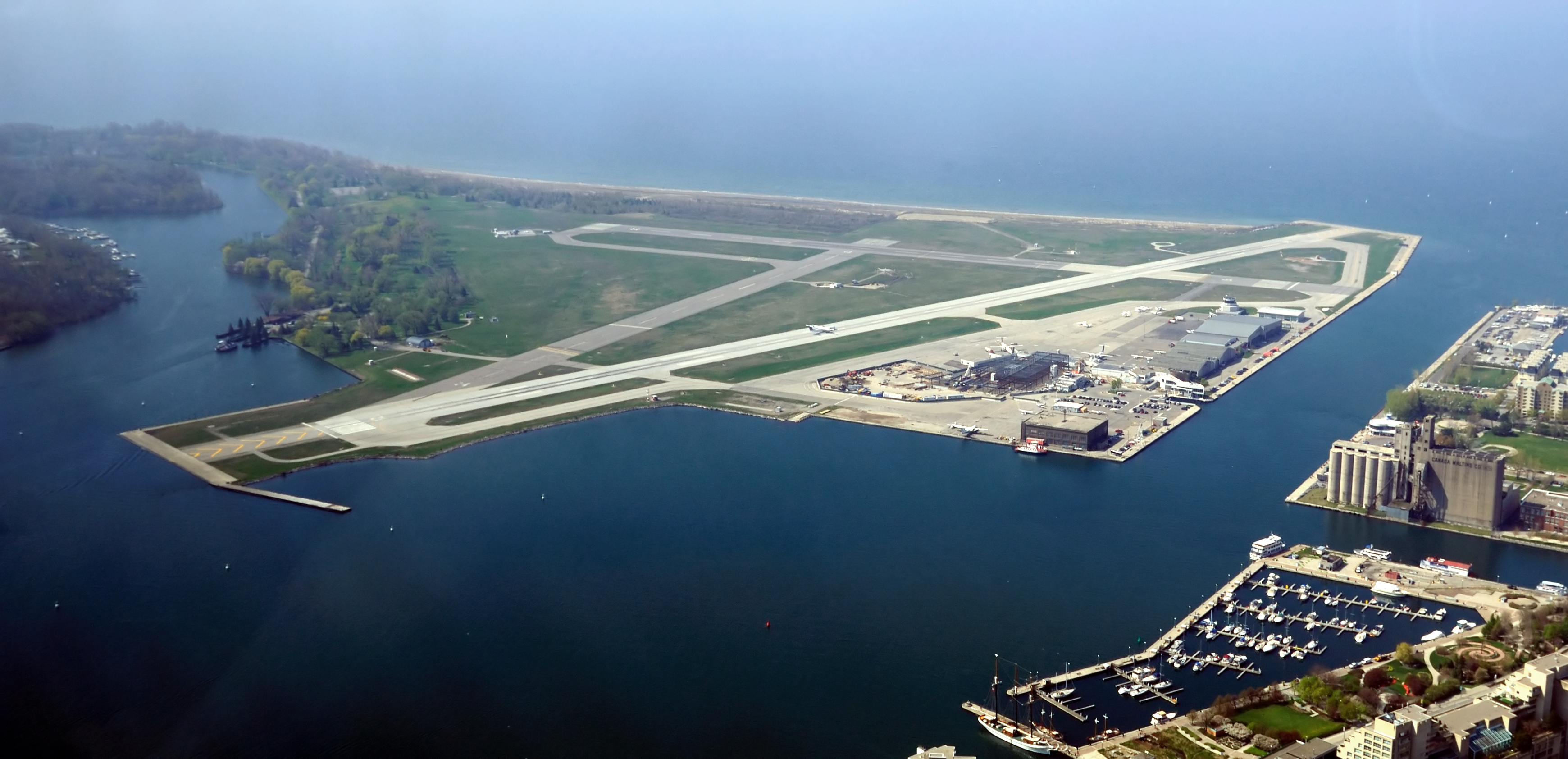
Flughafen Toronto-City

Toronto verfügt mit dem Toronto Pearson International Airport über den größten Flughafen des Landes, auf dem ein Drittel des kanadischen Luftverkehrs abgewickelt wird. Ursprünglich weit außerhalb der Stadt, befindet er sich heute unmittelbar am nordwestlichen Stadtrand, rund 20 Kilometer vom Zentrum entfernt, überwiegend auf dem Gebiet der benachbarten Stadt Mississauga. Ein kleiner Flughafen, der Flughafen Toronto-City, liegt auf den der Stadt vorgelagerten Toronto Islands. Der Toronto/Downsview Airport, ein früherer Luftwaffenstützpunkt, wird seit 1994 überwiegend als Testflughafen von Bombardier Aerospace benutzt. Insgesamt liegen auf der Greater Toronto Area neun Flughäfen und zehn Heliports.

#### Öffentliches Nahverkehrssystem

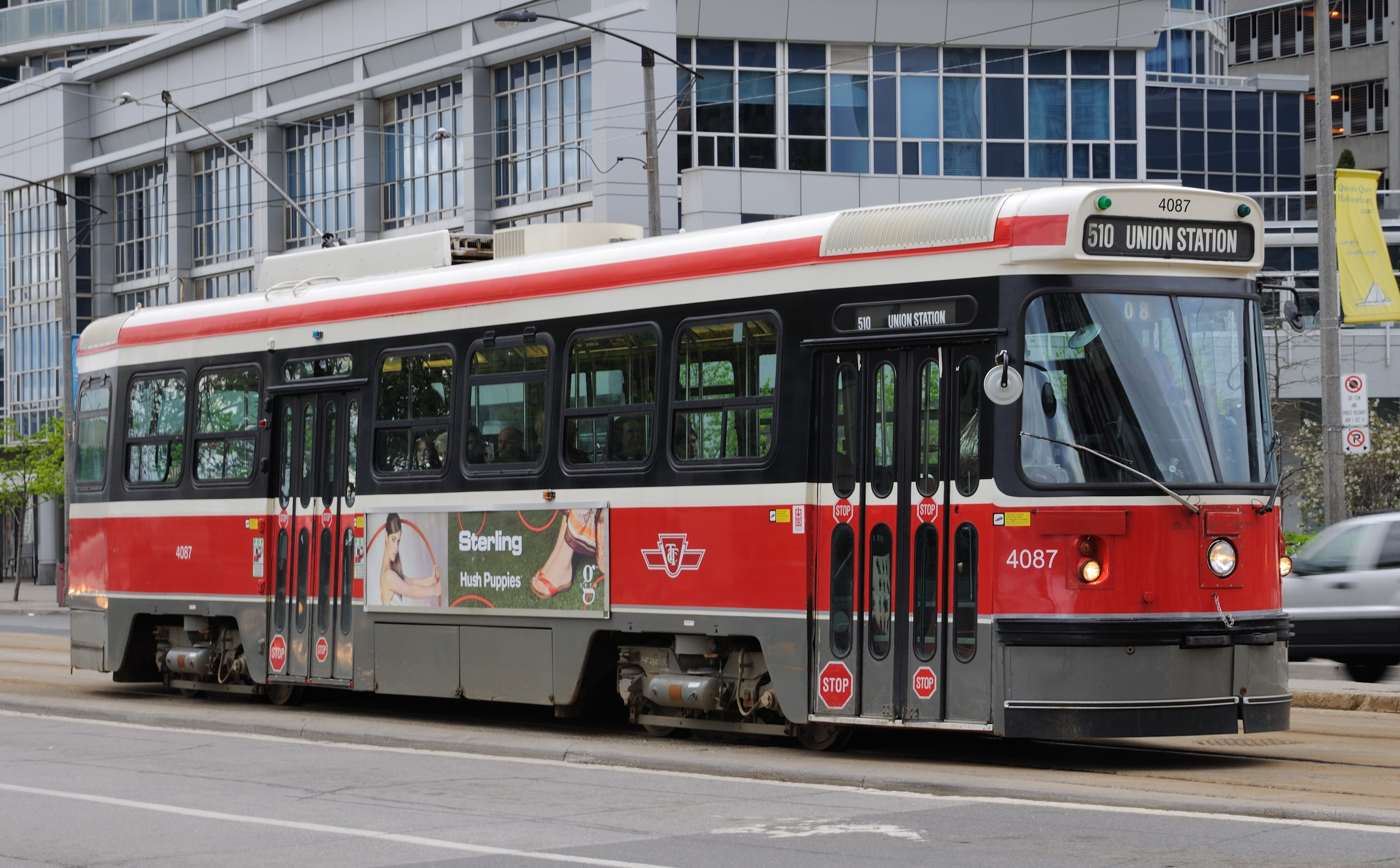
Straßenbahn in Toronto

Toronto besitzt nach New York City und Mexiko-Stadt das drittgrößte öffentliche Nahverkehrssystem Nordamerikas.
Die Toronto Transit Commission (TTC) betreibt im Stadtgebiet drei U-Bahn-Linien (Subway), elf Straßenbahnlinien (Toronto Streetcar) und ca. 170 Buslinien. Die Straßenbahn- und Buslinien sind überwiegend rasterförmig angeordnet.
Die unmittelbar an das Stadtgebiet angrenzenden Vorstädte werden von Buslinien anderer Unternehmen bedient, die an das Netz der TTC anschließen.
Ausgehend vom Hauptbahnhof Union Station gibt es ein aus sieben Linien bestehendes Schienenpersonennahverkehrsystem von GO Transit, ergänzt durch eigene Buslinien. Mit den doppelstöckigen Zügen erreicht man Entfernungen von rund 60 Kilometern im Umkreis der Downtown.
Seit dem 6. Juni 2015 verbindet der Union Pearson Express (UP Express) den internationalen Flughafen Toronto Lester B. Pearson mit der Innenstadt. Die Dieseltriebzüge dieser Linie fahren im 15-Minuten-Takt mit einer Fahrzeit von 25 Minuten vom Terminal 1 über die Bahnstationen Bloor und Weston zum Hauptbahnhof der Stadt, der Union Station.

#### Schiffs- und Fährverkehr

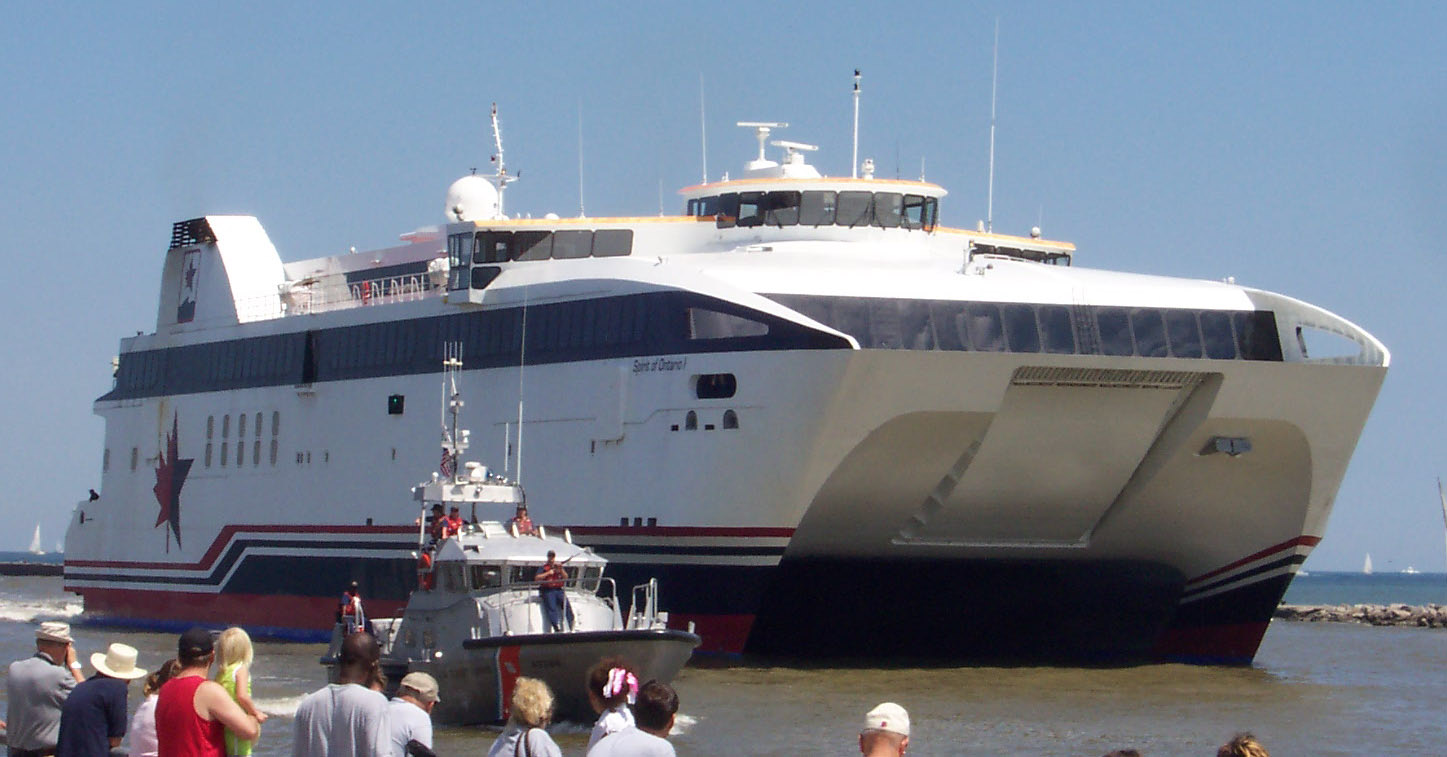
Spirit of Ontario I der 2004–2006 betriebenen Linie The Breeze Fast Ferry (Foto 2004)

Neben der Pendelfähre zum Flughafen Toronto-City existieren Fährverbindungen zu den Toronto Islands. Vom Queen’s Quay an der Bay Street steuern die Fähren die Stationen Hanlan’s Point, Centre Island und Ward’s Island an. Am 24. Juni 2004 wurde die Linie Toronto–Rochester (USA) eingeweiht. Das Boot Spirit of Ontario I absolvierte die 152 km lange Strecke in einer Geschwindigkeit von 83 km/h. Mangels Auslastung wurde diese Fährverbindung allerdings im Januar 2006 wieder eingestellt.

#### Zugverkehr
Toronto liegt im stark befahrenen Québec-Windsor-Korridor und ist zudem Ausgangspunkt des transkontinentalen Fernverkehrszuges The Canadian. Eisenbahn-Fernverkehrszüge der VIA Rail Canada verkehren ausgehend vom Hauptbahnhof Union Station in Richtung Montreal–Quebec, Ottawa, Windsor, Sarnia, Niagara Falls–New York (zusammen mit Amtrak betrieben) und Greater Sudbury–Winnipeg–Edmonton–Vancouver. Die Ontario Northland Railway setzt Fernzüge in Richtung Cochrane–Moosonee ein, Amtrak einen Zug nach New York.

#### Individualverkehr

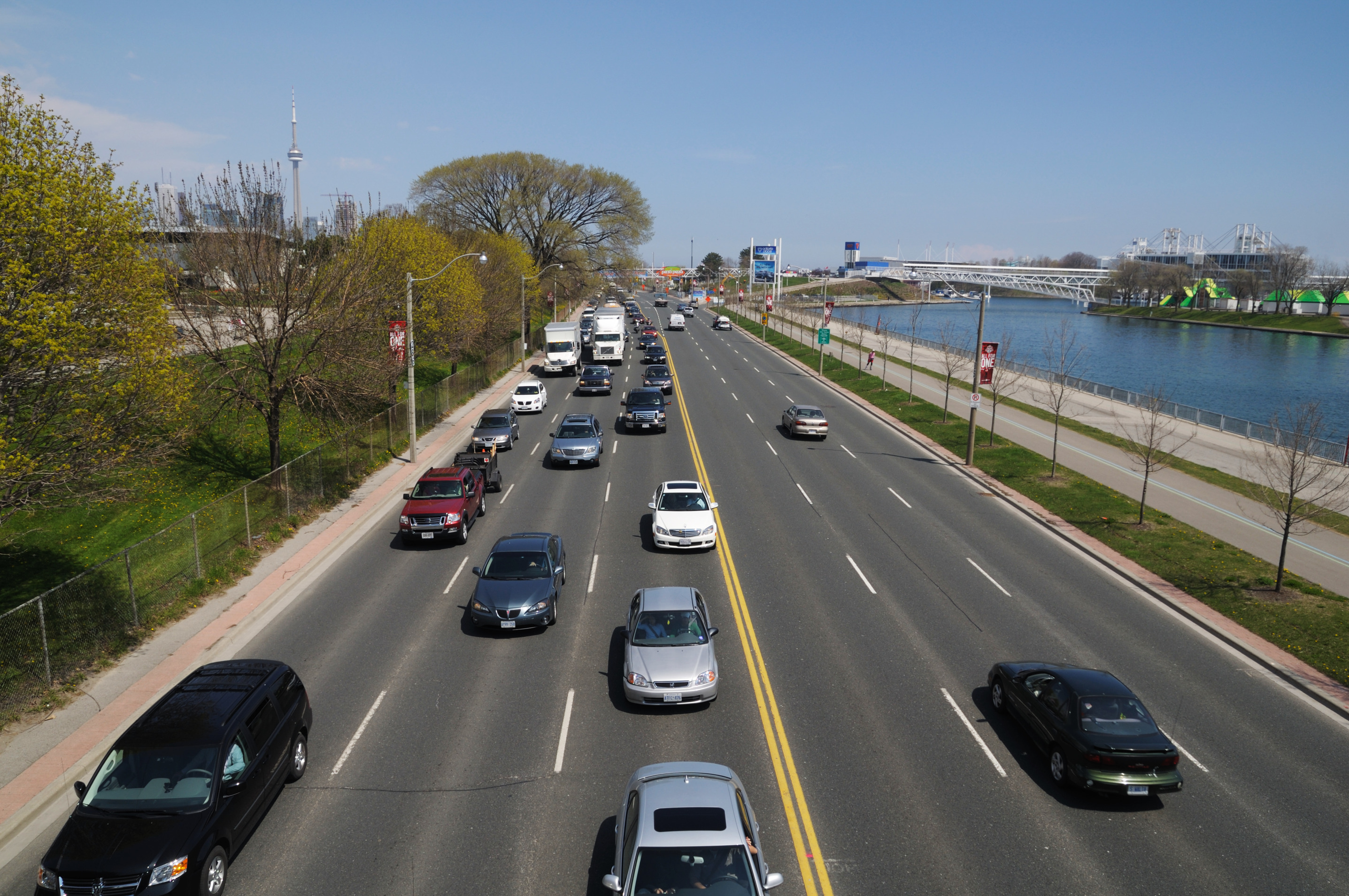
Verkehr auf dem Lake Shore Boulevard

Für den Individualverkehr existieren mehrere Autobahnen in Ost-West- und in Nord-Süd-Richtung. Die Hauptverkehrsader bildet der etwas nördlich des Stadtzentrums gelegene Highway 401, der in bestimmten Abschnitten die höchste Verkehrsdichte in Nordamerika aufweist. Am Ufer des Ontariosees verbindet die Stadtautobahn Gardiner Expressway die westlichen Vororte mit der Innenstadt. Am Ostende verbindet der Don Valley Parkway den Gardiner Expressway mit dem Highway 401. Parallel zum Highway 401 verläuft der mautpflichtige Highway 407 ETR. Die 108 km lange Autobahn verbindet die Städte Burlington mit Pickering; die Maut wird mit Hilfe von automatischer Nummernschilderkennung und Funksendern erhoben. 401 und 407 werden von den nordwärts verlaufenden Highways 400 und 404 gekreuzt. Ebenfalls in Nord-Süd-Richtung verläuft der 21 km lange Highway 427. Er leitet vom Gardiner Expressway nordwärts am Toronto Pearson International Airport vorbei bis nach Vaughan. Eine weitere Verzweigung des 427 an dessen Südende mündet in den Queen Elizabeth Way (QEW), der am Ostufer des Ontariosees nach Niagara Falls führt.
Entlang der Yonge Street tragen zur besseren Orientierung in der Innenstadt die in Ost-West-Richtung verlaufenden Straßen den Zusatz East bzw. West.

### Öffentliche Einrichtungen

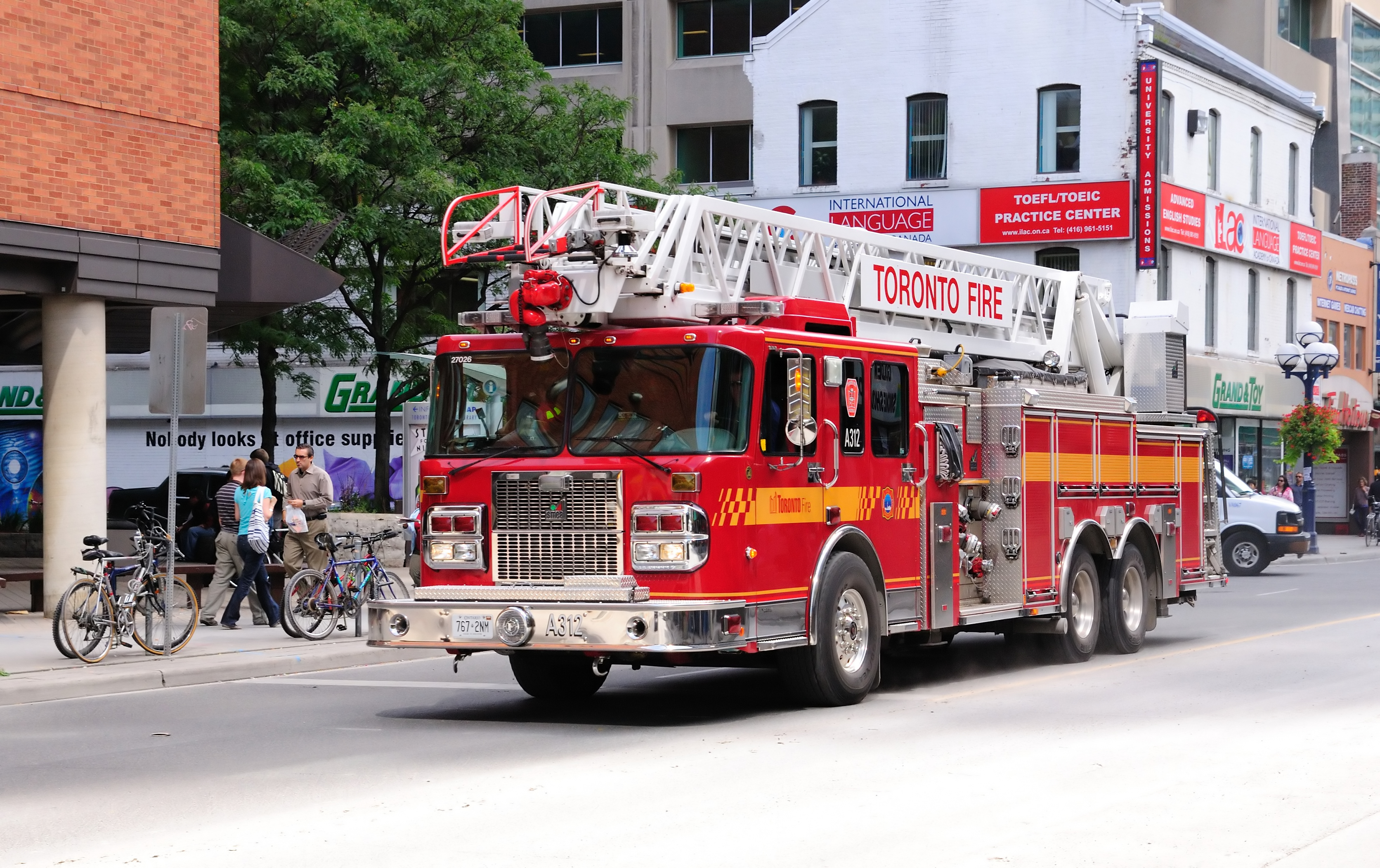
Drehleiterfahrzeug der Torontoer Feuerwehr

Von den über 20 Krankenhäusern gehört seit 1999 rund die Hälfte zum Netzwerk des Universitätsklinikums. Das 1812 gegründete Toronto General Hospital ist das Hauptkrankenhaus der Unikliniken.
Die Feuerwehr in Toronto, die Toronto Fire Services, wurde im Jahr 1874 eingerichtet. Vor dieser Zeit führten Freiwillige die Brandbekämpfung durch. Mit der Gebietsreform 1998 bilden die Feuerwehren der Stadtteile eine Organisationseinheit. Die Feuerwehr Torontos ist mit rund 3100 Einsatzkräften, 81 Stationen und weit über 100 Fahrzeugen die größte Kanadas und nach New York City, Chicago und Los Angeles die viertgrößte Nordamerikas.
Torontos Polizei besteht seit 1834. Der Toronto Police Service ist in 17 Einheiten mit 5710 Polizisten gegliedert.
Die Legislativversammlung von Ontario hat ihren Sitz im Parlamentsgebäude am Queen’s Park. Die 107 Mitglieder werden mit Mehrheitswahl in den einzelnen Wahlkreisen Ontarios bestimmt.
Die Stadt hat drei Gerichte, die für Verstöße gegen das Provinzrecht von Ontario zuständig sind.

## Kultur und Sehenswürdigkeiten
Toronto gilt als eines der drei größten Kulturzentren Kanadas.

### Stadtbild und Architektur

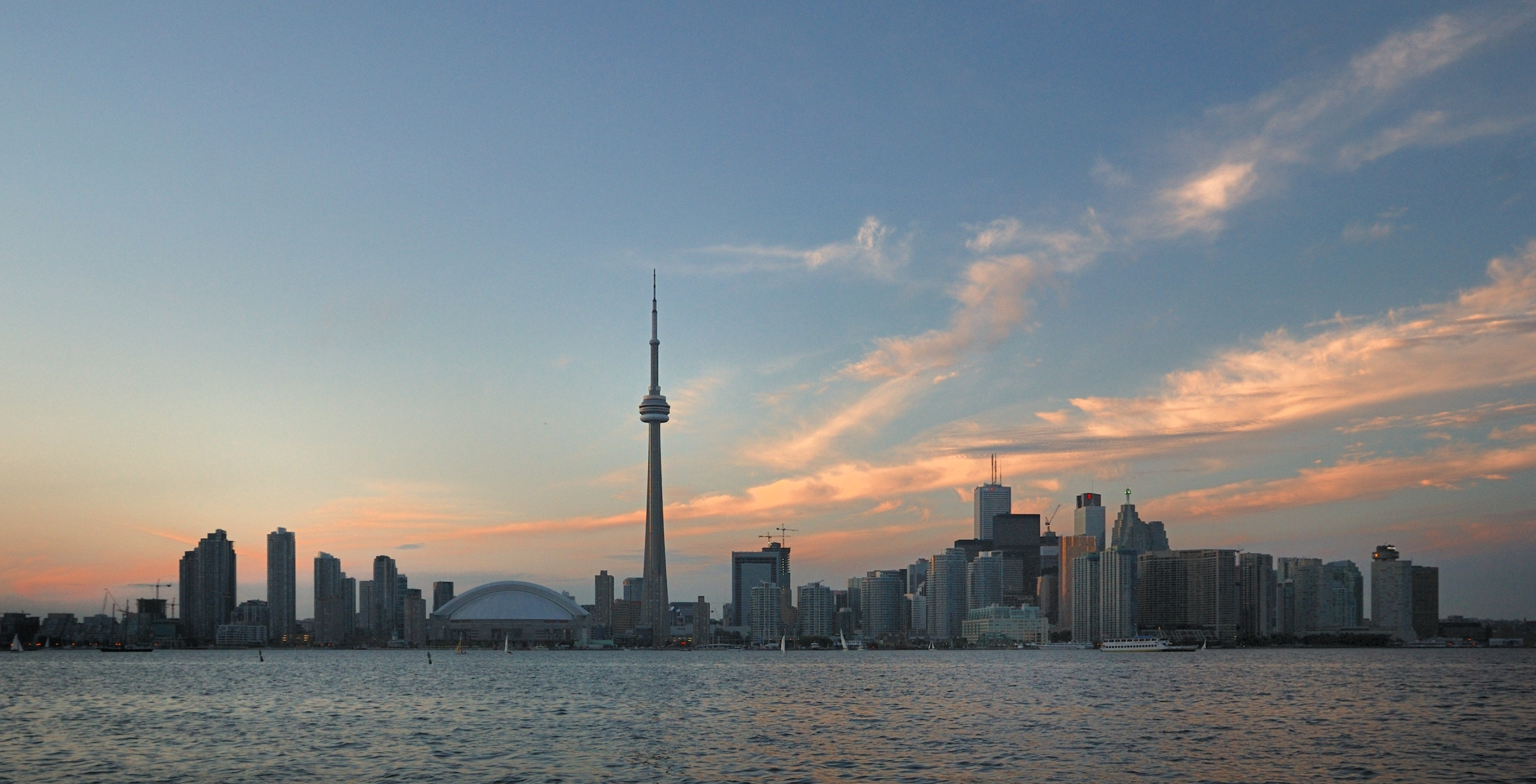
Skyline Torontos bei Abenddämmerung: mittig der CN Tower, daneben das Rogers Centre mit dem beweglichen, weißen Kuppeldach

Torontos Architekturtradition setzte Mitte des 19. Jahrhunderts ein. Viele der führenden Architekten haben in Toronto Bauwerke gestaltet, wie beispielsweise der aus Toronto stammende Frank Gehry, Daniel Libeskind, Norman Foster, Will Alsop, Ieoh Ming Pei, Ludwig Mies van der Rohe und Santiago Calatrava. Einige architektonische Stile wurden in Toronto entwickelt, wie der sogenannte Bay-and-Gable-Stil. Dabei handelt es sich um sehr schmale, teilweise nur sechs Meter breite, halb freistehende Reihenhäuser aus rotem Backstein. Der Begriff bay-and-gable beschreibt zwei Charakteristika: Die Häuser besitzen einen Erker (englisch: bay window) und einen spitzen Giebel (englisch: gable). Die Häuser im viktorianischen Stil enthalten manchmal auch neogotische Elemente. Die meisten Bay-and-Gable-Häuser findet man in den Vierteln The Annex, Cabbagetown und Little Italy.

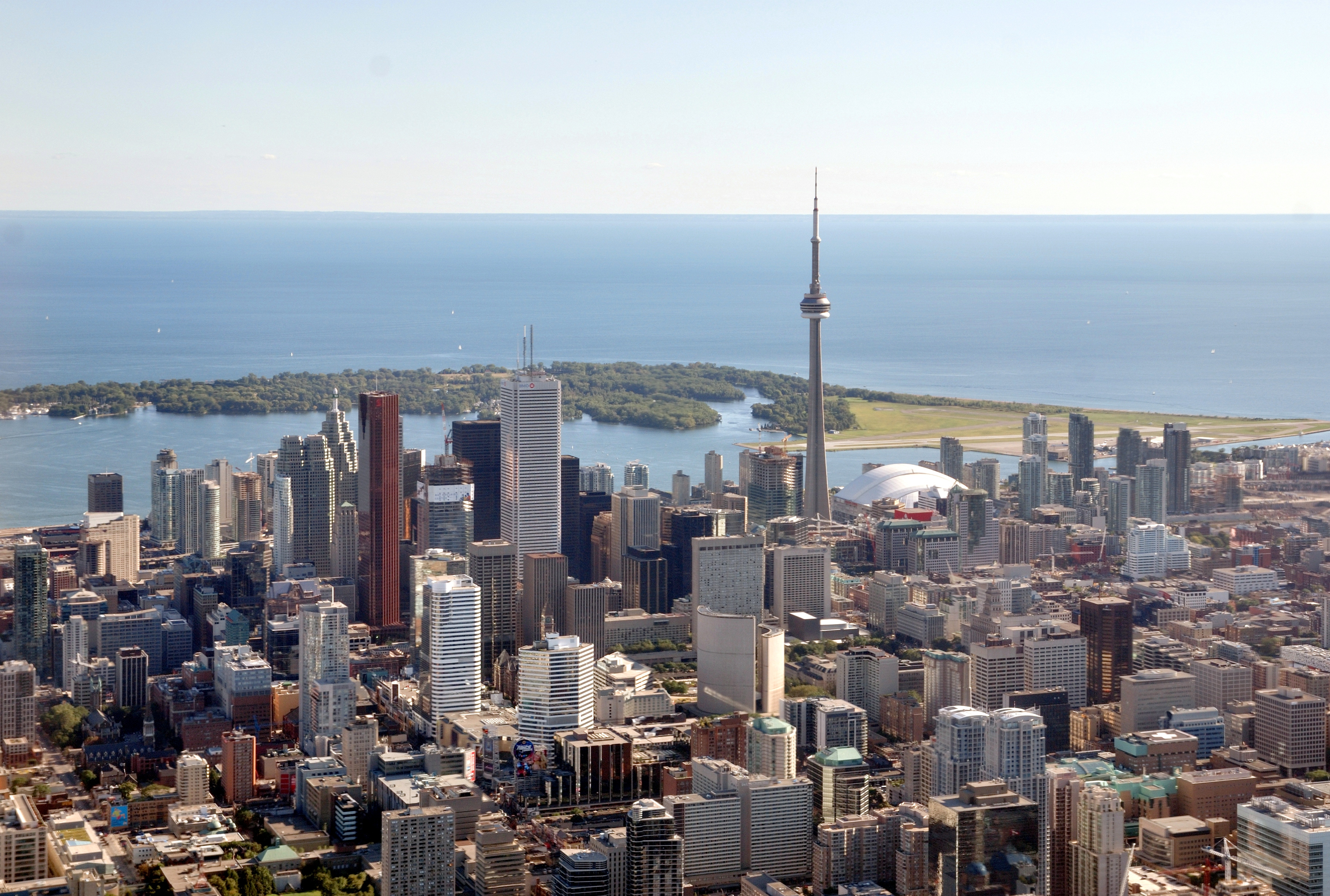
In Toronto konzentrieren sich die höchsten Gebäude auf den Bereich Downtown

Das Straßensystem ist größtenteils schachbrettförmig angelegt. Eine der wichtigsten Straßen ist die Yonge Street. Gedacht war sie als militärische Nachschublinie; heutzutage spielt sich das wirtschaftliche und kulturelle Leben hauptsächlich entlang dieser Straße ab. Sie beginnt in einer Entfernung von mehr als 1800 Kilometern im Hinterland, endet am Ontariosee und ist damit eine der längsten Straßen Nordamerikas. Das Stadtzentrum (Central Business District) dehnt sich im Norden bis zur Bloor Street, im Süden bis zum Viertel Harbourfront, im Westen bis zur Spadina Avenue und im Osten bis zur Parliament Street aus. Zwischen dem Hauptbahnhof Union Station und der Harbourfront verläuft die mehrspurige Stadtautobahn Gardiner Expressway. Im Bereich der Downtown verläuft die Stadtautobahn aus Platzgründen meist auf einer Brückenkonstruktion. Außerhalb des Stadtkerns prägen kleine Häuser das Stadtbild.
Der Stadtkern besteht vor allem aus hohen Bauwerken. Im Metropolraum Greater Toronto Area gibt es nahezu 2000 Gebäude, die 30 Meter übersteigen; damit besitzt Toronto nach New York City die zweithöchste Anzahl an Hochhäusern auf dem nordamerikanischen Kontinent. Allein in Downtown Toronto gibt es über 100 Wolkenkratzer, die höher sind als 100 Meter. Der höchste Wolkenkratzer Torontos ist mit 298 Metern der First Canadian Place an der Ecke King Street und Bay Street. Anfang des Jahres 2009 stieg die Zahl der Wolkenkratzer deutlich an, außerdem befanden sich mehrere hundert Hochhäuser in der Planungs- oder Bauphase.
Südlich der Innenstadt befinden sich die Toronto Islands, vier künstlich erweiterte Inseln im Ontariosee und schirmen den Hafen vom See ab. Auf der westlichsten Insel liegt ein kleiner Flughafen (Flughafen Toronto-City), der über eine Fährverbindung von der Innenstadt aus zu erreichen ist. Die übrigen Inseln sind als Park mit kleineren Seen, Wasserläufen, Seebrücke, Strand und Vergnügungseinrichtungen gestaltet. Die Inseln sind für den motorisierten Individualverkehr gesperrt und vom Queen’s Quay Terminal mit Personenfähren in etwa zehn Minuten erreichbar.

#### CN Tower

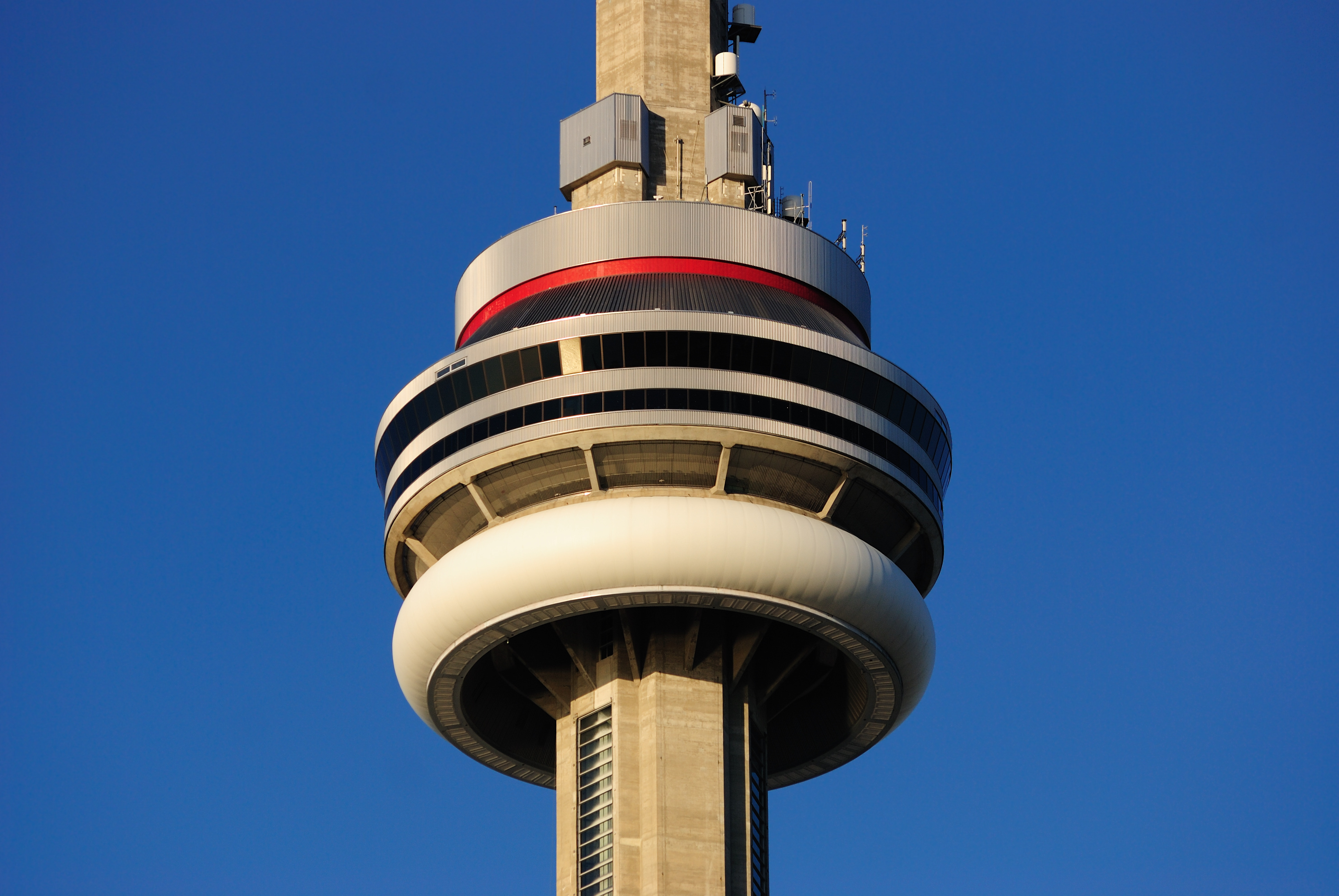
Turmkorb des CN Tower

Höchstes freistehendes Bauwerk des amerikanischen Doppelkontinents, städtebauliche Dominante und Wahrzeichen ist der 1976 fertiggestellte Canadian National Tower, kurz CN Tower. Von seiner Fertigstellung bis zum Richtfest des Canton Tower im Mai 2009 war er mit 553 Metern der höchste Fernsehturm der Welt. Der Turm zählt mit jährlich rund zwei Millionen Besuchern zu den meistbesuchten Gebäuden Kanadas, wobei er ursprünglich nur für die Funkübertragung geplant worden war. Bis zum 12. September 2007 war der CN Tower auch das höchste freistehende Bauwerk der Erde. Diesen Rang nimmt mittlerweile der Burj Khalifa in Dubai mit 828 Metern ein. Neben einem Drehrestaurant und einer Aussichtsplattform auf 342 und 346 Meter Höhe hat der Turm eine zweite Aussichtsplattform (Sky Pod) unterhalb des Antennenmastes auf einer Höhe von 447 Metern, bis 2008 die höchste Aussichtskanzel der Welt.

#### Sportstätten und Veranstaltungshallen

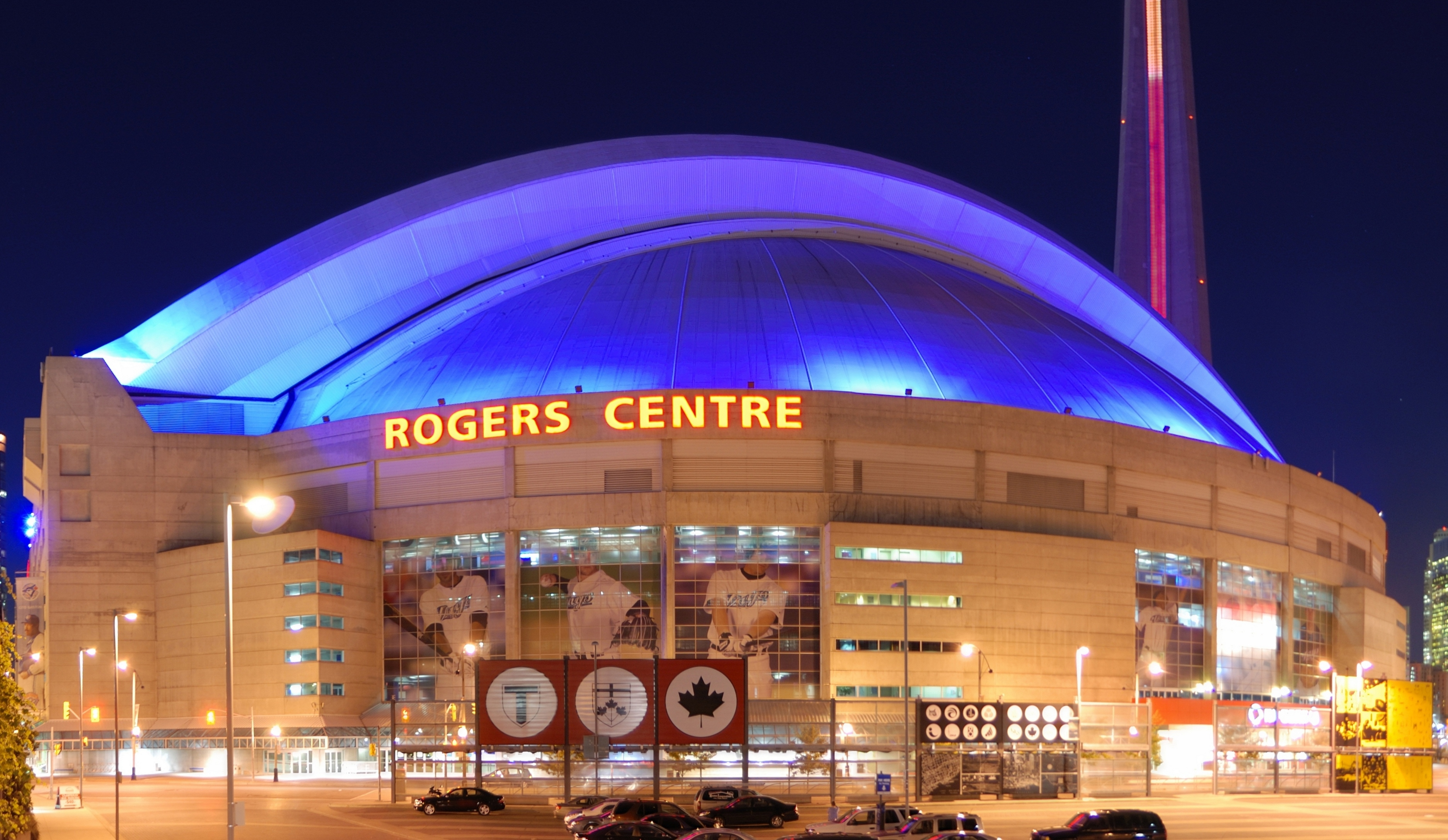
Nächtlich beleuchtetes Rogers Centre

Benachbart zum CN Tower ist das 1989 eröffnete und am 2. Februar 2005 in Rogers Centre umbenannte frühere SkyDome. Die 54.000 Plätze fassende Arena ist die Heimat der Blue Jays (Baseball) und der Argonauts (Canadian Football) und verfügte bei seiner Eröffnung als erste Sportarena der Welt über ein komplett zurückfahrbares Dach und über die größte Videotafel der Welt. In dem Gebäude befinden sich das Renaissance Toronto Hotel Downtown (früher: SkyDome Hotel), das 70 zweigeschossige Suiten mit Sicht aufs Spielfeld anbietet und ein Restaurant (bis 2009 Hard Rock Cafe), gleichfalls mit Ausblick auf das Spielfeld.
Östlich des Rogers Centre steht auf der Südseite der Bahnlinien die Mehrzweckhalle Scotiabank Arena, die neben Konzerten und Theatervorführungen auch als Heimspielarena der Basketballmannschaft Toronto Raptors, der Eishockeymannschaft Toronto Maple Leafs, der Lacrossemannschaft Toronto Rock und der Footballmannschaft Toronto Phantoms dient. Je nach Veranstaltung bietet die Halle bis zu 19.800 Zuschauern Platz.
Westlich der Downtown befindet sich das im April 2007 fertiggestellte, größte reine Fußballstadion Kanadas, das BMO Field, für rund 20.000 Zuschauer.

#### Downtown
Gegenüber der Union Station an der Front Street befindet sich das Luxushotel Fairmont Royal York. Das 1929 fertiggestellte Gebäude ist 124 Meter hoch, hat 28 Stockwerke und unterschiedlich hoch abgestufte Gebäudeteile. Es war bis 1931 das höchste Gebäude der Stadt.
Unter dem Stadtteil befindet sich das über 28 Kilometer lange Tunnelnetz PATH, das unterirdisch Bürokomplexe und über 1200 Geschäfte und Ämter miteinander verbindet. Die Nord-Süd-Achse dieses Netzes reicht vom Royal York Hotel und der Union Station bis weit über die Queen Street West hinaus. In der Ost-West-Achse bilden die U-Bahn-Stationen der gelben Linie St. Andrew und King die äußersten Punkte dieser weltgrößten Untergrundstadt.

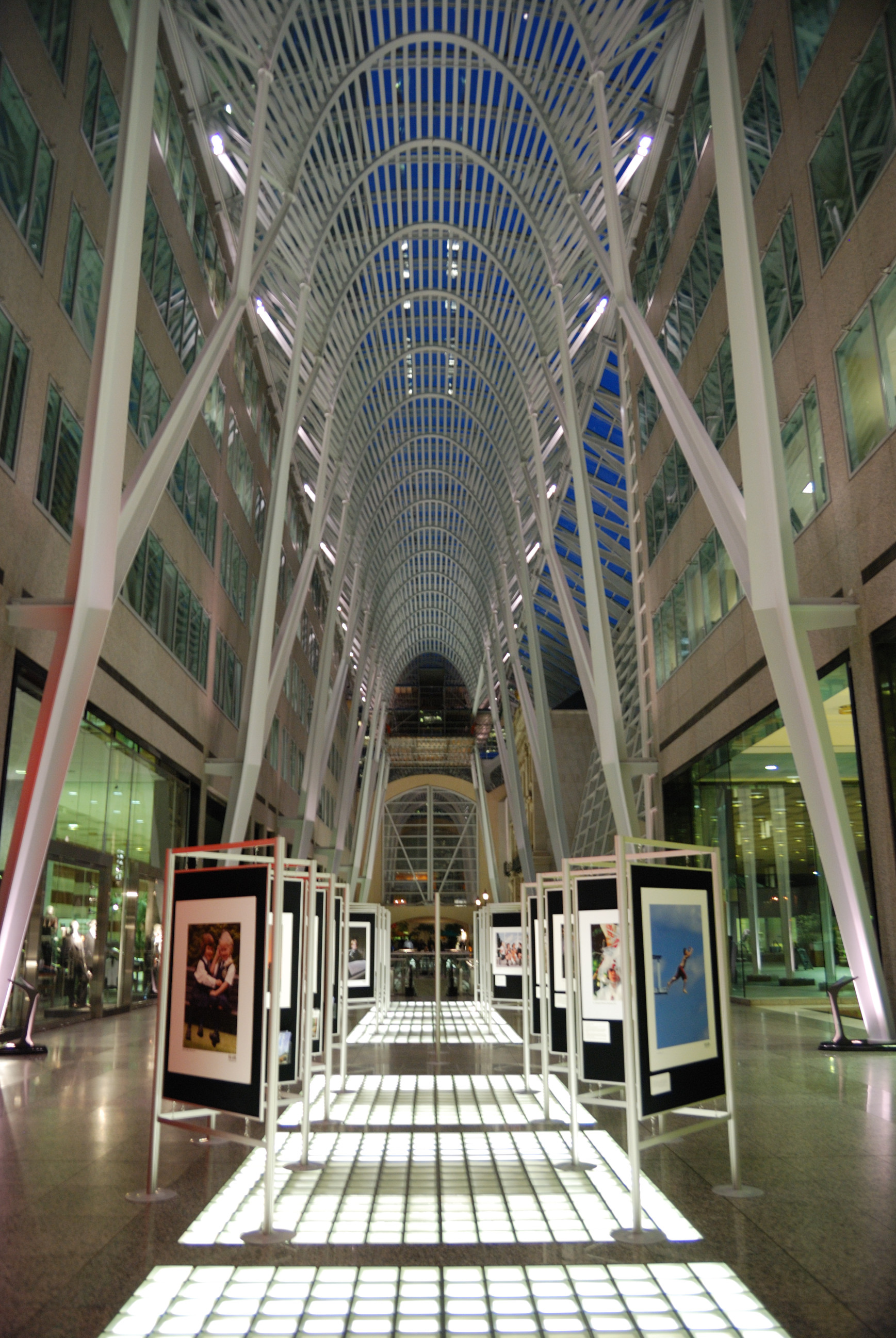
Allen Lambert Galleria: von Santiago Calatrava erbaut

Ebenfalls ans PATH angeschlossen ist der Brookfield Place (ehemals BCE Place), ein Büro- und Gewerbekomplex, der aus den zwei Wolkenkratzern Bay Wellington Tower (207 Meter) und TD Canada Trust Tower (261 Meter) besteht. Geplant wurde dieser Komplex von dem Torontoer Architekturbüro Bregman + Hamann Architects unter Mitwirkung von Santiago Calatrava, der die sechsstöckige Allen Lambert Galleria entwarf. Diese Galerie, einschließlich eines großen, lichtdurchfluteten Atriums, das von einer bogenartigen Strebenkonstruktion abgeschlossen wird, verbindet beide Wolkenkratzer.
Östlich des Brookfield Place steht das 1892 errichtete Gooderham Building, ein markantes Bügeleisengebäude.
Das Toronto-Dominion Centre ist ein von Ludwig Mies van der Rohe zwischen 1967 und 1969 erbauter Gebäudekomplex aus sechs Hochhäusern. Die markantesten Bauwerke sind zwei schwarze Wolkenkratzer, der höchste von ihnen ist mit 222 Metern der Toronto-Dominion Bank Tower. In der Nähe des IBM Tower befindet sich die Börse von Toronto.
Das in den 1970er Jahren eröffnete Eaton Centre ist ein sechsstöckiges Einkaufszentrum mit über 300 Geschäften, 17 Kinos, Diskotheken und einem Luxushotel, das wöchentlich von bis zu einer Million Menschen frequentiert wird. Es wurde nach dem irischen Einwanderer Timothy Eaton benannt, der 1869 an dieser Stelle einen Gemischtwarenladen eröffnete. Aus diesem entstand ein in ganz Kanada bekanntes Versandhaus. Der südliche Eingang befindet sich an der Ecke Queen Street West und Yonge Street; das Einkaufszentrum zieht sich nördlich bis zum Dundas Square hin und ist unterhalb der Oberfläche auch mit dem PATH verbunden. Das Eaton Centre wurde unter Mitwirkung des deutschen Architekten Erhard Zeidler zusammen mit Bregman + Hamann Architects entworfen.
Östlich vom Südeingang des Eaton Centre, an der Ecke von Queen Street West und Bay Street, befindet sich der von dem finnischen Architekten Viljo Revell Anfang der 1960er Jahre errichtete avantgardistische Gebäudekomplex des Neuen Rathauses von Toronto. Die beiden Gebäude sind 20- bzw. 27-geschossige Hochhäuser mit gebogenem Grundriss. Über einem unteren muschelförmigen Plenarsaal sind die zwei Hochhäuser miteinander verbunden. Das Gebäude dient seit 1965 als Rathaus und befindet sich gegenüber dem Alten Rathaus. Westlich des Rathauses schließt sich die Osgoode Hall an. Das ehemalige Gerichtsgebäude wurde zwischen 1835 und 1855 errichtet und ist nach dem ersten Oberrichter William Osgoode von Oberkanada benannt.
Die St.-James-Kathedrale ist mit knapp 93 Metern höchster Kirchenbau Torontos und nach dem St.-Josephs-Oratorium in Montreal der zweithöchste Kanadas. Die 1844 fertiggestellte anglikanische Kirche gehört zur ältesten Kirchengemeinde der Stadt und steht etwas abseits der Innenstadt an der Church Street, an der sich viele weitere Kirchen Torontos befinden.
Südlich des St.-James-Parks befindet sich der St. Lawrence Market mit einem Süd- und einem Nordbau. Das südliche Gebäude diente der Stadt zwischen 1845 und 1904 als Rathaus; heute informieren wechselnde Ausstellungen über die Stadtgeschichte. Der erste Stock war früher eine Polizeistation. Heute bieten vor allem in der nördlichen Markthalle über 120 Händler ihre Erzeugnisse an.
2013 wurde das Ripley’s Aquarium of Canada direkt neben dem CN Tower und dem Rogers Centre eröffnet.

#### Außerhalb Downtown

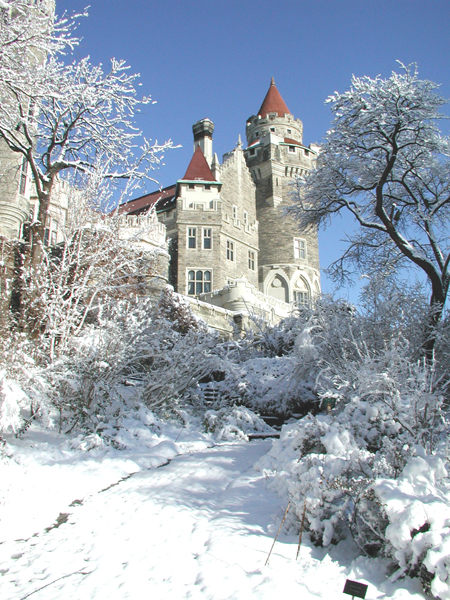
Casa Loma im Winter

Nördlich des Stadtzentrums befindet sich Casa Loma, ein Schloss in „europäischem“ Stil, das Sir Henry Pellatt Anfang 1900 baute. Es ist heute ein Museum mit 98 Zimmern, Geheimgängen, einem alten Schwimmbad und einem botanischen Wintergarten.

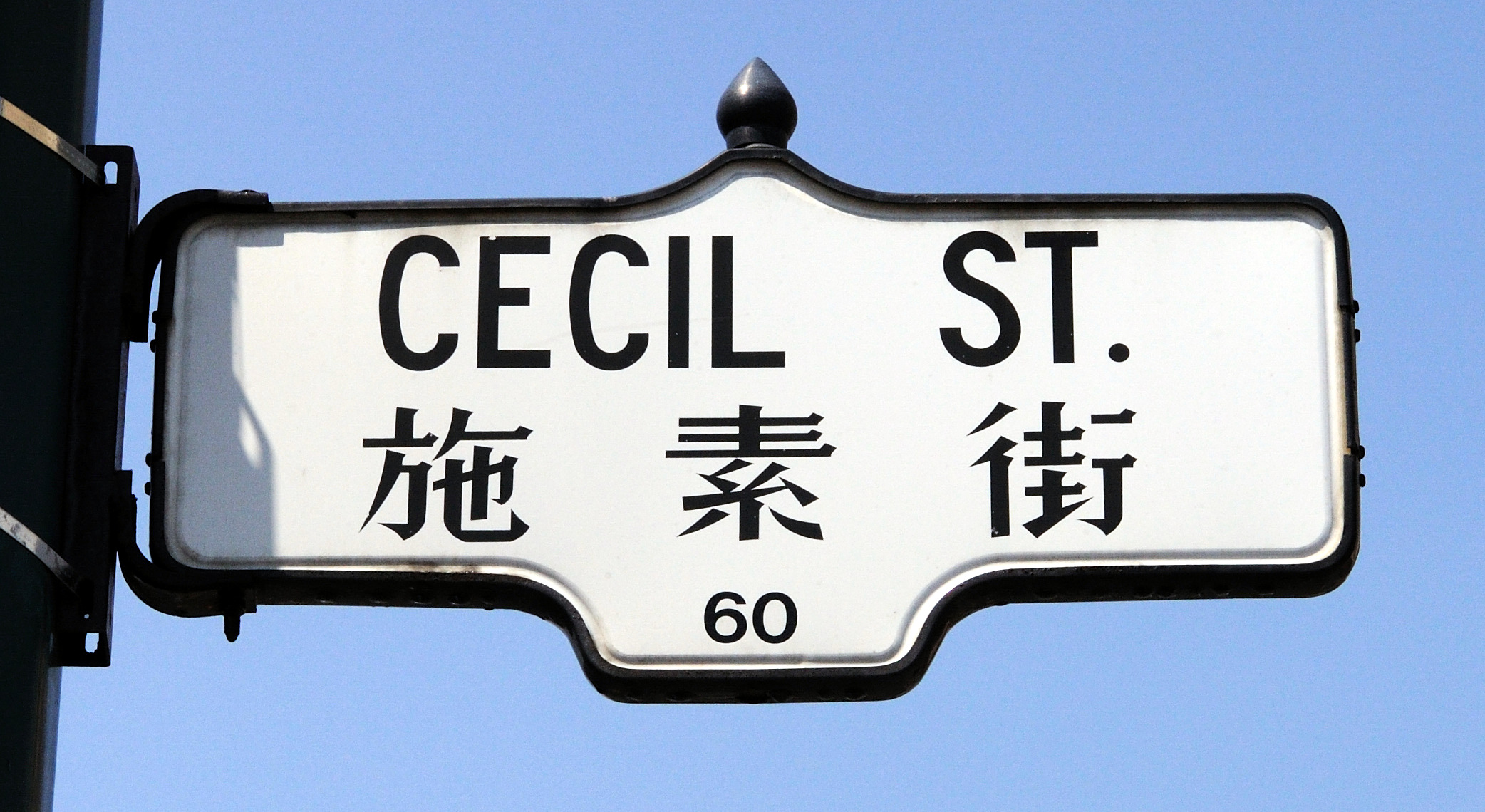
Zweisprachiges Straßenschild in Chinatown

Die Chinatown von Toronto gehört zu den größten in Nordamerika. Wie auch die anderen zeichnet sie sich durch zweisprachige Straßenschilder und zahlreiche chinesische Geschäfte und Restaurants aus. Sie befindet sich im Bereich der Dundas Street West und der Spadina Avenue unmittelbar westlich der Yonge Street. Das Viertel geht bis in das Jahr 1878 zurück. Damals halfen hunderte eingewanderte Chinesen den Canadian Pacific Railway zu bauen. Den größten Zuwachs an chinesischen Einwanderern verzeichnete Toronto in den Jahren 1947 bis 1960. Als 1961 der Bau des neuen Rathauses am Nathan Phillips Square begann, verlagerte sich das Chinesenviertel von der Kreuzung zwischen Queens Street und Bay Street in westliche Richtung.
Östlich des Don Valley Parkway liegt Greektown (Toronto), ein Stadtviertel an der Danforth Avenue gelegen, in dem vornehmlich griechische Einwanderer leben. In den 1970er und 1980er Jahren galt das Viertel als das größte Griechenviertel Nordamerikas. In dem Viertel entlang der Danforth Avenue Ecke Pape befinden sich zweisprachige Straßenschilder auf Englisch und Griechisch. Mit rund 125.000 Griechen ist Greektown heute die zweitgrößte griechische Gemeinschaft außerhalb Griechenlands. An der mit griechischen und kanadischen Flaggen gesäumten Danforth Avenue sind zahlreiche Restaurants und Cafés mit griechischer Küche und Musik zu finden.
Auf drei künstlichen Inseln im Ontariosee befindet sich der etwa 566.000 Quadratmeter große, am 22. Mai 1971 eröffnete Freizeitpark Ontario Place. Er liegt rund vier Kilometer westlich der Downtown. Neben verschiedenen Wildwasserbahnen und Wasserrutschen gehört ein großes IMAX-Kino zu den Attraktionen.

### Park- und Gartenanlagen
Im Stadtgebiet befinden sich weit über 200 Parkanlagen und Gärten mit über 90 Kilometer Spazierwegen.

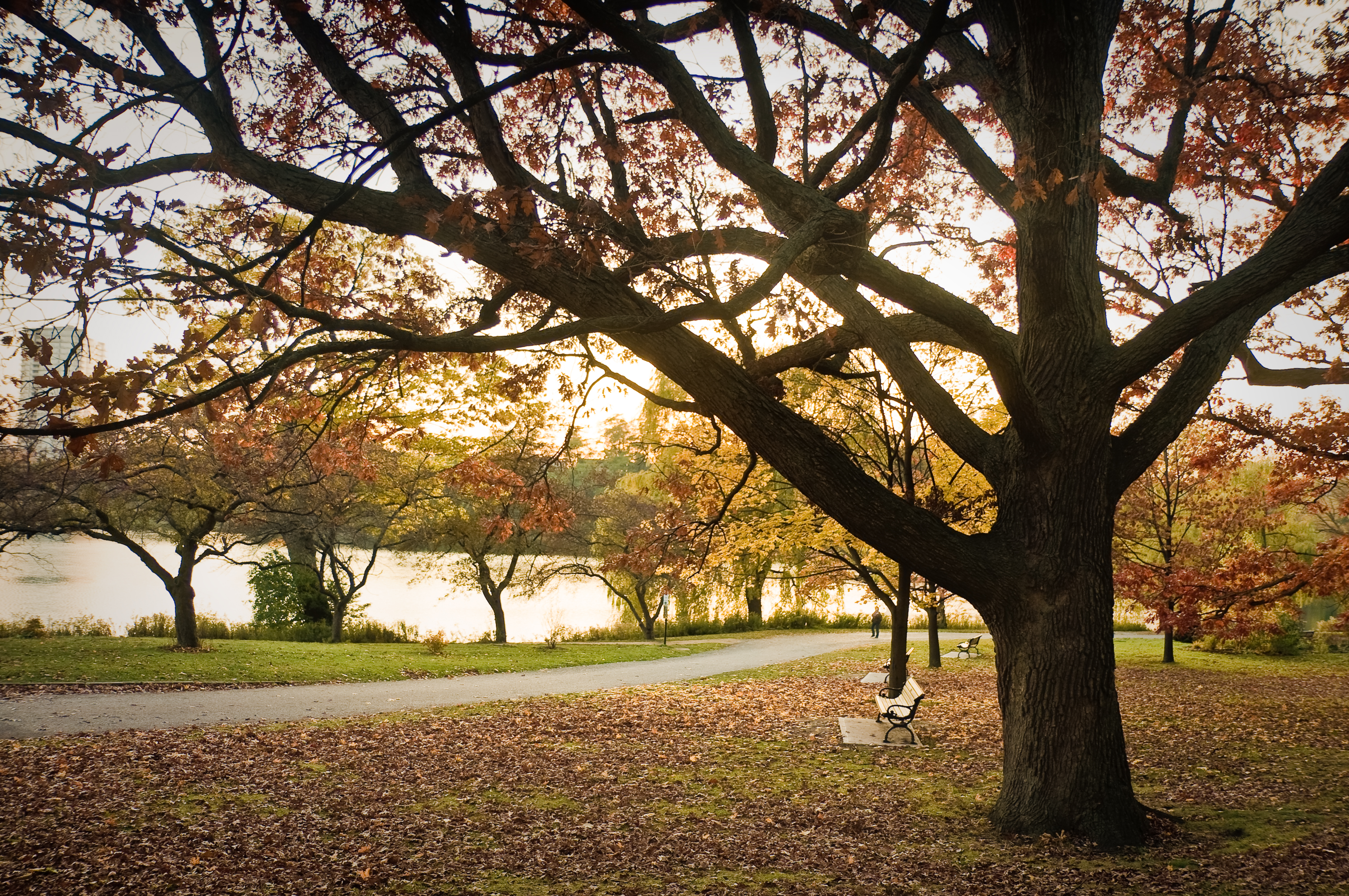
Herbsttag im High Park

Der mit 161 Hektar größte Park ist der High Park im Westen nördlich der Humber Bay. Er erstreckt sich südlich der Bloor Street West und westlich des Parkside Drive, östlich der Ellis Park Road. Er ist eine Mischung aus Naherholungsgebiet und Naturpark mit einem Zoo.
Allan Gardens ist ein botanischer Garten, den der frühere Bürgermeister George William Allan stiftete. Sechs Gewächshäuser zeigen beispielsweise seltene tropische Pflanzen und Palmen. Die Universität verlegte 1931 ihr Gewächshaus in die Allan Gardens.
Der rund 15 Hektar große Trinity Bellwoods Park zwischen dem Gebiet nördlich der Queen Street West und der Dundas Street enthält Spielflächen für diverse Sportarten wie Tennis, Fußball oder Volleyball.
Der HTO Park in der Harbourfront südlich des Rogers Centre ist ein 2007 am Ufer des Ontariosees eröffneter Stadtstrand.
Im Nordosten der Stadt befindet sich der 287 Hektar große Zoologische Garten, der Toronto Zoo. Der Neubau wurde 1970 aufgrund einer Bürgerinitiative begonnen und am 15. August 1974 eröffnet. Er ist flächenmäßig der drittgrößte Zoo der Welt mit über zehn Kilometer Fußwegen und beherbergt rund 5000 Tiere und 460 Arten. Sein Vorgänger, der Riverdale Zoo, wurde 1888 eröffnet. Jährlich verzeichnet der Zoo rund 1,2 Millionen Besucher.
In unmittelbarer Nähe des Zoos befindet sich der Rouge-Nationalpark.
Die mit Fähren erreichbaren vorgelagerten Toronto Islands bieten auf 230 Hektar weitläufige Spazierwege, Strände und Sportanlagen. Über 1,2 Millionen Besucher nutzen jährlich die Möglichkeiten des Toronto Island Parks.

### Musik und Theater

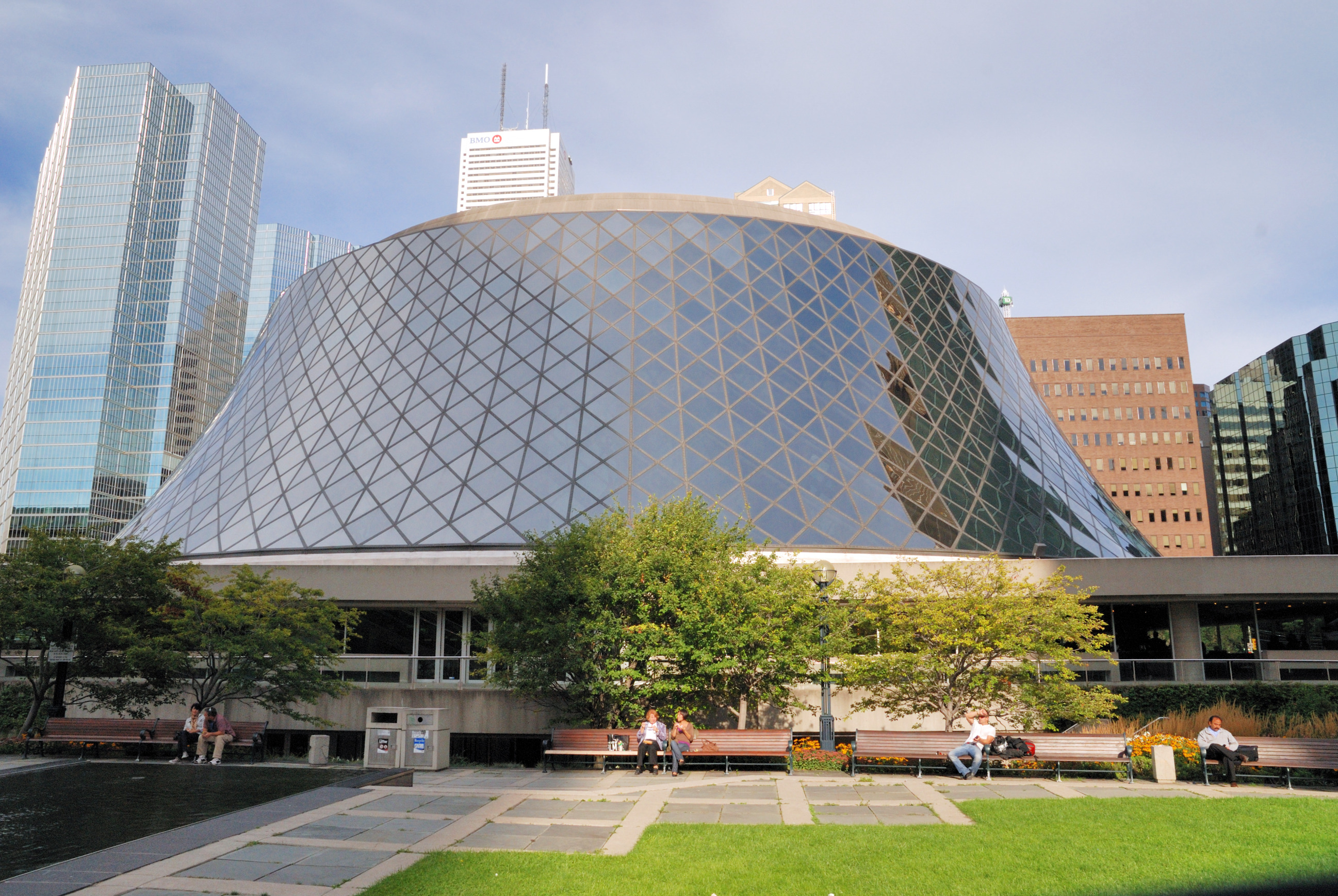
Die Konzerthalle Roy Thomson Hall

Die Stadt besitzt eine Konzerthalle namens Roy Thomson Hall für das Toronto Symphony Orchestra, die Massey Hall (Vorgängerin der Roy Thomson Hall), weitere Konzertsäle sowie eine Anzahl von Gebäuden für Oper, Ballett, Operette und Schauspiel. Nach London und New York hat Toronto die drittgrößte Theaterszene im englischsprachigen Raum. Besondere Bekanntheit erlangte das 1907 eröffnete Royal Alexandra Theatre. In Anlehnung an den Hollywood Walk of Fame wurde 1998 in 13 Straßenzügen rund um das Royal Alexandra Theatre Canada’s Walk of Fame eröffnet. Dort werden derzeit 131 berühmte kanadische Sportler, Sänger und Stars aus der Medienwelt mit einem Gedenkstein im Bürgersteig gewürdigt.
Am 14. Juni 2006 wurde das Four Seasons Centre eröffnet, ein über 2000 Sitze fassendes Opernhaus südlich des neuen Rathauses. Der für 181 Millionen Dollar errichtete Bau ersetzte das große Opernhaus aus dem Jahr 1874. Dort tritt das kanadische Nationalballett und die Canadian Opera Company auf. Toronto ist der Heimatort des renommierten Barockorchesters Tafelmusik.
Neben einer weitgefächerten Musikindustrie ballt sich hier die englischsprachige Literaturszene. Viele Literaten studierten an der University of Toronto, wie Stephen Leacock, Margaret Atwood und Michael Ondaatje (Der englische Patient).

### Kunst und Museen

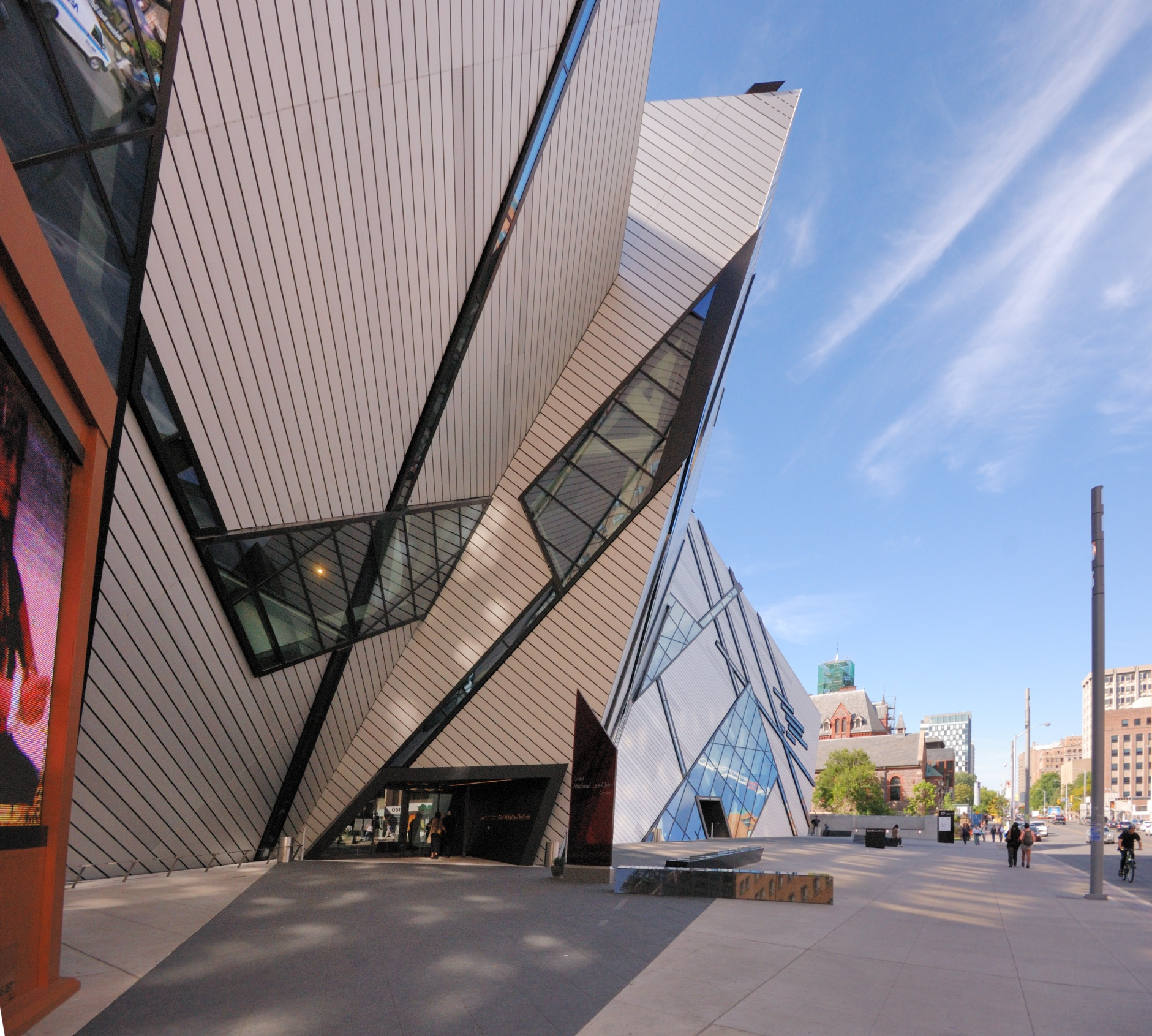
Erweiterungsbau The Crystal des ROM

Die Stadt besitzt mehrere bedeutende Museen. Die Art Gallery of Ontario (AGO) mit den Sammlungsschwerpunkten Kanadische Malerei, Europäische Malerei und Skulpturen von Henry Moore ist eines der größten Kunstmuseen Nordamerikas.
Das meist nur ROM genannte Royal Ontario Museum ist das größte Museum Kanadas. Es verfügt über Sammlungen zur Naturwissenschaft, Archäologie, Kunst- und Kulturgeschichte sowie zu den First Nations. Durch seine Kunstsammlung aus Fernost wurde es weltbekannt. Seit Juni 2007 wartet das ROM mit zehn erweiterten Galerien auf. Der Neubau und der Altbau wurden dabei ineinander verschachtelt. Die neue Außenfassade The Crystal hat eine dem Dekonstruktivismus zuzuordnende, zerklüftete, kristallähnliche Form, die zu 25 % aus Glas und zu 75 % aus Aluminium besteht. In der zur Bloor Street West zeigenden Fassade befindet sich der Haupteingang des Museums. Der von dem Architektenbüro Bregman + Hamann und Daniel Libeskind entworfene Neubau kostete 270 Millionen Dollar.
Das Museum of Contemporary Canadian Art präsentiert zeitgenössische Kunst.
Im 2012 eröffneten Ryerson Image Centre (RIC) werden Ausstellungen zu Fotografie, Neuen Medien, Installationskunst und Film gezeigt.
Die internationale Hockey Hall of Fame (HHOF) ist eine Institution, die die besten Eishockeyspieler in einem Eishockeymuseum ehrt.
An der Bloor Street West befindet sich das Bata Shoe Museum, ein Schuhmuseum, das zum Bata-Konzern gehört. Das 1979 durch Sonja Bata (1926–2018) gegründete Museum zeigt über 12.000 Schuhe, die ältesten Exponate stammen aus der Zeit von etwa 2500 v. Chr.
Insgesamt zehn verschiedene Häuser, Schulen, Industriegebäude und sonstige Bauten sind zu historischen Stätten erklärt worden. Eine der bedeutendsten ist die Fort York National Historic Site. Sie befindet sich an dem Ort, an dem Toronto 1793 gegründet wurde und an dem am 27. April 1813 der Höhepunkt des Britisch-Amerikanischen-Krieges als Schlacht von York stattfand.
Etwa elf Kilometer nordöstlich der Downtown befindet sich das Ontario Science Centre, ein 1969 eröffnetes Wissenschaftsmuseum. Es zeigt naturwissenschaftliche Zusammenhänge anhand von Experimenten, die von den Besuchern selbst durchgeführt werden können. Es verzeichnet jährlich rund 1,5 Millionen Besucher.

### Sport

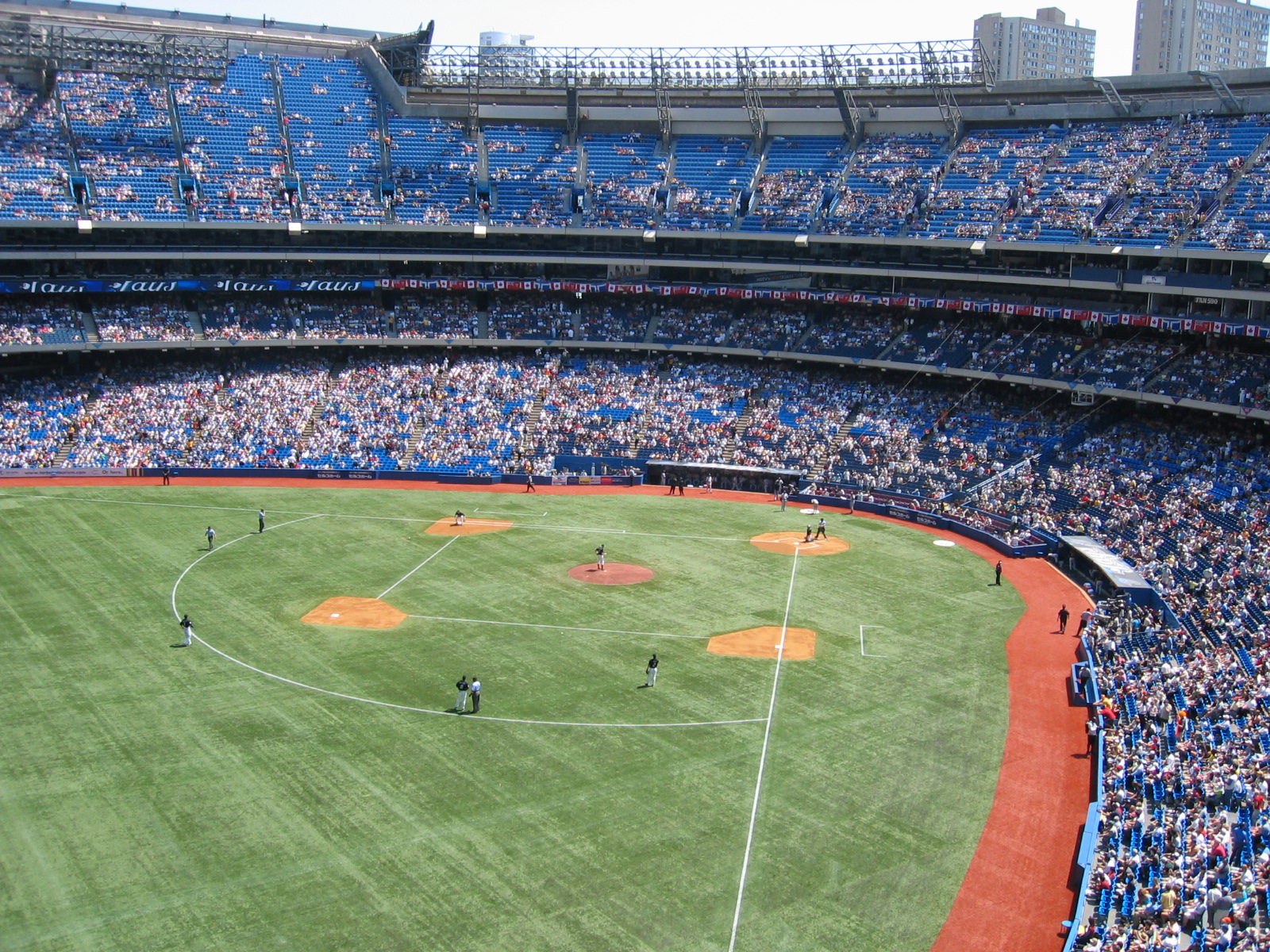
Spiel im Rogers Centre zwischen den New York Yankees und den Toronto Blue Jays

Toronto ist mit Ausnahme der National Football League (NFL) in allen großen nordamerikanischen Profisportligen mit jeweils einer Mannschaft vertreten.
In der Eishockeyliga National Hockey League (NHL) zählen die Toronto Maple Leafs mit 13 Gesamtsiegen und 21 Finalteilnahmen beim Stanley Cup zu den erfolgreichsten Eishockeymannschaften Nordamerikas. Als Farmteam für die Toronto Maple Leafs fungieren die Toronto Marlies in der Eishockeyliga American Hockey League (AHL). In der Basketballliga der National Basketball Association (NBA) spielen die Toronto Raptors als einzige Basketballmannschaft außerhalb der Vereinigten Staaten. Wie auch die Toronto Maple Leafs, tragen die Toronto Raptors ihre Spiele in der Scotiabank Arena aus. Die Baseballmannschaft der Toronto Blue Jays, ebenfalls die einzige Mannschaft der Baseballliga Major League Baseball (MLB) außerhalb der Vereinigten Staaten, und die im Canadian Football aktiven Toronto Argonauts spielen im weithin sichtbaren und mitten im Stadtzentrum befindlichen Rogers Centre. Die Meisterschaft der Canadian Football League (CFL), der Grey Cup, fand bereits 48 Mal in Toronto statt. Aufgrund dieser Sonderstellung in den wichtigsten Profisportligen der Vereinigten Staaten gilt Toronto als die – sportlich gesehen – amerikanisierteste Stadt Kanadas.
Weitere erwähnenswerte Mannschaften der Stadt sind die Toronto Rock, die in der National Lacrosse League (NLL) das in Kanada äußerst beliebte Lacrosse spielen, sowie der Toronto FC, der neben den ebenfalls aus Kanada stammenden Vancouver Whitecaps in der Fußballliga Major League Soccer (MLS) spielt. Darüber hinaus ist Toronto eine Hochburg des Rugby in Kanada. Im gesamten Ballungsraum existieren über 70 traditionsreiche Rugbyclubs. Überregionale Bedeutung besitzen die Ontario Blues, die im heimischen Canadian Rugby Championship (CRC) sowie dem internationalen Americas Rugby Championship (ARC) gegen Mannschaften aus Nord- und Südamerika antreten und mit den Toronto Arrows ein eigenes Franchiseteam innerhalb der Rugbyliga Major League Rugby (MLR) stellen. Mit insgesamt sieben Traditionsvereinen und weiteren akademischen Riegen ist Toronto überdies ein Zentrum des kanadischen Rudersports, der an der sogenannten Hanlanbucht im Ontariosee seinen Ursprung hat.
Toronto war Austragungsort zahlreicher internationaler Sportveranstaltungen. Nachdem die Olympischen Sommerspiele 1976 nach Montreal vergeben worden waren, war die Stadt Ausrichter der Paralympischen Sommerspiele 1976. Für die Olympischen Sommerspiele 1996 und 2008 bewarb sich die Stadt, unterlag allerdings gegen Atlanta bzw. Peking. Das Kanadische Olympische Komitee (COC) mit Sitz in Toronto erwog daraufhin, sich ein drittes Mal zu bewerben. Die Stadt richtete 1997 zusammen mit Collingwood die 6. Special Olympics World Winter Games aus.
Die 6. Special Olympics World Winter Games fanden vom 1. bis 8. Februar 1997 in Toronto und Collingwood statt. Dies war das erste und bislang einzige Mal, dass Kanada Gastgeber für Special-Olympics-Weltspiele war. Bis dahin hatten alle Spiele mit Ausnahme der Special Olympics World Winter Games 1993 in den USA stattgefunden.
Fast 2.000 Athleten aus 73 Ländern und mehr als 5.000 Freiwillige waren an den Spielen beteiligt. Bei der Veranstaltung waren fünf Wettkampfsportarten und eine Demonstrationssportart vertreten: Eiskunstlauf: Toronto, Hallenhockey: Toronto, Ski Alpin: Blue Mountain Resort, Collingwood, Skilanglauf: Highlands Nordic, Collingwood, Eisschnelllauf: Toronto. Als Demonstrationssportart war Schneeschuhlaufen dabei. Auch Eisstockschießen wurde laut einer anderen Quelle angeboten.
Seit 1990 findet im jährlichen Wechsel mit Montreal das Rogers Masters in Toronto statt, das zu den Turnieren der ATP Masters Series zählt. 1993 fanden dort die 4. Leichtathletik-Hallenweltmeisterschaften statt. Ein Jahr später war Toronto neben Hamilton Austragungsort der Basketball-Weltmeisterschaft. 2000 wurden die Du Maurier Open 2000 in Toronto abgehalten. Ebenfalls seit 2000 findet im Herbst jährlich der Toronto Waterfront Marathon im Stadtzentrum statt. Toronto war ferner gemeinsam mit der Region des Golden Horseshoe Austragungsort für die Panamerikanischen Spiele 2015.

### Regelmäßige Veranstaltungen

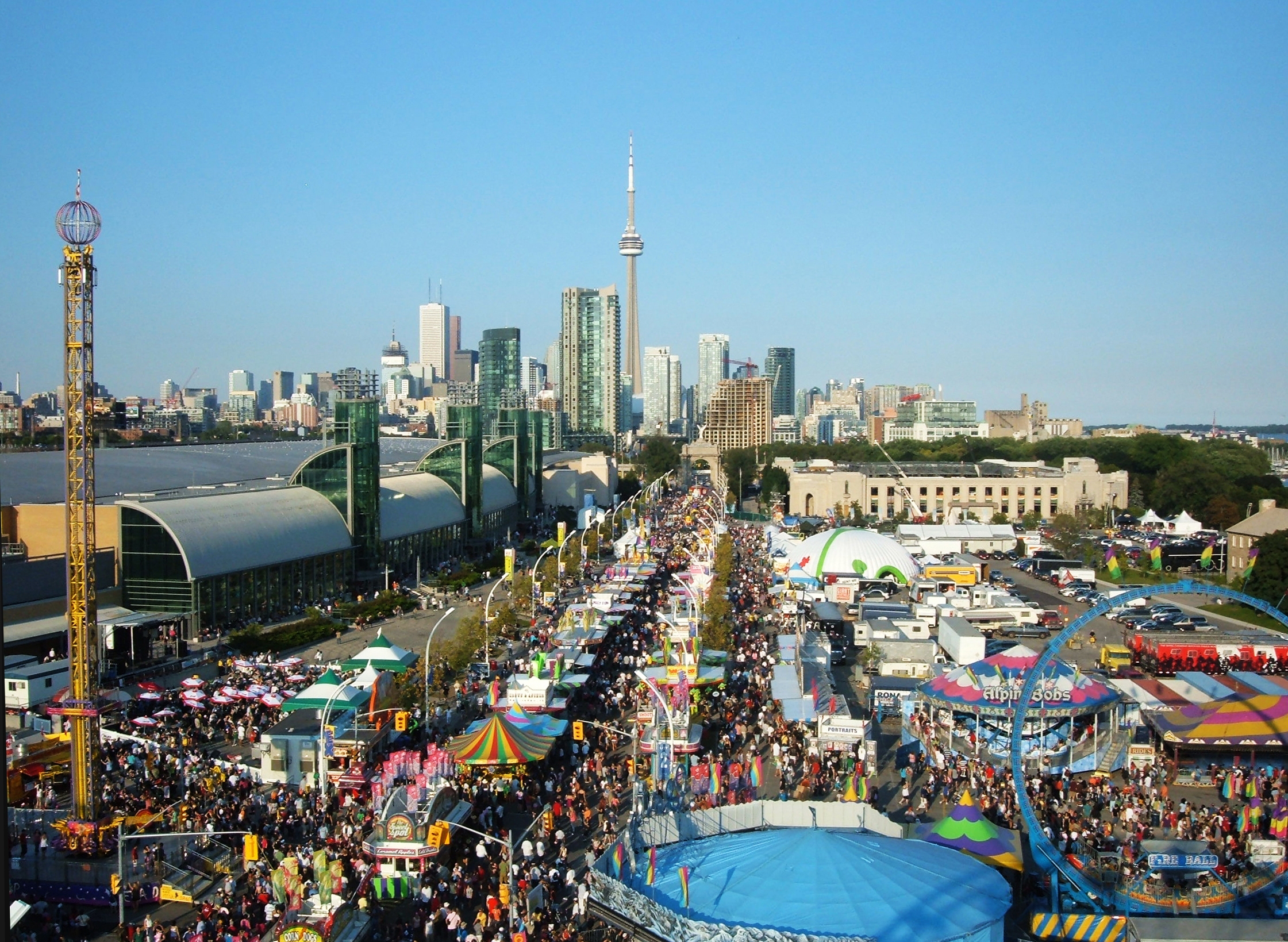
Canadian National Exhibition

Das Toronto International Film Festival Anfang September ist eines der größten Filmfestivals Nordamerikas. Es findet seit 1976 mit der Verleihung der Genie Awards (seit 1980) und der Gemini Awards (seit 1986) statt. Das an unterschiedlichen Orten stattfindende internationale Filmfestival IFCT Festival fand 2002 in Toronto statt.
Im Februar findet seit 1974 jährlich die Canadian International AutoShow im Metro Toronto Convention Centre und im Rogers Centre statt. Sie ist mit 79.000 Quadratmetern Ausstellungsfläche die größte Automobilausstellung Kanadas.
Die seit 1981 im März (ab 2014: im Mai) stattfindende viertägige Canadian Music Week ist ein Musikfestival und eine Musikkonferenz.
Seit 1968 findet Anfang Juni in Toronto das ethnisch-kulturelle Volksfest International Caravan statt. Es besteht aus musikalischen und folkloristischen Veranstaltungen in Form von Konzerten und Theateraufführungen in mehr als 30 Pavillons im Stadtgebiet.
Die Pride Week Ende Juni jeden Jahres gehört zu den größten Gay-Pride-Festivals weltweit. Höhepunkte sind der Dyke March und die Pride Parade, an der bis zu über eine Million Menschen teilnehmen.
Seit 1989 findet jährlich im Sommer viertägige Beaches International Jazz Festival als Freiluft-Veranstaltung im Viertel The Beaches von Old Toronto statt, der Hauptact jeweils auf einer Bühne im Kew Garden. Parallel dazu spielen Bands auf einer Strecke von zwei Kilometern entlang der Queen Street East. Außerdem gibt es seit 1987 das Toronto Jazz Festival im Juni/Juli. Im Juni gibt es seit 1995 das Musik- und Kulturfestival North by Northeast (NXNE).
Seit 1994 findet in der Greektown jährlich im August das Festival Taste of the Danforth statt. Einst nur ein lokales Straßenfest mit griechischen Spezialitäten, zieht es heute weit über 1,5 Mio. Besucher an.
Das Canadian National Exhibition ist eine Mischung aus Jahrmarkt und Landwirtschaftsmesse. Die Veranstaltung findet seit 1879 von Mitte August bis zum Labour Day auf dem Exhibition Place, einem Platz westlich der Downtown statt. Sie ist mit jährlich etwa 1,3 Millionen Besuchern Nordamerikas fünftgrößte Messe. Neben den Ausstellungen gibt es auch Sport- und Musikveranstaltungen sowie eine Flugschau.
Die Toronto Santa Claus Parade ist eine seit 1905 stattfindende Weihnachtsparade Mitte November. Mehr als eine halbe Million Menschen schauen jeweils der Parade auf sechs Kilometer der Innenstadt Torontos zu. Sie wird seit 1952 landesweit im Fernsehen übertragen.

## Toronto in den Medien
Wegen seiner wichtigen Stellung im Bereich Medien und Film wird Toronto auch als das „Hollywood des Nordens“ bezeichnet. So ist die Stadt häufig Dreh- oder Handlungsort von internationalen Filmen. Im Jahr 2007 gaben Filmproduktionsgesellschaften insgesamt 791 Millionen Dollar für Dreharbeiten in Toronto aus. Die für Film und Fernsehen zuständige städtische Behörde Toronto Film and Television Office berichtet von etwa 200 Produktionen im Jahr 2005, darunter 39 Spielfilme, 44 Fernsehfilme und 84 Fernsehserien.
Besonders das aus den 1960er Jahren stammende, futuristisch anmutende Rathaus (Toronto City Hall) diente schon vielen Filmen als Kulisse. In dem amerikanischen Thriller The Sentinel – Wem kannst du trauen? ist das Rathaus Schauplatz eines G8-Gipfels, daneben spielt der Film u. a. am Nathan Phillips Square, wo das Finale stattfindet. In dem Horrorfilm Resident Evil: Apocalypse (2004) dient die Toronto City Hall als Rathaus der fiktiven Stadt Raccoon City, das Exhibition Place wird in dem Film als National Trade Centre bezeichnet. In der Episode All Our Yesterdays (1969) aus der Science-Fiction-Fernsehserie Raumschiff Enterprise ist das Rathaus ein Portal der Außerirdischen. Und in der Actionkomödie The Tuxedo – Gefahr im Anzug dient es als Hauptquartier eines Nachrichtendienstes.
Die Filmdramen M. Butterfly (1993) von Regisseur David Cronenberg und Das süße Jenseits (1997) unter der Regie von Atom Egoyan spielten teilweise in Toronto ebenso wie Take This Waltz von Sarah Polley (2011). M. Butterfly hatte beim Toronto Film Festival seine Weltpremiere. Die Kinokomödienreihe Police Academy wurde teilweise in Toronto gedreht, der dritte Teil fast vollständig. Der Film soll zwar offenbar in einer US-amerikanischen Großstadt spielen, man sieht aber mehrfach die markante Skyline Torontos. Der Titel des Films Am Highpoint flippt die Meute aus bezieht sich auf den Turmkorb des CN Tower, wo der Showdown stattfindet. Um den Absturz des Antagonisten darzustellen, sprang der Stuntman Dar Robinson mit einem Fallschirm vom Turm.
Die aus Toronto stammenden Cowboy Junkies haben den Stil des Alternative Country maßgeblich geprägt. Am 27. November 1987 nahmen sie das Album The Trinity Session in der Torontoer Kirche der Heiligen Dreifaltigkeit (Church of the Holy Trinity) auf. Die erfolgreiche Alternative-Rock-Band Barenaked Ladies wurde 1988 in Scarborough gegründet und nahm auch ihre Alben in Toronto auf. Der Rapper Snow beschreibt in seinem bekanntesten Song Informer Anfang der 1990er Jahre seine Herkunft aus Toronto. Der Film Rot spielt in Toronto.

## Persönlichkeiten

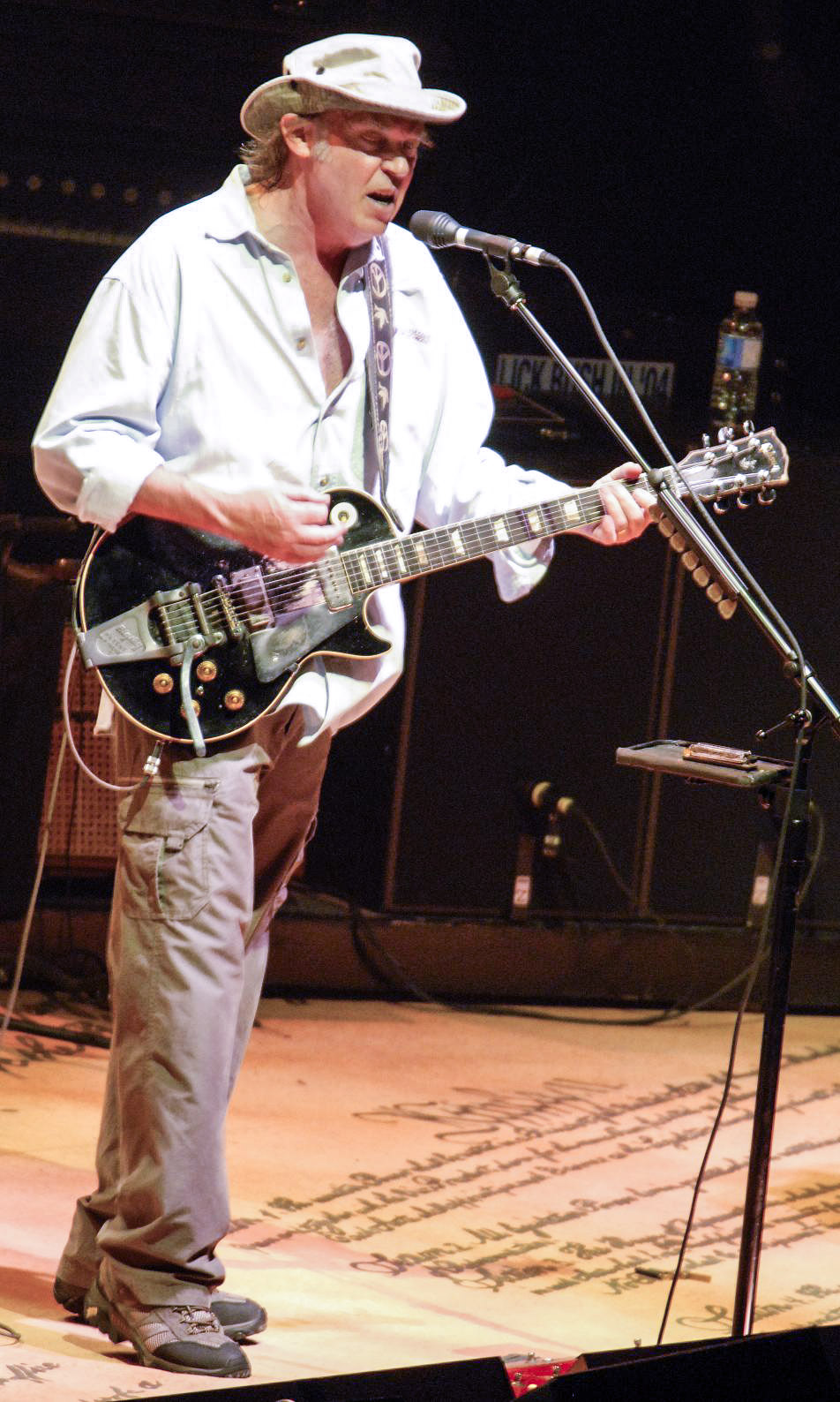
Neil Young wurde in Toronto geboren

Toronto ist Geburtsort zahlreicher prominenter Persönlichkeiten, zu denen der für die Gründung Kanadas wichtige Politiker Robert Baldwin (1804–1858) zählt. Als kanadische Hauptstadt für Film, Musik und Medien sind besonders viele Persönlichkeiten aus diesem Bereich vertreten. In Toronto sind folgende Filmschaffende geboren: Raymond Massey, Michael Ironside, Mike Myers, Harland Williams, Will Arnett, die Schauspielerin Jessica Steen und der Regisseur David Cronenberg, der vor allem für seine Horrorfilme bekannt geworden ist. Weltweit bekannt ist vor allem der gebürtige Torontoer Singer-Songwriter und Rockmusiker Neil Young. Nicht aufgewachsen in Toronto ist der Komiker und Schauspieler Jim Carrey. Er trat bereits mit 15 Jahren auf verschiedenen Bühnen von Clubs in Toronto auf. Zum Teil in Toronto aufgewachsen ist die portugiesisch-kanadische Sängerin Nelly Furtado. Aus Toronto stammen die Rockband Rush und deren Sänger und Bassist Geddy Lee. Der bedeutende Pianist und Musikautor Glenn Gould wurde in Toronto geboren und starb dort mit 50 Jahren nach einem Schlaganfall.
Der weltweit als Architekt und Designer tätige Frank Gehry wurde 1929 ebenfalls in Toronto geboren. Der Pritzker-Preis-Träger erhielt 1998 von der University of Toronto die Ehrendoktorwürde. Die Universität benannte sogar einen eigenen Lehrstuhl für jährlich wechselnde Gastprofessoren nach ihm. Das einzige Werk Gehrys in Toronto ist die Neugestaltung des Art Gallery of Ontario im Jahr 2008. Der frühere Premierminister Lester Pearson wurde 1897 in dem heutigen Torontoer Bezirk Newtonbrook geboren und wuchs in Toronto auf. Er studierte am Victoria College und an der University of Toronto. 1957 erhielt er als Initiator der Beendigung der Sueskrise den Friedensnobelpreis. Der von 2006 bis 2015 amtierende kanadische Premierminister Stephen Harper wurde in Toronto geboren und ist in der Stadt aufgewachsen.
Ebenfalls aus Toronto stammt Newcomer Shawn Mendes. Dieser lebt mit seinen Eltern und seiner Schwester in einem Vorort Torontos.
In Toronto wirkte auch eine Reihe berühmt gewordener Wissenschaftler. Der Arzt Frederick Banting studierte und arbeitete dort. Für die Entdeckung des Insulins erhielt er 1923 zusammen mit dem ebenfalls in Toronto forschenden John James Richard Macleod den Nobelpreis für Medizin. Arthur L. Schawlow, der 1941 sein Studium der Mathematik und Physik an der University of Toronto abschloss, erhielt 1981 wegen seiner Mitwirkung an der Entwicklung des Lasers den Nobelpreis für Physik. Ebenfalls den Physik-Nobelpreis erhielt Bertram Brockhouse, der an der Universität in Toronto diplomierte. John C. Polanyi ist Hochschullehrer in Toronto und erhielt 1986 den Nobelpreis für Chemie. Der Physiker Walter Kohn wurde 1946 Master in Angewandter Mathematik an der University of Toronto und erhielt 1998 den Nobelpreis für Chemie. Der Schriftsteller und Literaturnobelpreisträger Ernest Hemingway wohnte Anfang der 1920er Jahre in Toronto und begann seine Karriere als Journalist beim Toronto Star. Die in Montreal geborene Journalistin und Ikone der Globalisierungskritik Naomi Klein lebt mit Familie in Toronto.